# Luisiana
Luisiana (en inglés: Louisiana; en francés: Louisiane) es uno de los cincuenta estados que, junto con Washington D. C., forman los Estados Unidos de América. Su capital es Baton Rouge y su ciudad más poblada, Nueva Orleans. Está ubicado en la región Sur del país, división Centro Suroeste. Limita al norte con Arkansas, al este con los ríos Misisipi y Pearl, que lo separan de Misisipi, al sur con el golfo de México (océano Atlántico) y al oeste con Texas (la mayor parte de esta frontera la forma el río Sabine). Fue admitido en la Unión el 30 de abril de 1812, como el estado número 18.
Otras ciudades importantes son Lafayette y Shreveport. Luisiana es el único estado del país cuyas subdivisiones políticas se denominan parroquias, que son los gobiernos locales equivalentes a los condados de los demás estados. La parroquia más poblada es la parroquia de East Baton Rouge, y la más grande por área es la parroquia de Plaquemines.
Algunos entornos urbanos de Luisiana ostentan un patrimonio multicultural y multilingüe, mostrando una intensa mezcla de la cultura francesa (especialmente del siglo XVIII), la española, la indoamericana (como la nación Caddo) y culturas africanas; todo este mosaico étnico está considerado como algo excepcional en los EE. UU. 
El actual estado de Luisiana fue una colonia francesa, después un territorio bajo dominio español y finalmente adquirido por los Estados Unidos con la Compra de Luisiana.
Su patrón de desarrollo incluyó la importación de numerosos esclavos africanos en el siglo XVII, muchos de ellos capturados y llevados a la Luisiana desde la misma región del África Occidental, concentrando así su cultura. Después de la Guerra de secesión, los angloamericanos aumentaron la presión para la anglificación, y en 1915 el idioma inglés se hizo el idioma de facto del estado, sin embargo, no cuenta con estatuto oficial. Pese a todo, el estado de Luisiana tiene más tribus indoamericanas que cualquier otro estado del sur, entre ellas, cuatro que son reconocidas por el gobierno federal, diez reconocidas por el estado y cuatro que aún no han recibido reconocimiento.

## Etimología
Luisiana fue nombrada así en honor de Luis XIV, rey de Francia (1643-1715). Cuando René Robert Cavelier de La Salle reclamó este territorio regado por el río Misisipi para Francia, la llamó La Louisiane, que significa «La tierra de Luis». Luisiana también formó parte de la Luisiana Española la cual era una gran parte del Virreinato de Nueva España. Ya formando parte de los Estados Unidos, el territorio de Luisiana se extendía desde Nueva Orleans hasta la frontera actual con Canadá.

## Historia

### Primeros establecimientos
Luisiana estaba habitada por indoamericanos cuando los exploradores españoles llegaron en el siglo XVI. Muchos nombres de lugares en el estado son transliteraciones de aquellos usados en lenguas nativas. Las tribus que habitaban Luisiana incluían a los atakapa, los boocana, los opelousa, los acolapissa, los tangipahoa y los chitimacha en el sureste del estado; los washa, los chawasha, los yagenechito, los bayougoula y los houma (parte de la nación choctaw), los quinipissa, los okelousa, los avoyel, los taensa (parte de la nación natchez), los túnica y los koroa. El centro y noroeste de Luisiana era parte de la nación caddo y la federación de los natchitoches.

### Exploración y conquista

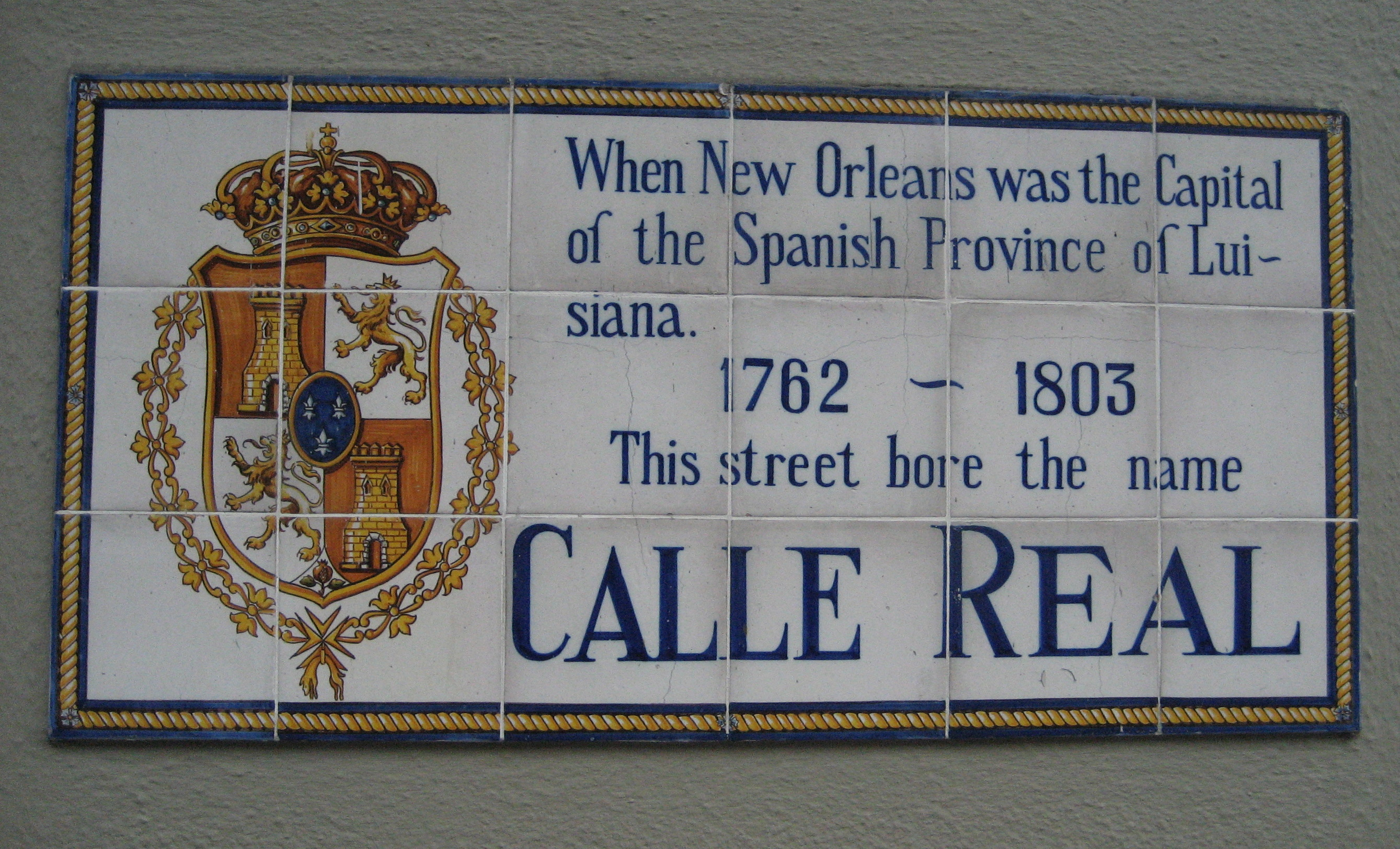
Actuales azulejos en la Royal Street (esquina con Iberville Street) de Nueva Orleans que evocan la inicial y secular presencia hispana.

Los primeros exploradores europeos que visitaron Luisiana en 1528 fueron españoles, entre los más renombrados están: Álvar Núñez Cabeza de Vaca y Hernando de Soto. Una expedición española, liderada por Pánfilo de Narváez, localizó las bocas del río Misisipi. En 1541, la expedición de Hernando de Soto cruzó la región.

#### Luisiana francesa
A finales del siglo XVII, expediciones francesas procedentes del área canadiense y próximas al actual Canadá Occidental que entonces eran llamadas La Nueva Francia, con intereses de soberanía, comerciales y religiosos, establecieron fuertes de avanzada en el río Misisipi y en la costa del golfo de México. Con estos primeros asentamientos, Francia reclamó como propia esta región y estableció un imperio comercial desde el Canadá colonizado originalmente por Francia, a lo largo de toda la cuenca del Misisipi hasta su desembocadura en la costa norte del golfo de México.
El primer establecimiento permanente, Fort Maurepas (actual Ocean Springs, Misisipi, cerca de Biloxi) fue fundado por Pierre Le Moyne d'Iberville, un militar francés del Canadá, en 1699. Para este tiempo, los franceses ya habían construido un fuerte en la desembocadura del río Misisipi, que llamaron La Balise o La Balize, baliza en francés, ya que en el año 1721 construyeron un faro de madera en las costas del delta del Misisipi para guiar a los barcos en su travesía para acceder desde el golfo de México el cauce del río Misisipi.
Los franceses reclamaron originalmente las tierras españolas situadas en ambos lados del río Misisipi, para unir Luisiana con el Canadá. Los siguientes estados fueron parte de Luisiana: Luisiana, Misisipi, Arkansas, Oklahoma, Misuri, Kansas, Nebraska, Iowa, Illinois, Indiana, Míchigan, Wisconsin, Minnesota, Dakota del Norte y Dakota del Sur.

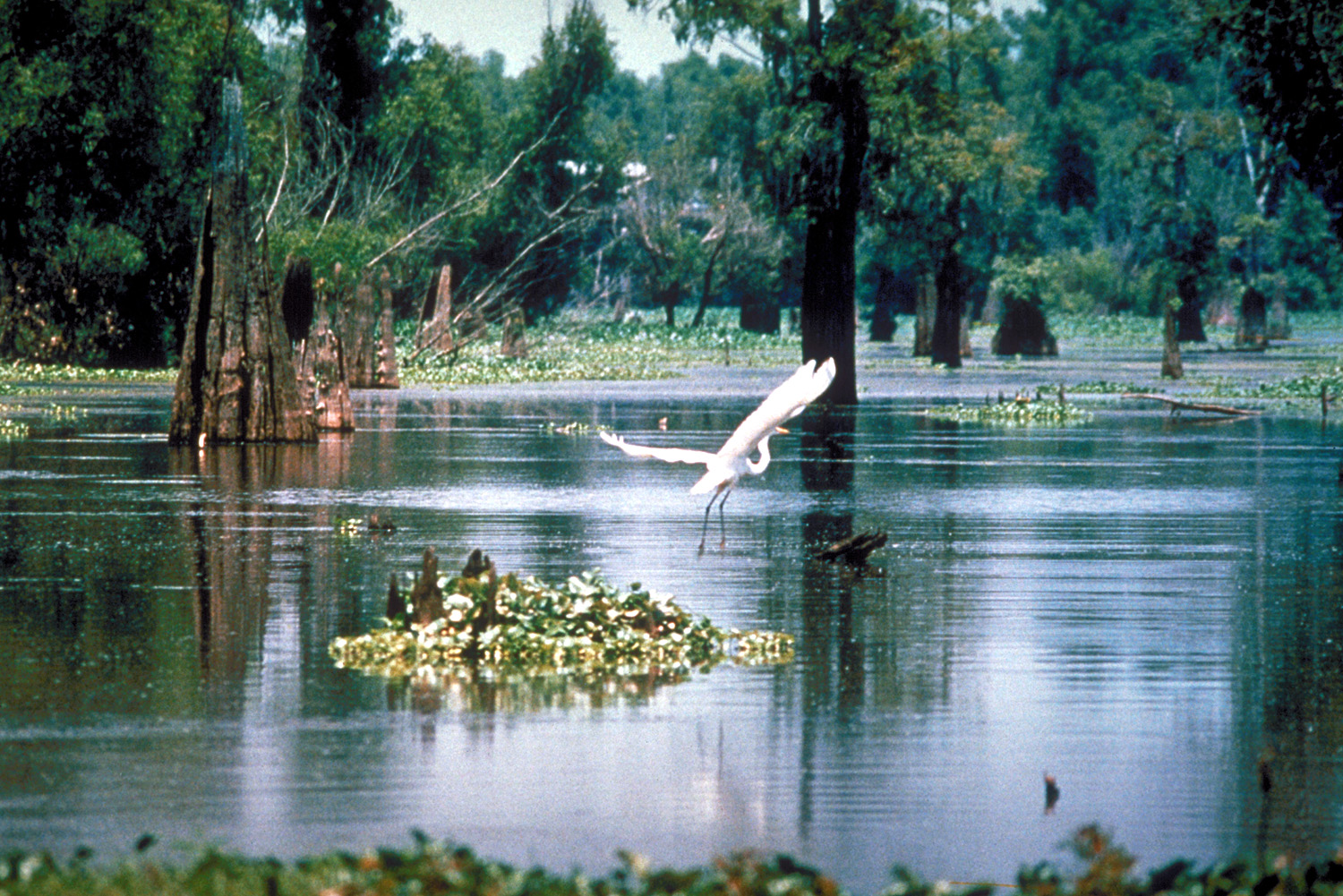
Los cajún, colonos de origen francés, se asentaron en los pantanos del sur de Luisiana, especialmente en la Cuenca Atchafalaya.

El establecimiento de Natchitoches (a lo largo del río Rojo, en el actual noroeste de Luisiana) fue establecido en 1714 por Louis Juchereau de St. Denis, considerado como el más antiguo establecimiento europeo en Luisiana. Los establecimientos franceses tenían un propósito: detener el avance español desde Texas. También el final del Antiguo Camino de San Antonio (también llamado Camino Real) terminaba en Natchitoches. Pronto se convirtió en un puerto floreciente, con tierras algodoneras en las riberas del río. Con el tiempo, los hacendados desarrollaron inmensos latifundios y construyeron casas finas en pueblos pequeños, que empezaron a crecer. Esto se repitió en Nueva Orleans y otras ciudades.
Los establecimientos de Luisiana ayudaron a la posterior expansión y exploración del territorio, basándose especialmente en el río Misisipi y sus tributarios, desde Nueva Orleans hasta la región llamada Illinois, y en el actual San Luis (Misuri).
Inicialmente, Mobile (Alabama) y Biloxi (Misisipi) funcionaron como capitales de la colonia. Reconociendo la importancia del río Misisipi para operaciones comerciales y militares, Francia hizo de Nueva Orleáns el centro de poder civil y militar en 1722. Desde entonces hasta la adquisición de la región por Estados Unidos, el 20 de diciembre de 1803, Francia y España se turnaron en el control de la región. En la década de 1720, inmigrantes alemanes se establecieron alrededor del Misisipi, en la región conocida como la Costa Alemana (tras la anexión a EUA: German Coast).

#### Luisiana española

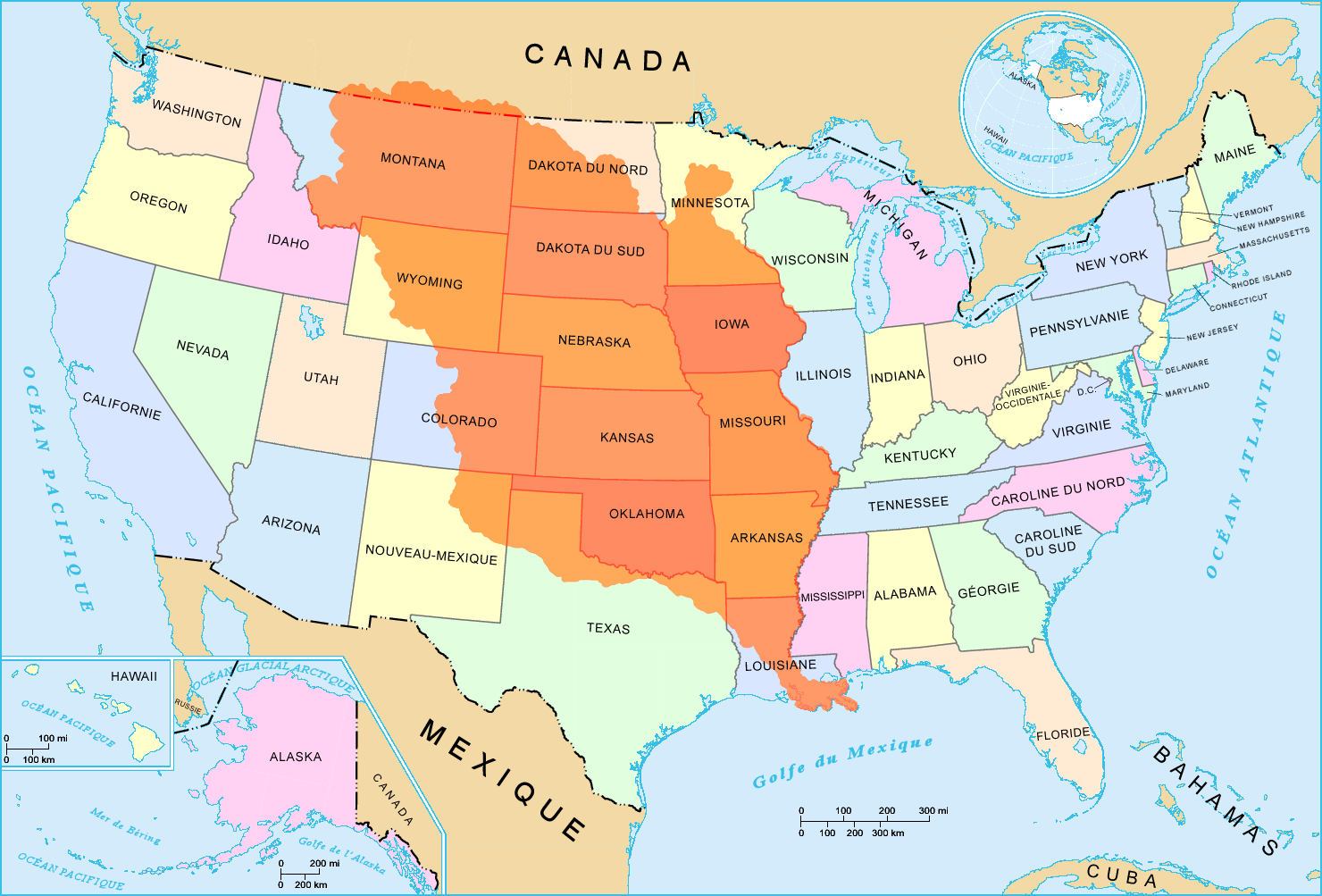
En tono naranja: áreas de la Luisiana española hacia 1800. Se pueden apreciar los estados estadounidenses actuales que abarcaba cuando fue denominada Louisiana Purchase. Al oeste de la Luisiana española se encontraban las Provincias Interiores de la Nueva España, al noroeste el disputado (entre Inglaterra, España, Rusia y luego Estados Unidos) Territorio de Oregón y en el extremo sudeste la Florida española. Del extensísimo territorio que inicialmente se conoció como Luisiana, el actual estado solamente comprende un pequeño territorio en la zona más inferior de la cuenca del río Misisipi adyacente al golfo de México.

Francia cedió al Reino Unido o Imperio británico todo territorio al este del Misisipi, tras la victoria inglesa en la guerra de los Siete Años. El resto de Luisiana pasó a manos españolas tras el tratado de París de 1763. Desde ese año y hasta inicios del siglo XIX el extensísimo territorio de aproximadamente 2 millones de kilómetros cuadrados al oeste de la vaguada del río Misisipi (es decir la mayor parte de la cuenca del Misisipi) pasó a ser —con el nombre de Luisiana española— parte del Imperio español. 
En 1765, durante la dominación española, varios millares de francófonos de la región de Acadia (actuales Nueva Escocia, Nuevo Brunswick y la Isla del Príncipe Eduardo, en Canadá) se refugiaron en Luisiana, tras ser expulsados por los invasores ingleses de las costas orientales del territorio que hoy es Canadá, estableciéndose estos refugiados en la región suroeste de la Luisiana española llamada Acadiana. Los españoles, que deseaban más población católica, recibieron de buena gana a los refugiados. Los cajunes son sus descendientes actuales. Además, inmigrantes de las Islas Canarias llegaron entre 1778 y 1783; estos colonos españoles y sus descendientes son, por provenir de las islas Canarias, llamados isleños aunque habiten en tierra firme de América del Norte desde hace siglos.
En 1800, la Francia napoleónica adquirió Luisiana a España mediante el Tratado de San Ildefonso, mantenido en secreto dos años.

### Expansión de la esclavitud
En 1709, el financiero francés Antoine Crozat obtuvo el monopolio del comercio en Luisiana, que se extendía desde el golfo de México hasta el actual Illinois. «Esta concesión le permitió traer negros desde el África todos los años», dice el historiador británico Hugh Thomas.
Cuando Francia vendió Luisiana a los Estados Unidos, en 1803, se aceptó que los esclavos africanos podrían traer problemas como los que producían en el vecino Misisipi, que incumplía la ley norteamericana. A pesar de que Luisiana era, en el inicio del siglo XIX, un pequeño productor de azúcar con pocos esclavos, rápidamente aumentó su producción después de que los grandes hacendados empezaran a comprar esclavos del África y vendidos en Carolina del Sur, antes que en Luisiana, donde los latifundistas obligaban a los cautivos a trabajar sin ninguna paga en sus plantaciones. A pesar de los esfuerzos de miembros del gobierno de reforzar las leyes antiesclavistas en los nuevos territorios, la esclavitud permaneció porque era una buena fuente de mano de obra, numerosa y barata. El último gobernador español de Luisiana escribió: «Ciertamente, es imposible para la Baja Luisiana existir sin esclavos. Y con la esclavitud, la colonia ha alcanzado prosperidad y bienestar».
La esclavitud estaba legalizada porque según William Claiborne, el primer gobernador estadounidense de Luisiana, los trabajadores blancos libres «no podían trabajar en este clima, que es malo para la salud». Hugh Thomas escribió que Claiborne era incapaz de abolir la esclavitud y el tráfico de esclavos, pues era presionado por toda la élite terrateniente (“blanca” o considerada “blanca”) en Luisiana.

### Incorporación a los Estados Unidos (1803-1860)

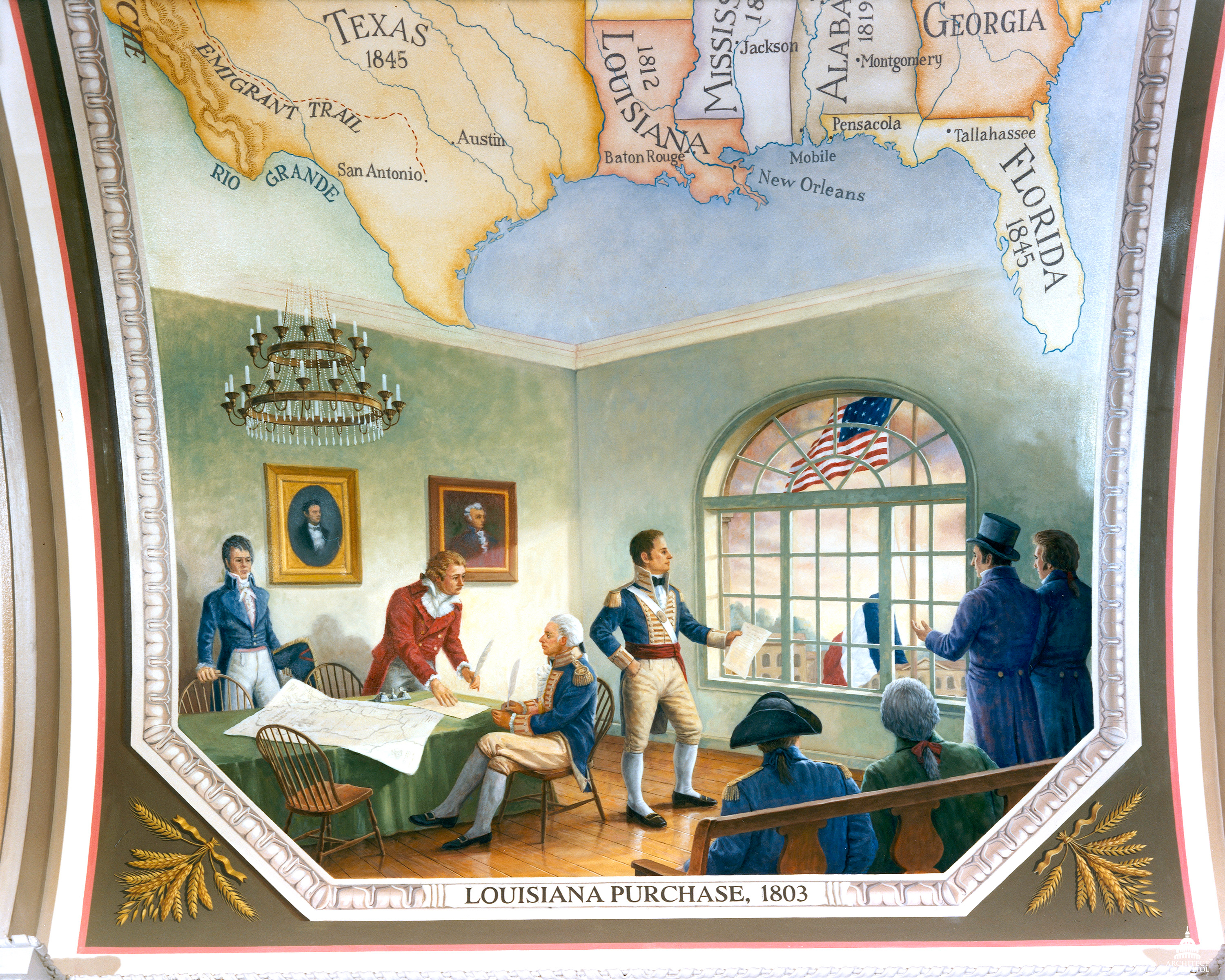
Representación artística de la compra de la Luisiana por los Estados Unidos en 1803.

Como resultado de sus fracasos en Haití, Napoleón I renunció a sus sueños de su «imperio americano» y vendió Luisiana a los Estados Unidos por 15 millones de dólares, quienes consecuentemente la dividieron en dos territorios: El enorme distrito de Luisiana de unos millones de kilómetros cuadrados pasó a ser prácticamente una continuación de la antigua Indiana para ser repartido paulatinamente en nuevos territorios estadounidenses que devendrían en states (estados federados) como Arkansas, Misuri, Kansas, Iowa, Nebraska, Dakota del Sur, la mayor parte del Wyoming, Dakota del Norte, Territorio Indio (luego transformado en Oklahoma) y otras extensas regiones de los EUA por una parte; solo el relativamente muy pequeño aunque estratégico Territorio de Orleans terminaría siendo convertido en el estado de Luisiana en 1812, y el distrito de Luisiana, que eran las tierras que no pertenecían al Territorio de Orleans. Una pequeña parte de Florida, las parishes (parroquias) de Florida, fueron anexionados de la estratégica e importante República de Florida Occidental, proclamada independiente por James Madison en 1810. Esto es: el actual state o estado federal de Luisiana es el nombre dado a un territorio que corresponde solo a un 10 % (aproximadamente solo la décima parte) del original territorio de la Luisiana. 

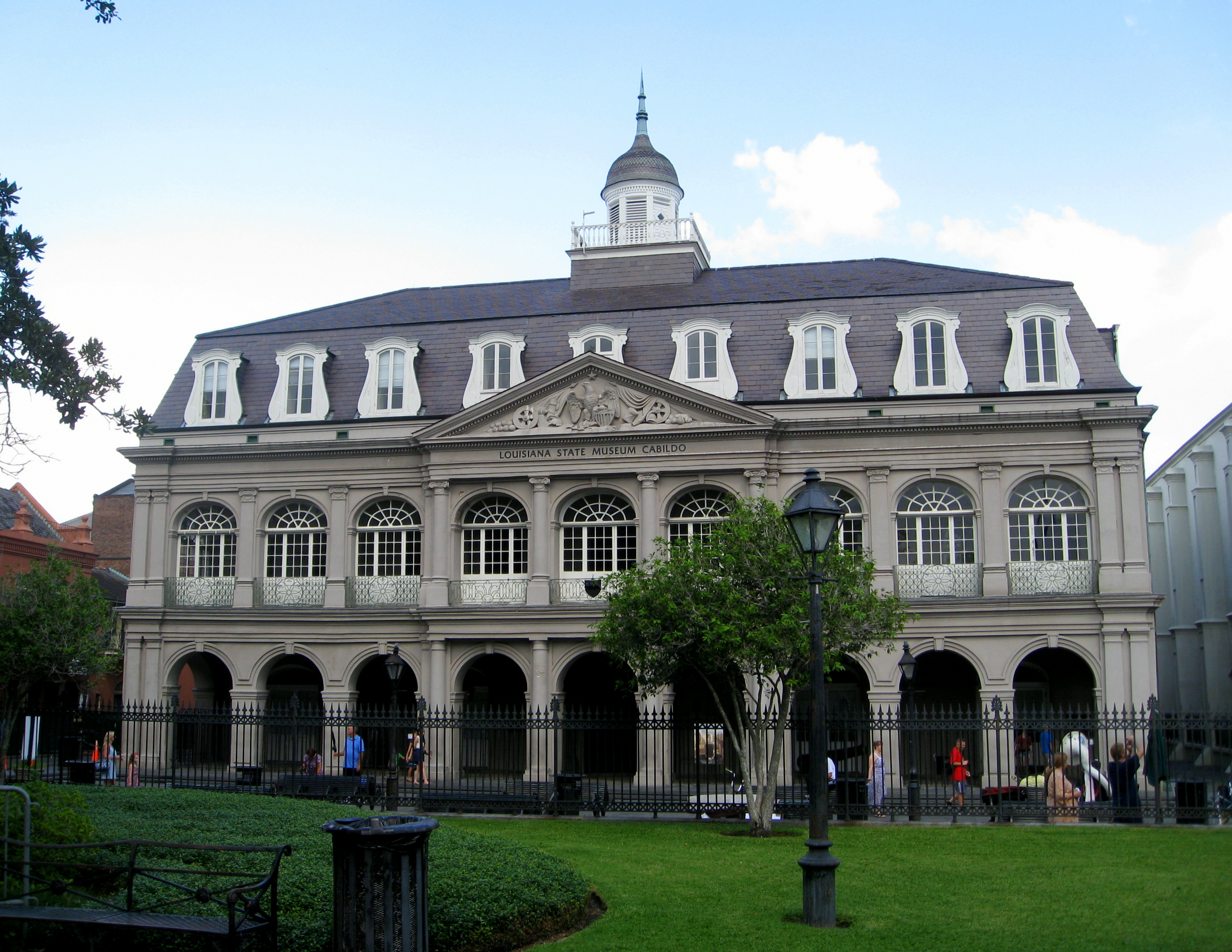
El edificio llamado data de la época colonial en Luisiana

Otra consecuencia de la revolución en Haití fue una mayor emigración de refugiados a Luisiana, especialmente Nueva Orleans, e incluían a blancos y negros libres al igual que esclavos. Estos ayudaron a aumentar el número de francófonos en la región. Otros inmigrantes fueron los cubanos, en 1809. En 1811, la mayor revuelta de esclavos en Estados Unidos, la Revolución de la Costa Alemana, tuvo lugar en las afueras de Nueva Orleans. Alrededor de 500 esclavos se alzaron en la Costa Alemana y marcharon contra la puertas de la ciudad. La revolución tomó por sorpresa a las fuerzas militares del Territorio de Orleans y fue una gran amenaza a la soberanía norteamericana en Nueva Orleans.
Luisiana se convirtió en estado el 30 de abril de 1812. El límite occidental de Luisiana con la Texas española se mantuvo en disputa hasta el Tratado de Adams-Onís de 1819, con el Estado Libre del Sabina, también llamada «Tierra de Nadie», sirviendo como una zona tampón neutral, así como un paraíso para los criminales.
Con el crecimiento de la población en el noroeste y extremo sur de Estados Unidos, durante las primeras décadas del siglo XIX, el comercio creció en Nueva Orleans. Productos de los nuevos territorios eran transportados por el río Misisipi y embarcados en Nueva Orleans hacia el exterior. Para 1840 la ciudad se había convertido en el mayor mercado de esclavos en Estados Unidos, así como unas de las ciudades más saludables y la tercera en población en el país. Durante estas décadas, más de un millón de esclavos fueron vendidos hacia los nuevos territorios.[cita requerida]
La agricultura en el país, que era fundamentalmente de tabaco y azúcar, se fue diversificando, por lo que muchos hacendados se quedaron con esclavos de sobra, que fueron enviados a los nuevos territorios. Con la adhesión en 1861 del estado de Luisiana a los Estados Confederados de América, Nueva Orleans se convirtió en la ciudad más poblada de la Confederación.

### HuracánKatrina
El 29 de agosto de 2005, el huracán Katrina azotó el estado de Luisiana. Fue un gran huracán que alcanzó la categoría 5 de la escala de huracanes de Saffir-Simpson. Los vientos alcanzaron más de 280 kilómetros por hora y causaron grandes estragos en la parte litoral del sur de los Estados Unidos, especialmente en los alrededores de la zona metropolitana de Nueva Orleans y en la parroquia de Plaquemines. Unos días después del desastre, la noche del 31 de agosto, el alcalde Ray Nagin declaró el estado de emergencia; posteriormente el área federal del desastre quedó bajo el control de la FEMA y la Guardia Nacional.

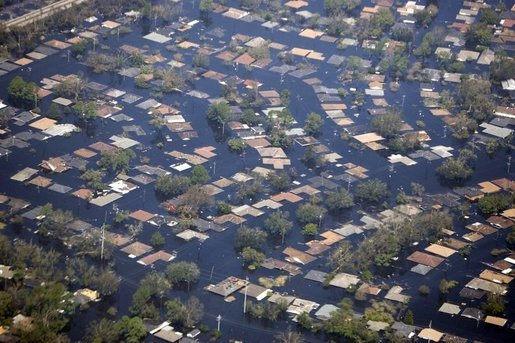
Nueva Orleans bajo el agua.

En Nueva Orleans, como consecuencia de las lluvias, el lago Pontchartrain se desbordó dejando más del 80 % de la ciudad inundada y alrededor de 200 000 casas bajo el agua. Más de un millón de personas tuvieron que ser evacuadas hacia otros estados del país, principalmente Florida, Misuri y Texas, mientras que otros fueron transportados a estados más distantes, tales como Washington, Ontario e Illinois.
La ciudad necesitó más de tres meses para bombear completamente el agua acumulada hacia al mar, para encontrar los cadáveres de los desaparecidos y para empezar a habitar nuevamente las viviendas, aunque las previsiones fueron que las viviendas se podrían volver a ocupar para el verano de 2006. Las interrupciones de las importaciones y exportaciones, así como de las actividades en esta zona de la industria del petróleo, no solo afectaron la economía local, además repercutieron en la economía de todo el país.

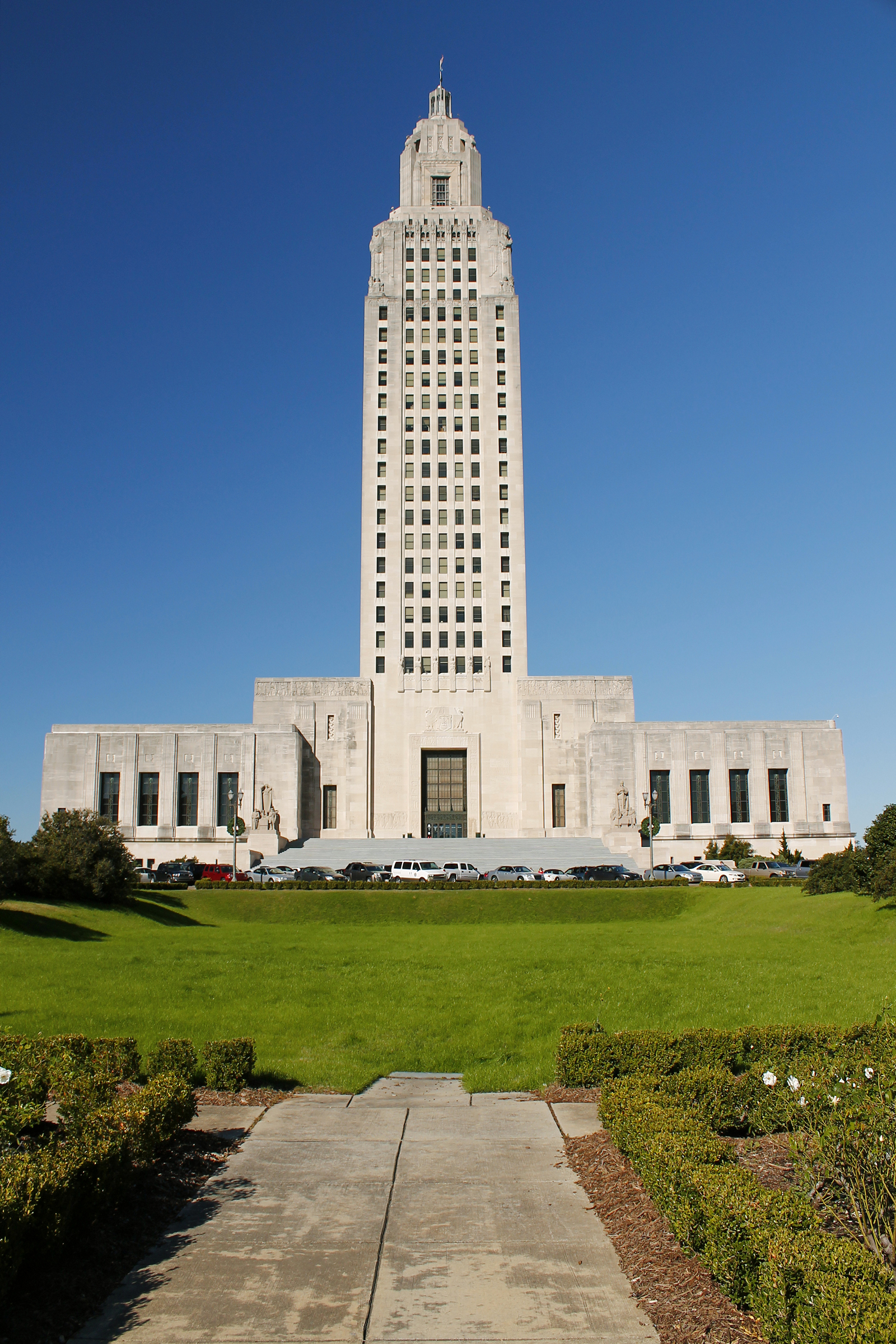
El Capitolio Estatal de Luisiana

### Política y Gobierno
El gobernador de Luisiana es elegido para un mandato de cuatro años, y puede ser reelegido una vez. Tras el republicano Bobby Jindal, primer indio-americano elegido para tal cargo en 2007 y reelegido en 2011, el gobernador es el demócrata John Bel Edwards desde el 11 de enero de 2016.
La Cámara de Representantes está compuesta por 105 miembros elegidos para mandatos de cuatro años. El Senado está formado por 39 senadores elegidos para mandatos de cuatro años. En la legislatura 2012-2016, la Cámara está dominada por 59 republicanos, frente a 44 demócratas y 2 independientes, y el Senado cuenta con 26 republicanos y 13 demócratas.
El Poder Judicial de Luisiana, también conocido como Poder Judicial o Poder Judicial de Luisiana, está formado por los siguientes tribunales58
- el Tribunal Supremo ;
- Tribunales de Apelación ;
- Tribunales de distrito
- Tribunales parroquiales y municipales;
- tribunales de alcaldía
- juzgados de paz.

La estructura política y jurídica de Luisiana ha mantenido varios elementos de los tiempos del gobierno francés y español. Uno de ellos es el uso del término "parroquia" (del francés: paroisse) en lugar de "condado" para la subdivisión administrativa. Otro es el sistema jurídico de derecho civil basado en los códigos jurídicos francés, alemán y español y, en última instancia, en el derecho romano, en contraposición al derecho consuetudinario inglés.

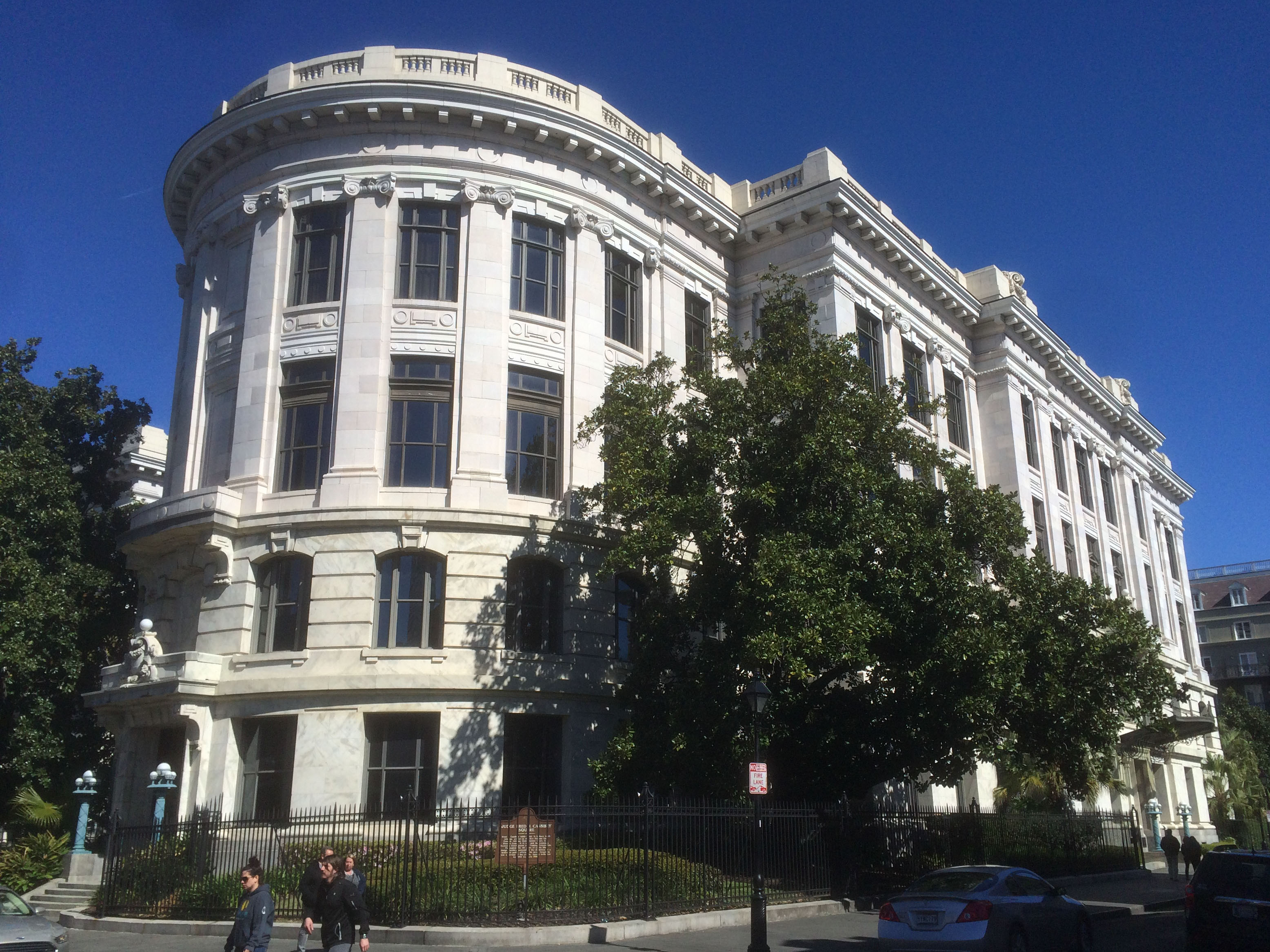
Edificio de la Corte Suprema de Luisiana

El sistema de derecho civil de Luisiana es el que utilizan la mayoría de los estados soberanos del mundo, especialmente en Europa y sus antiguas colonias, excluyendo aquellos que derivan sus sistemas jurídicos del Imperio Británico. Sin embargo, es incorrecto equiparar el Código Civil de Luisiana con el Código Napoleónico. Aunque el Código Napoleónico y el Derecho de Luisiana tienen raíces jurídicas comunes, el Código Napoleónico nunca estuvo en vigor en Luisiana, ya que fue promulgado en 1804, después de que Estados Unidos hubiera comprado y anexionado Luisiana en 1803.

Aunque el Código Civil de Luisiana de 1808 ha sido continuamente revisado y actualizado desde su promulgación, todavía se considera la autoridad de control en el estado. Existen diferencias entre el derecho civil de Luisiana y el common law de los demás estados de EE. UU.. Aunque algunas de estas diferencias se han salvado debido a la fuerte influencia de la tradición del common law, la tradición del derecho civil sigue estando profundamente arraigada en la mayoría de los aspectos del derecho privado de Luisiana[cita requerida] Así, la propiedad, los contratos, la estructura de las entidades empresariales, gran parte del procedimiento civil y el derecho de familia, así como algunos aspectos del derecho penal, se basan principalmente en el pensamiento jurídico romano tradicional.

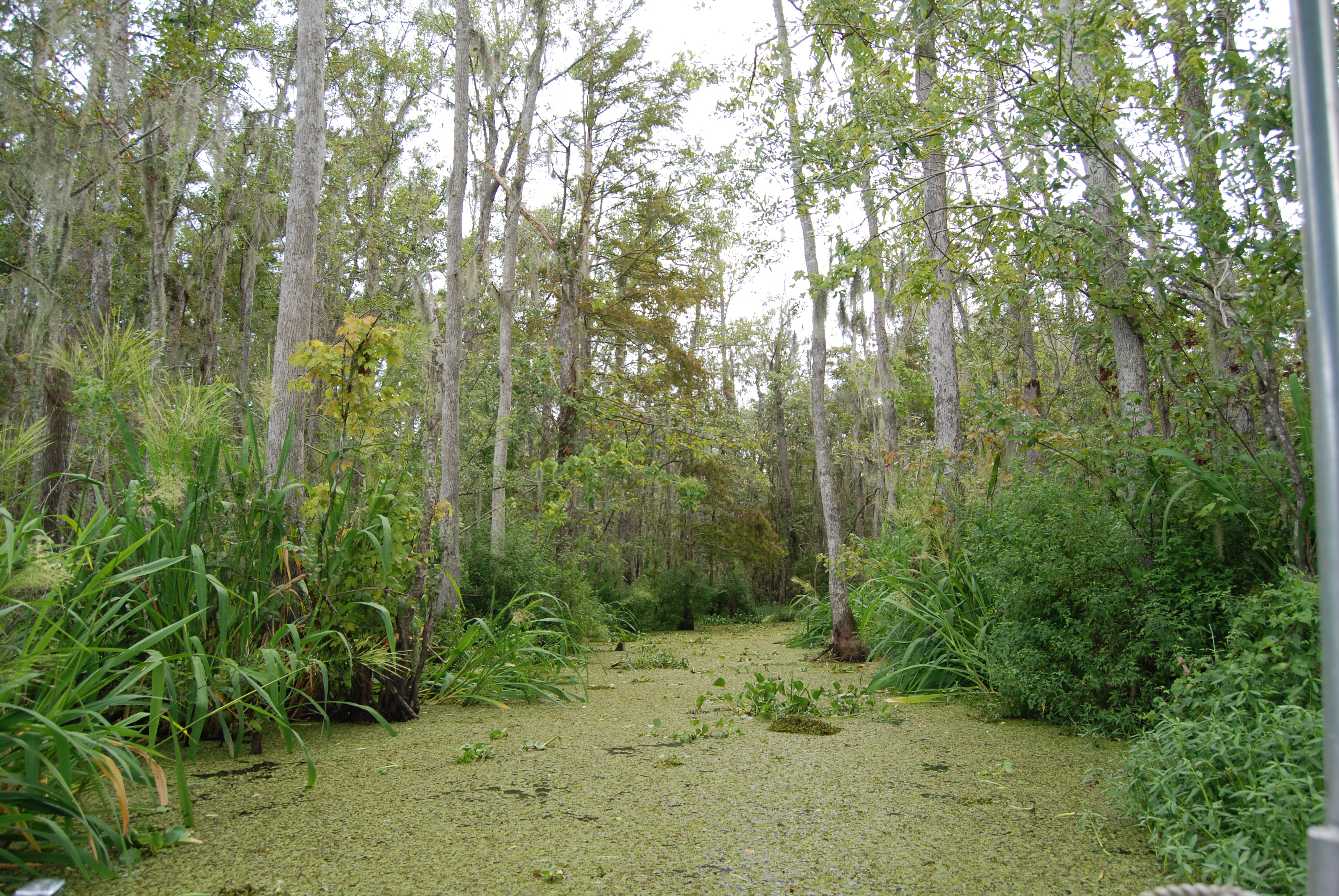
Pantano de Honey Island, Luisiana

## Geografía

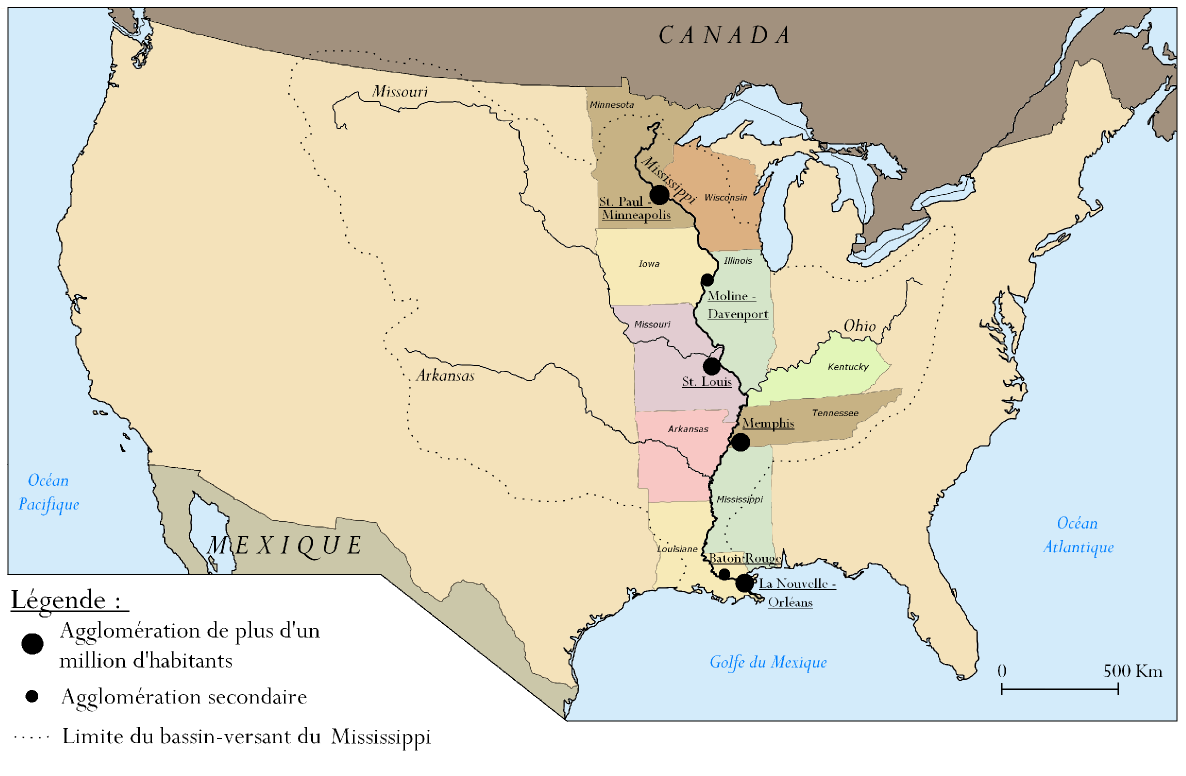
El río Misisipi forma su frontera nororiental, con Misisipi

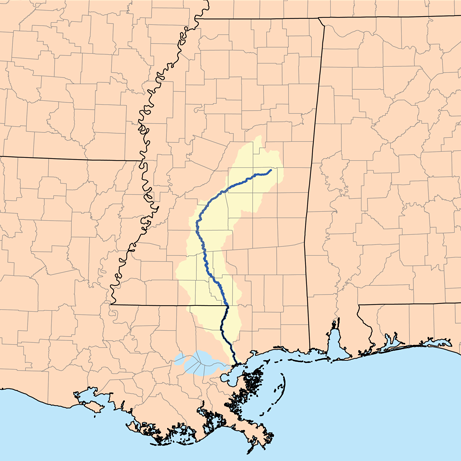
El río Pearl forma su frontera suroriental, también con Misisipi

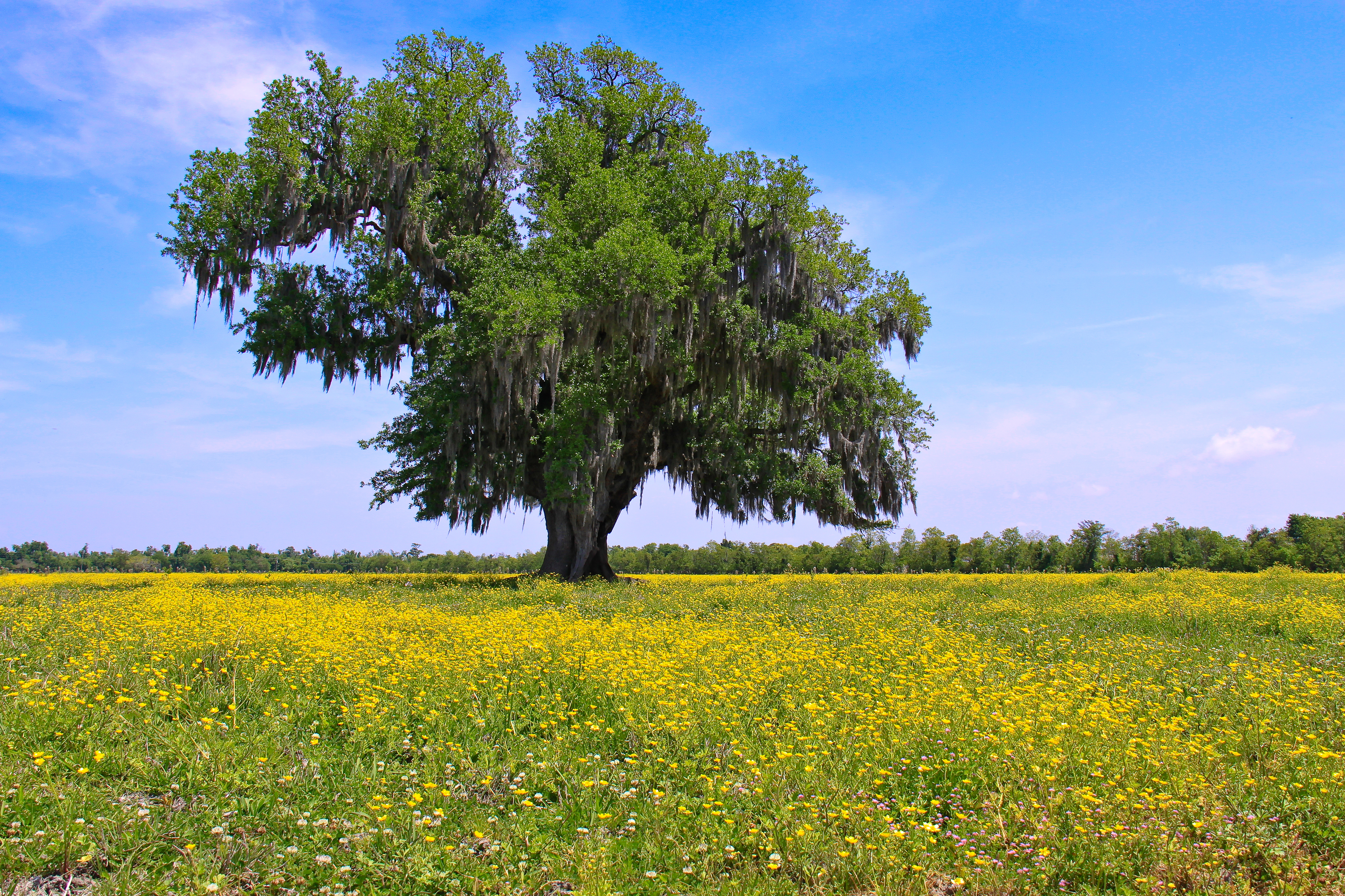
Paisaje de la parroquia de Saint Bernard

Gran parte de las tierras del Estado se formaron a partir de sedimentos depositados por el río Misisipi, en su enorme delta y las amplias marismas y pantanos de las zonas costeras. Estos contienen una rica biota; ejemplos típicos incluyen aves como ibis y garzas. También hay muchas especies de ranas y peces como el esturión y peces espátula. En las zonas más elevadas, el fuego es un proceso natural en el paisaje, y ha producido grandes extensiones de bosques de pinos de hoja larga y sabanas húmedas. 
Estos soportan un número excepcionalmente elevado de especies de plantas, incluyendo muchas especies de orquídeas y plantas carnívoras. tiene un clima templado que está marcado por huracanes en las regiones a lo largo de la costa del golfo de México que generalmente ocurren entre finales de verano y principios de otoño. Las heladas de invierno son escasas en esta región, permitiendo el cultivo de arroz, tabaco, y añil. El paisaje de esta área está caracterizado por sus muchos pantanos, con pantanos grandes en el delta del Misisipi y pantanos de acompañamiento, que comenzaron cuando los riachuelos y las corrientes se separaron del Misisipi para formar canales (bayous) largos, lentos por lo pantanosos y la presencia de bosques inundados, formando una red navegable de miles de kilómetros de agua.

### Geología

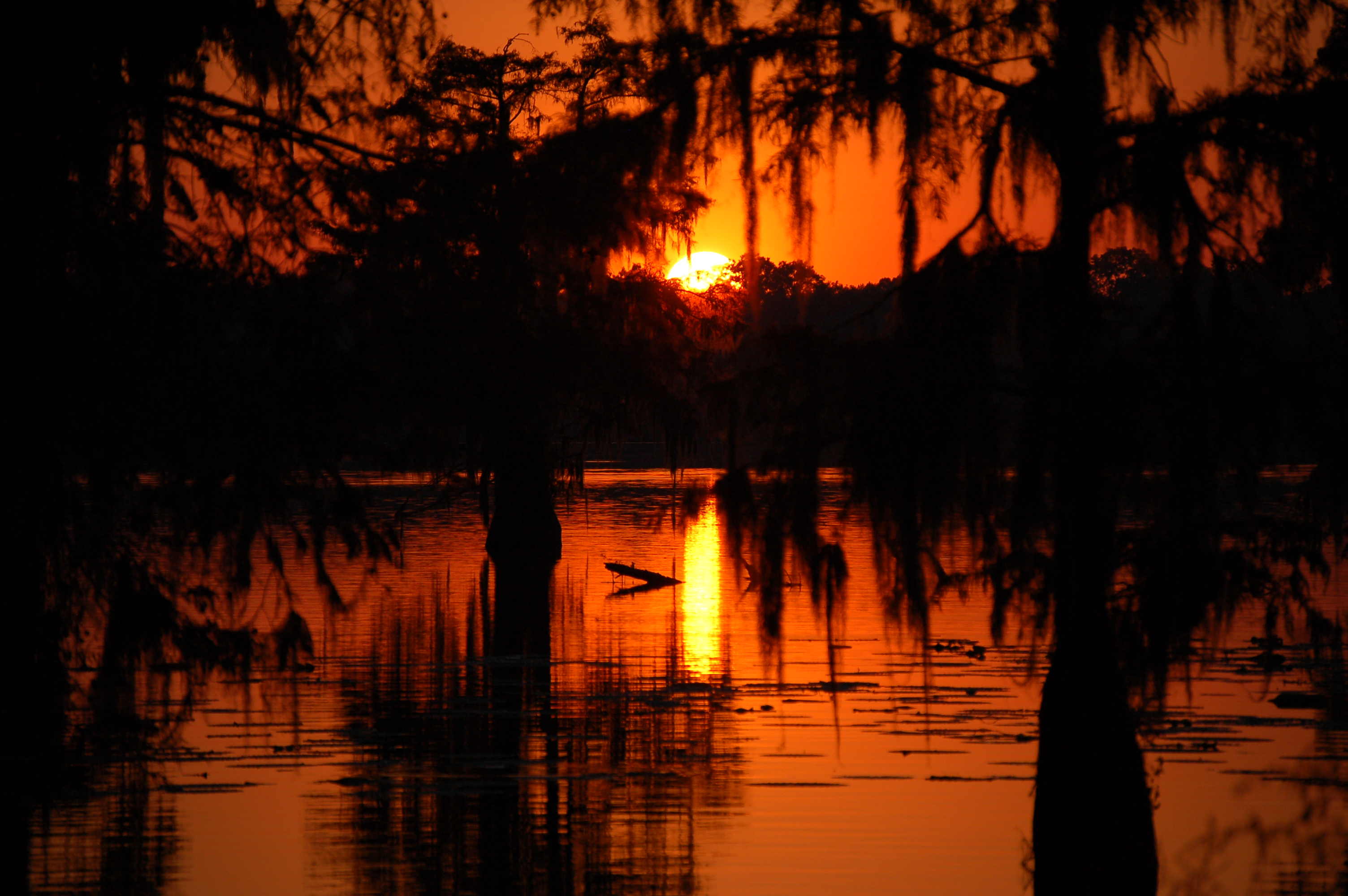
Lago Martín en Luisiana

Las rocas más antiguas de Luisiana están expuestas en el norte, en zonas como el bosque nacional de Kisatchie. Las rocas más antiguas se remontan a principios de la Era Cenozoica, hace unos 60 millones de años. Las partes más jóvenes del estado se formaron durante los últimos 12.000 años como deltas sucesivos del río Misisipi: el Maringouin, el Teche, el San Bernardo, el Lafourche, el actual Misisipi, y ahora el Atchafalaya. Los sedimentos fueron transportados de norte a sur por el río Misisipi.
Entre las rocas terciarias del norte y los sedimentos relativamente nuevos de la costa se extiende un vasto cinturón conocido como terrazas pleistocénicas. Su edad y distribución pueden relacionarse en gran medida con la subida y bajada del nivel del mar durante las glaciaciones pasadas. Las terrazas septentrionales han tenido tiempo suficiente para que los ríos corten canales profundos, mientras que las terrazas más recientes tienden a ser mucho más planas.
En Luisiana también hay domos salinos. Su origen se remonta a los primeros tiempos del Golfo de México, cuando el océano poco profundo presentaba altas tasas de evaporación. Hay varios centenares de cúpulas salinas en el estado; una de las más conocidas es la de Avery Island, Luisiana. Las cúpulas salinas son importantes no sólo como fuente de sal, sino también como trampas subterráneas para petróleo y gas.

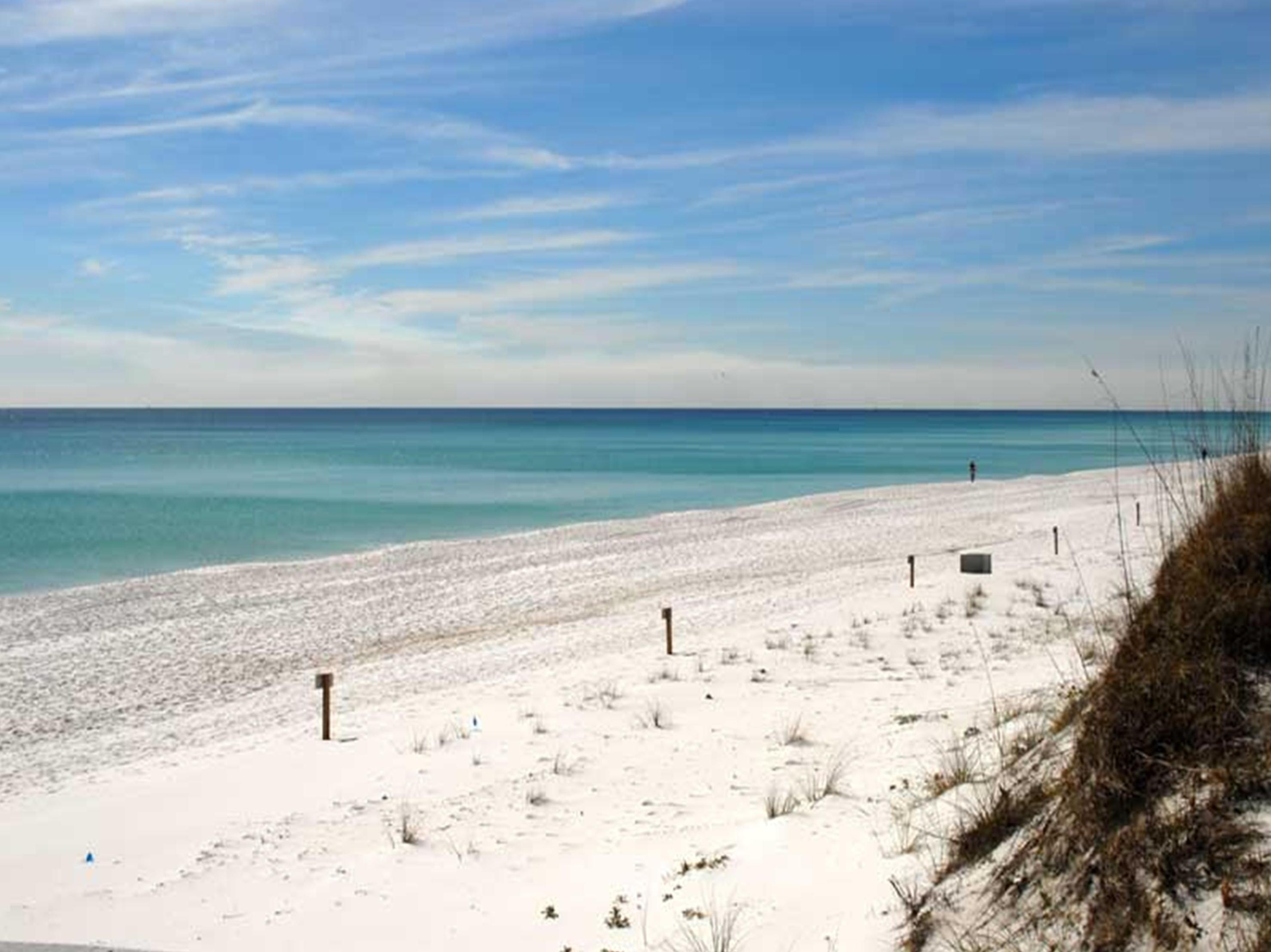
Una playa de Luisiana

### Clima
Luisiana tiene un clima subtropical húmedo (clasificación climática de Köppen Cfa), con veranos largos, calurosos y húmedos e inviernos cortos y suaves. Las características subtropicales del estado se deben a su baja latitud, su topografía baja y la influencia del Golfo de México, que en su punto más alejado no dista más de 320 km.
Las lluvias son frecuentes durante todo el año, aunque de abril a septiembre son ligeramente más húmedas que el resto del año, que es la estación húmeda del estado. Las precipitaciones disminuyen en octubre. En verano, las tormentas se forman durante el calor del día y provocan aguaceros tropicales intensos pero breves. En invierno, las precipitaciones son más frontales y menos intensas.

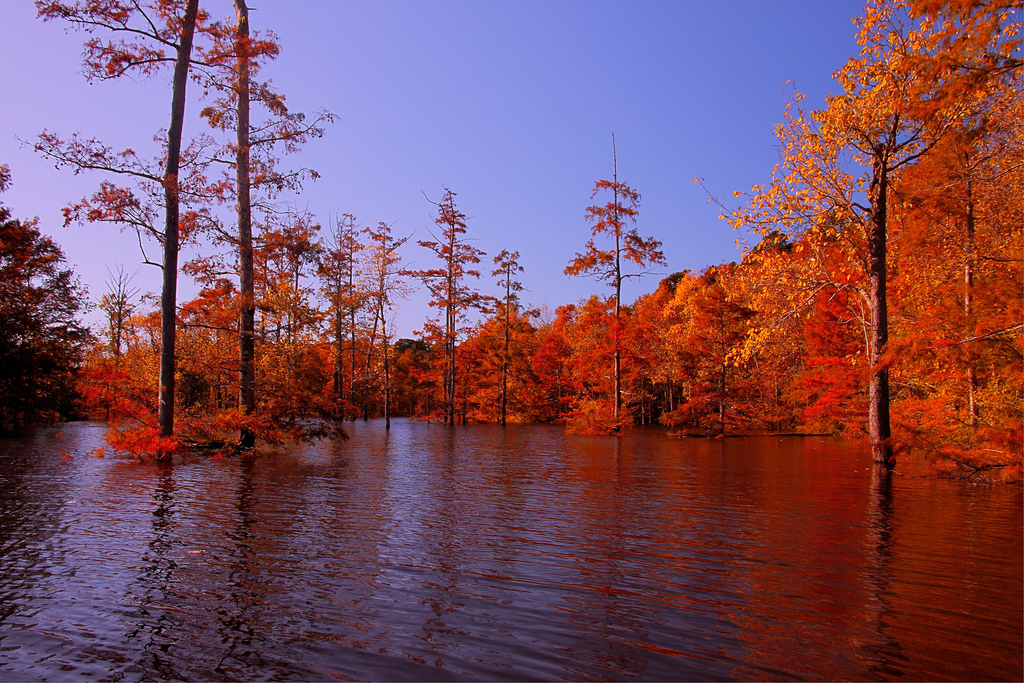
Refugio Nacional de Vida Silvestre del Alto Oachita en Otoño

Los veranos en el sur de Luisiana tienen temperaturas máximas de junio a septiembre de 32 °C (90 °F) o más de media, y mínimas nocturnas de 21 °C (70 °F) de media. A veces, las temperaturas de 32-37 °C (90 °F), combinadas con puntos de rocío de 24-26 °C (70 °F), crean temperaturas sensibles de más de 49 °C (120 °F). El calor húmedo, espeso y selvático del sur de Luisiana es un famoso tema de innumerables historias y películas.
Las temperaturas suelen ser cálidas en invierno en el sur del estado, con máximas en torno a Nueva Orleans, Baton Rouge, el resto del sur de Luisiana y el Golfo de México de 19 °C (66 °F) de media. La parte norte del estado es ligeramente fresca en invierno, con máximas de 15 °C (59 °F) de media. Las mínimas nocturnas en invierno se sitúan por encima del punto de congelación en todo el estado, con 8 °C (46 °F) de media cerca del Golfo y 3 °C (37 °F) de media en invierno en la parte norte del estado.

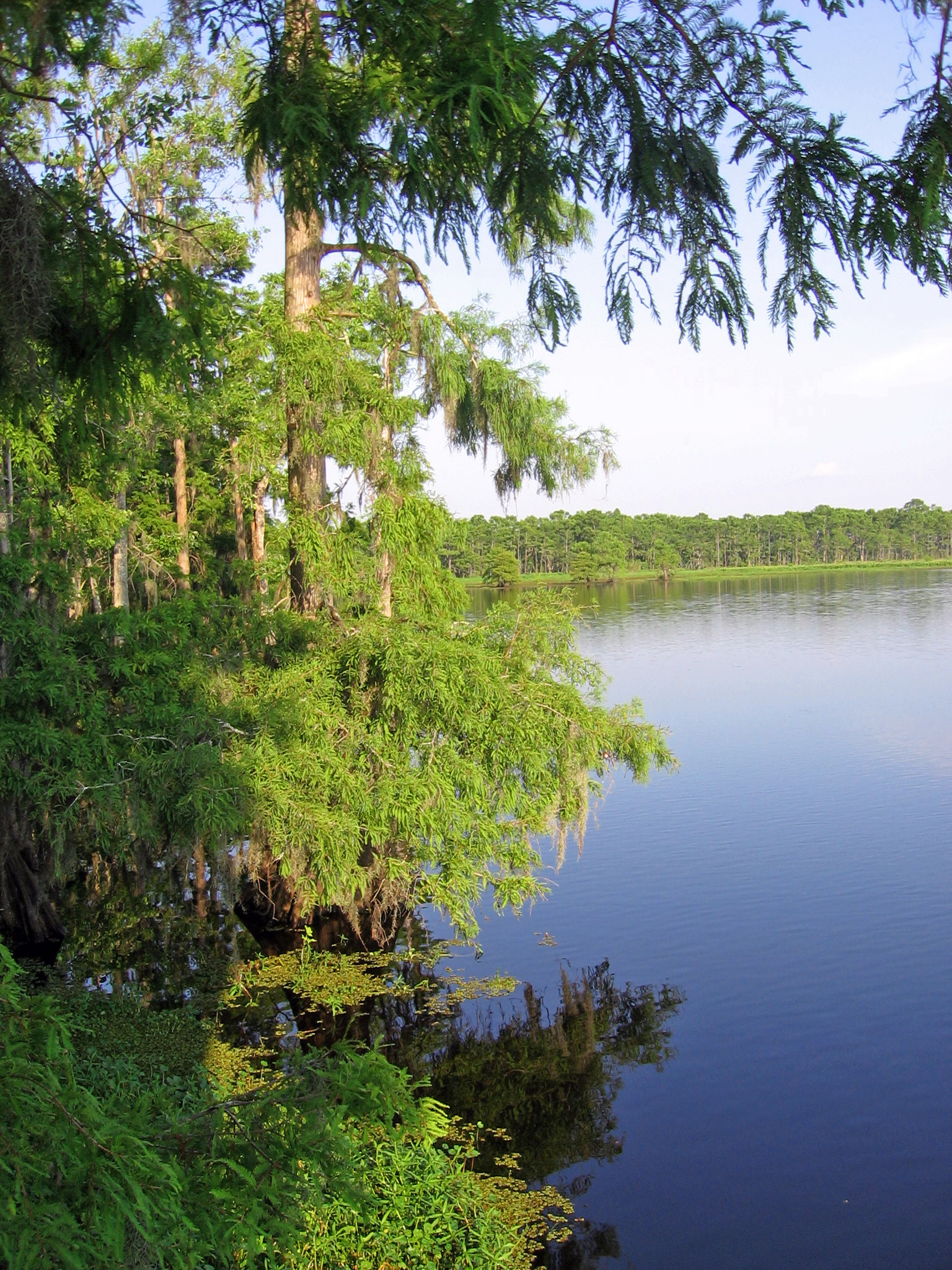
Río Sabine (Sabina originalmente en español)

En ocasiones, los frentes fríos de los centros de bajas presiones del norte llegan a Luisiana en invierno. Las bajas temperaturas cercanas a los 20 °F (-7 °C) se dan en ocasiones en la parte norte del estado, pero rara vez lo hacen en la parte sur. La nieve es rara cerca del Golfo de México, aunque los residentes en las partes septentrionales del estado pueden recibir una nevada unas pocas veces cada década. La temperatura más alta registrada en Luisiana es de 114 °F (46 °C) en Plain Dealing el 10 de agosto de 1936, mientras que la temperatura más fría registrada es de -16 °F (-27 °C) en Minden el 13 de febrero de 1899.
Luisiana se ve afectada a menudo por ciclones tropicales y es muy vulnerable a los embates de los grandes huracanes, sobre todo en las tierras bajas alrededor y en la zona de Nueva Orleans. La singular geografía de la región, con sus numerosos bayous, pantanos y ensenadas, puede provocar daños por el agua en una amplia zona a causa de los grandes huracanes. La zona también es propensa a frecuentes tormentas, sobre todo en verano.
Todo el estado registra una media de más de 60 días de tormentas al año, más que ningún otro estado excepto Florida. Luisiana tiene una media anual de 27 tornados. Todo el estado es vulnerable a los tornados, aunque el extremo sur lo es algo menos que el resto. Los tornados son más comunes de enero a marzo en el sur del estado, y de febrero a marzo en el norte.

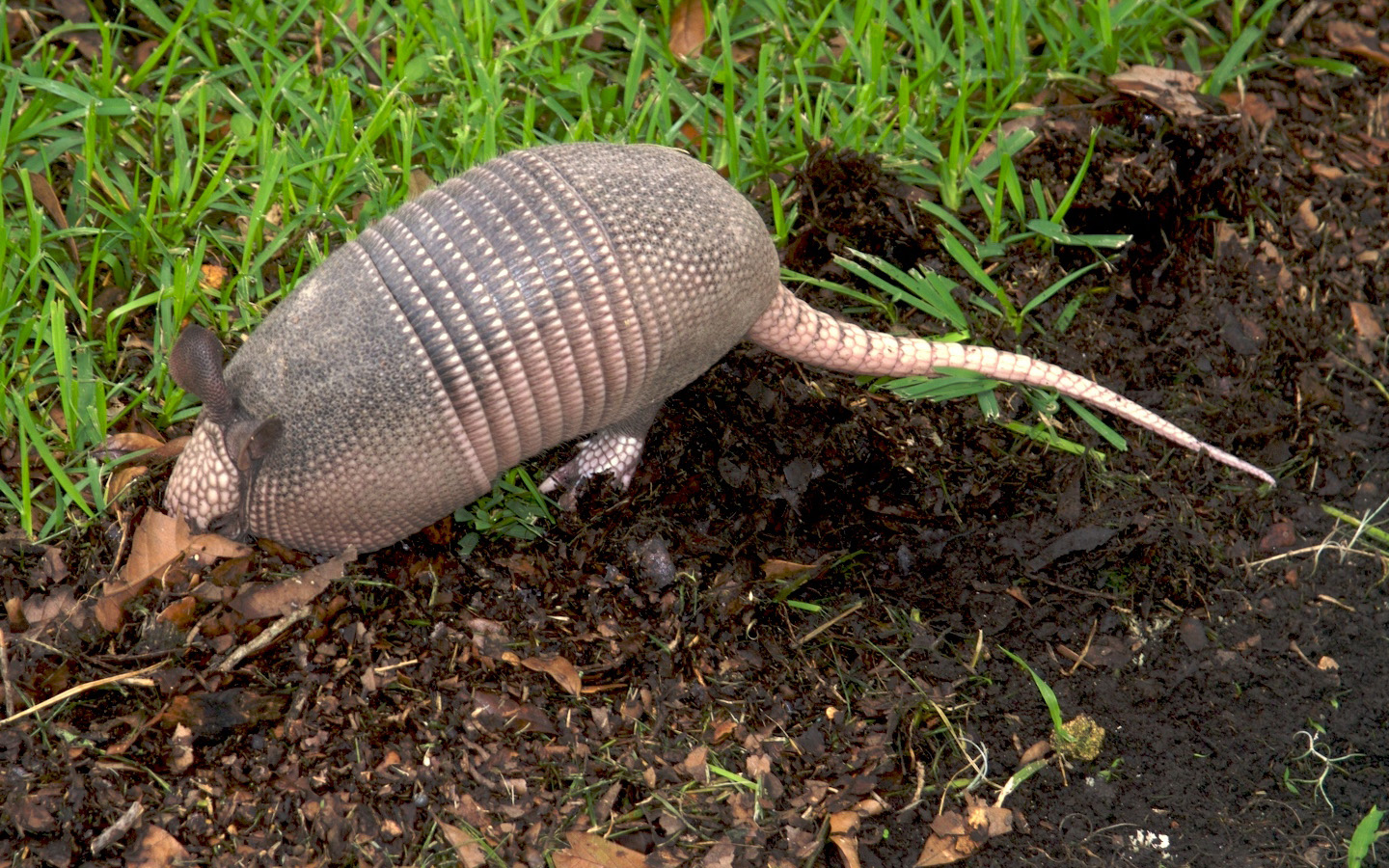
Un Armadillo buscando comida en la plantación Destrehan en Luisiana

### Flora y Fauna
La fauna de Luisiana se caracteriza por ser la típica de los pantanos bajos, bayous, arroyos, bosques, marismas costeras, playas e islas barrera que cubren una superficie estimada de 52.000 kilómetros cuadrados, lo que corresponde al 40% de la superficie total de Luisiana. El sur de Luisiana contiene hasta el cincuenta por ciento de los humedales del territorio continental de Estados Unidos, y está formado por innumerables bayous y arroyos.
El Estado criollo tiene un clima subtropical húmedo, quizá el mejor ejemplo de clima subtropical húmedo de todo el sur de Estados Unidos, con veranos largos, húmedos y calurosos e inviernos cortos y suaves. Las características subtropicales del estado se deben en gran parte a la influencia del Golfo de México, que en su punto más alejado no dista más de 320 kilómetros (200 millas). Los variados hábitats de Luisiana -marismas, bayous, pantanos, bosques, islas, bosques y praderas- ofrecen una gran diversidad de vida salvaje.

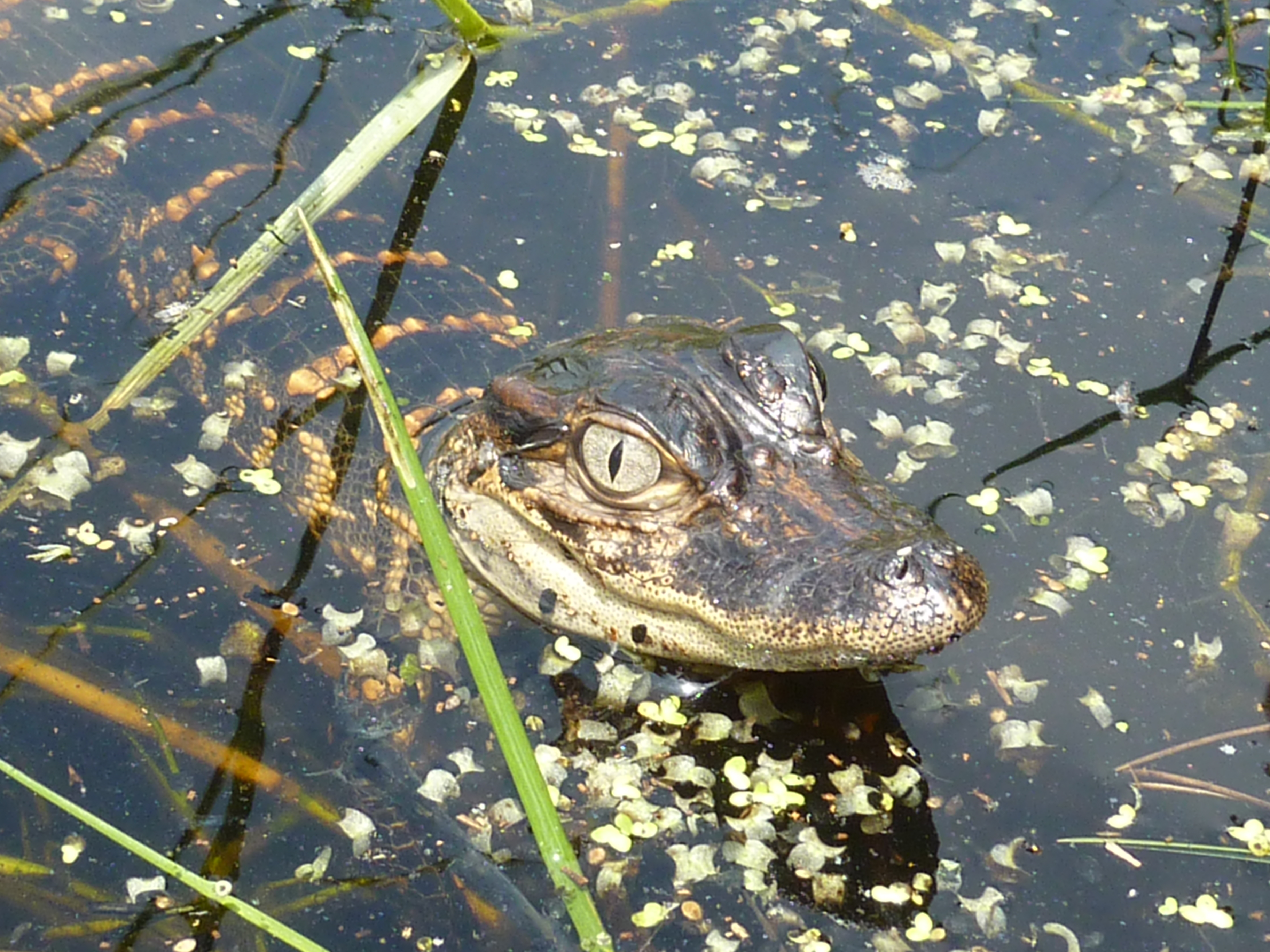
Un Caimán del río Misisipi (Alligator mississippiensis)

Algunos de los animales más comunes en todas las parroquias son la nutria, el ciervo, el visón, la rata almizclera, el mapache, la zarigüeya, el conejo, la ardilla, la nutria, la tortuga, el caimán, la becada, la mofeta, el zorro, el castor, el rabilargo, el armadillo, el coyote y el gato montés. El ciervo, la ardilla, el conejo y el oso se cazan como animales de caza, mientras que la rata almizclera, las serpientes, la nutria, el visón, la zarigüeya, el gato montés y la mofeta se comercializan por su piel. Entre las aves de caza más apreciadas figuran la codorniz, el pavo, la becada y diversas aves acuáticas, de las que el pato moteado y el pato silbón son autóctonas. En Luisiana hay varias plantas y animales endémicos que no se encuentran en ningún otro lugar del planeta; un ejemplo podría ser el bluestar de Luisiana o el caimán leucístico blanco. La tortuga mapa del río Pearl y la tortuga mapa anillada sólo se encuentran en Luisiana y en el vecino estado de Misisipi.
Luisiana contiene una serie de zonas que, en mayor o menor grado, están protegidas de la intervención humana. Además de los parajes y zonas del Servicio de Parques Nacionales y el Bosque Nacional de Kisatchie, Luisiana cuenta con un sistema de parques estatales, lugares históricos estatales, una zona de conservación estatal, un bosque estatal y muchas zonas de gestión de la fauna salvaje. The Nature Conservancy también posee y gestiona un conjunto de áreas naturales.

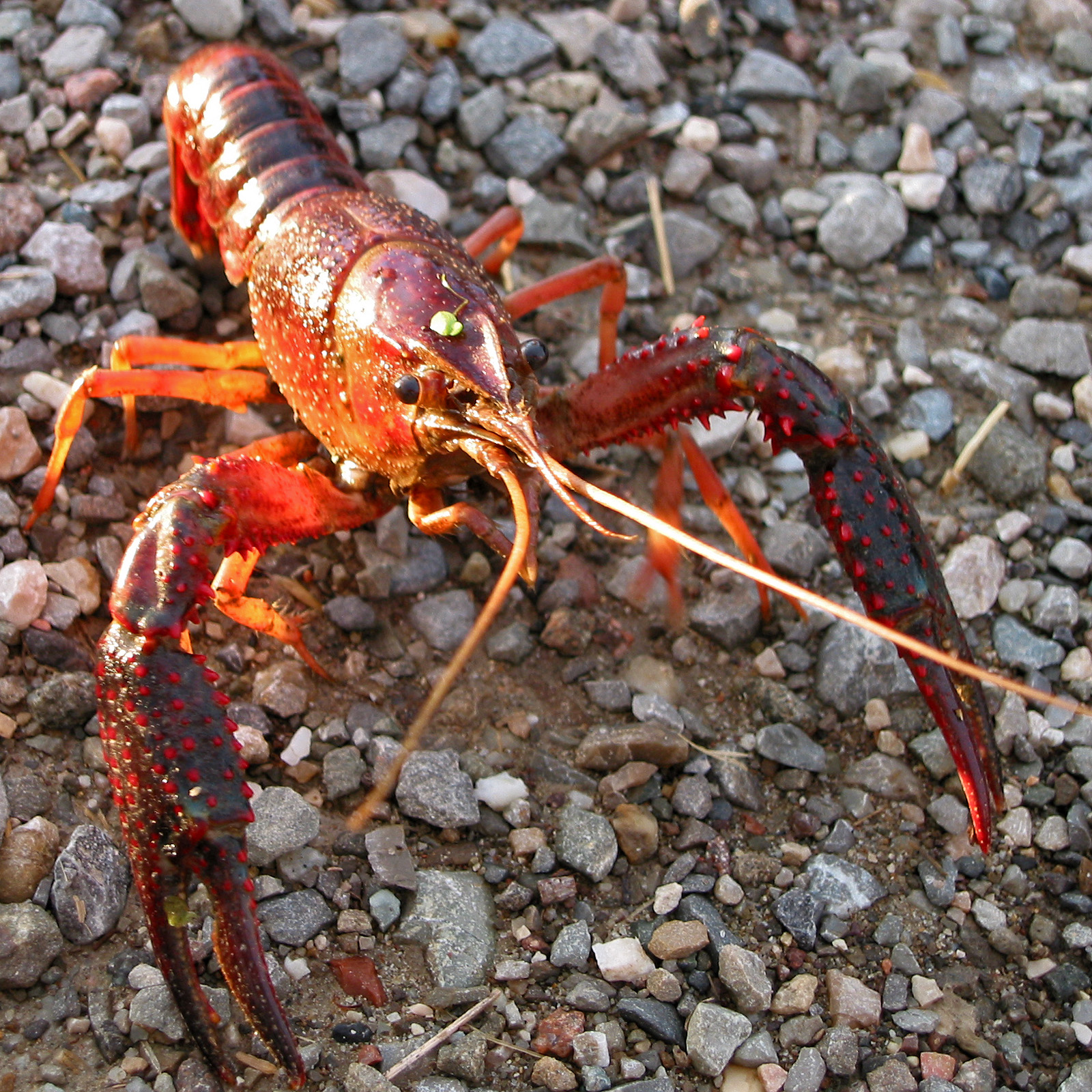
Un Cangrejo de río (Procambarus clarkii) en Luisiana

Gran parte de las tierras del estado se formaron a partir de los sedimentos arrastrados por el río Misisipi, dejando enormes deltas y vastas zonas de marismas y pantanos costeros. Las zonas septentrionales de Luisiana están formadas principalmente por bosques donde viven ciervos, ardillas, conejos, osos, ratas almizcleras, visones, zarigüeyas, gatos monteses y mofetas. Los bosques de Luisiana ofrecen una mezcla de robles, pinos, hayas, nogales negros y cipreses. En los bosques de Piney Woods, en la región de Ark-La-Tex, son comunes mamíferos como el puma norteamericano, el zorro gris, los jabalíes (razorback), y serpientes como la boca de algodón occidental, la serpiente gusano occidental, la serpiente de pino de Luisiana, así como otros animales.
El mayor bosque de Luisiana, el Bosque Nacional de Kisatchie, en las colinas boscosas del centro de Luisiana, cuenta con 155 especies de aves reproductoras, 48 especies de mamíferos, 56 especies de reptiles y 30 especies de anfibios. Tiene una superficie de 240.000 hectáreas, más de la mitad de las cuales corresponden a vegetación de bosque llano, que alberga muchas especies raras de plantas y animales. Entre ellas se encuentran la serpiente de pino de Luisiana, el pájaro carpintero de pico rojo, el oso negro de Luisiana y la concha perlada de Luisiana.
Los caimanes son comunes en los extensos pantanos, ciénagas, arroyos, lagos, ríos, humedales y bayous de Luisiana. Otros reptiles acuáticos, como la tortuga caimán, viven en los pantanos de Luisiana. Esta tortuga se caracteriza por tener una cabeza muy grande y tres filas de escudos con púas. Estos pantanos de Luisiana son el hogar ideal para varias especies de tortugas, cangrejos y siluros, todos ellos alimentos populares de los acadianos.

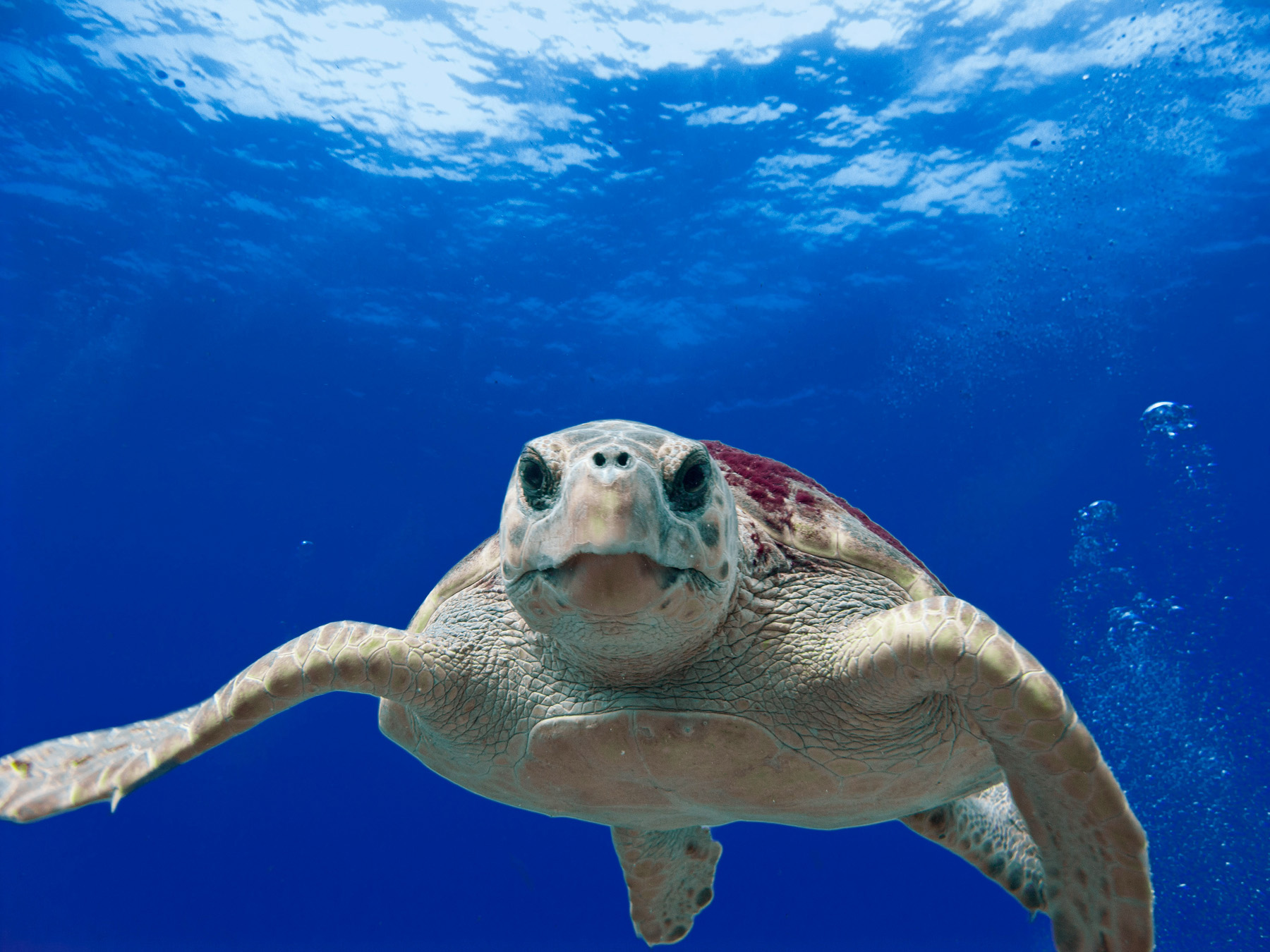
Una tortuga boba (Caretta caretta) en el Santuario Marino Nacional Flower Garden Banks del Golfo de México (a unos 170 kilómetros, o 100 millas, de la costa de Luisiana).

Entre las especies invasoras que prosperan en los humedales de Luisiana está la nutria, un roedor sudamericano que probablemente se introdujo cuando algunos animales escaparon de granjas peleteras.
En Luisiana viven cuarenta especies de mamíferos, excluidos los mamíferos marinos. Se han registrado 70 especies de mamíferos en Luisiana o en sus aguas adyacentes. Luisiana tiene, por ejemplo, dos especies de ardillas: ardillas grises orientales y ardillas zorro, según el Departamento de Vida Silvestre y Pesca de Luisiana.
Luisiana tiene dos especies de conejos: el rabo de algodón oriental y el conejo de los pantanos. Aunque el rabo de algodón se considera más una especie de tierras altas y el conejo de los pantanos una especie de tierras húmedas, ambas especies están presentes en todo el estado. Los conejos tienen altos índices productivos en Luisiana cuando el hábitat y las condiciones meteorológicas son buenos.

### Hidrografía
El agua es abundante y cubre unos 9.000 kilómetros cuadrados. Luisiana está drenada por la cuenca del Misisipi, que forma el delta del Misisipi en su desembocadura aguas abajo de Nueva Orleans.
Al oeste, una vasta pradera natural, salpicada de arboledas, da paso a marismas costeras encenagadas, bordeadas de playas de barrera fangosas (chéniers). Al este, amenazado por las inundaciones, aunque protegido por numerosos diques, el terreno aluvial está drenado por canales seminaturales y semiartificiales conocidos como bayous. La llanura deltaica termina en una franja de arena, lodo y manglares, donde el agua y la tierra se mezclan bajo una vegetación exuberante, y donde desde hace un siglo el hombre lucha contra la naturaleza con gigantescos acondicionamientos (canales, diques, etc.), que quizá sólo hayan aplazado (y agravado) los riesgos.

## Demografía

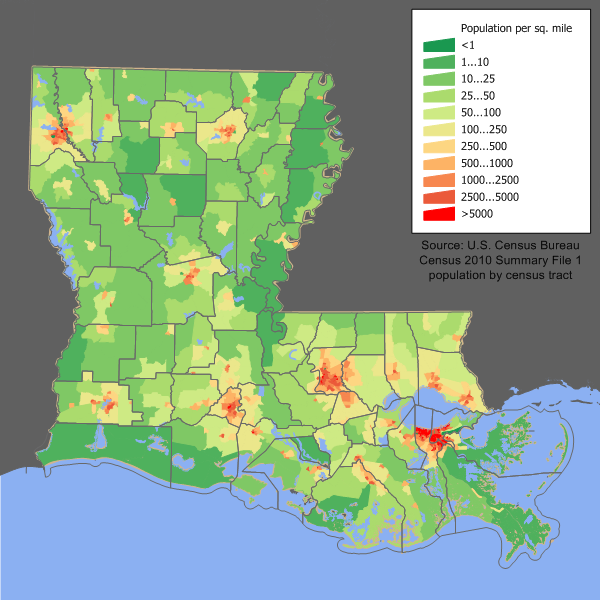
Densidad de población en Luisiana.

La Oficina del Censo de los Estados Unidos estima que la población de Luisiana para el 1 de julio de 2013 era de 4 625 470 habitantes, un aumento del 2,0 % desde el Censo de 2010. La densidad de población del estado es de 40,5 habitantes por kilómetro cuadrado.
En julio de 2005 la población estimada en Luisiana era de 4 523 628 habitantes, lo que supone un incremento del 0,4 % con respecto al año anterior y un aumento del 1,2 % respecto al año 2000. Esto incluye un aumento natural desde el último censo de 129 889 personas (es decir 350 818 nacimientos menos 220 929 muertes) y una disminución debido a la migración neta de 69 373 personas. La inmigración procedente de fuera de los Estados Unidos dio lugar a un aumento neto de 20 174 personas, y la migración dentro del país produjo una pérdida neta de 89 547 personas.
El centro de la población (punto geográfico más cercano a todos los habitantes, por término medio) de Luisiana está localizado en la parroquia de Pointe Coupee en la ciudad de New Roads.

### Religión
- Diversas denominaciones protestantes 59 % - 2 831 563
- Iglesia católica 26 % - 1 247 807
- Otras religiones 2 % - 95 985
- Sin religión 13% - 623 903

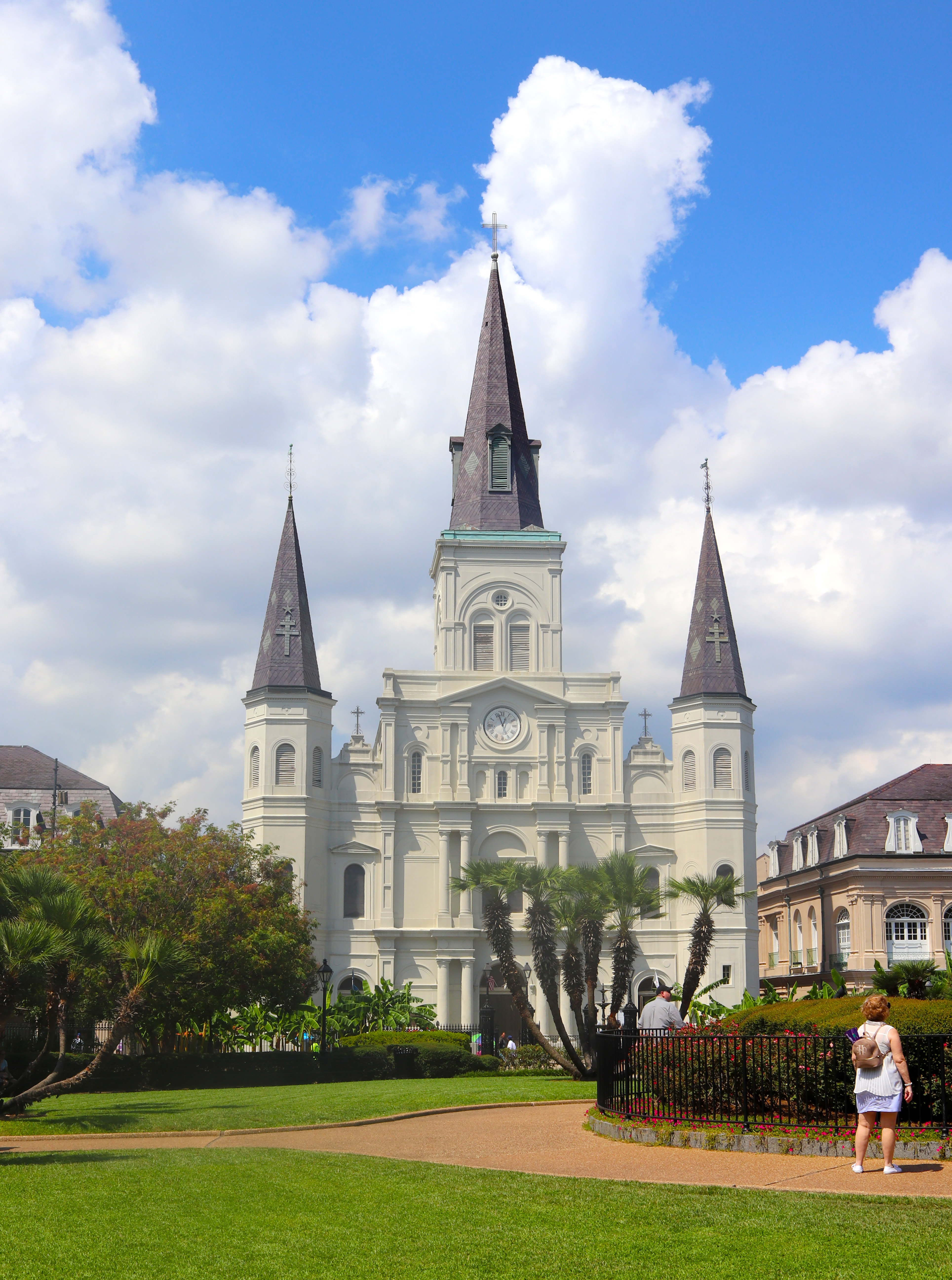
Catedral Basílica de San Luis, Rey de Francia en Nueva Orleans

Como estado étnica y culturalmente diverso, los habitantes precoloniales, coloniales y actuales de Luisiana se han adherido a una variedad de religiones y tradiciones espirituales; los pueblos precoloniales y coloniales de Luisiana practicaron varias religiones nativas americanas junto con el cristianismo a través del establecimiento de misiones españolas y francesas; y otras religiones como el vudú haitiano y el vudú de Luisiana se introdujeron en el estado y se practican en la actualidad. En el estado colonial y actual de Luisiana, el cristianismo creció hasta convertirse en la religión más predominante, representando el 84% de la población adulta en 2014 y el 76,5% en 2020, según dos estudios distintos del Pew Research Center y el Public Religion Research Institute.
Entre su población cristiana -y al igual que en otros estados del sur de EE. UU.- la mayoría, sobre todo en el norte del estado, pertenece a diversas confesiones protestantes. El protestantismo se introdujo en el estado en la década de 1800, con los bautistas estableciendo dos iglesias en 1812, seguidos por los metodistas; los episcopales entraron por primera vez en el estado en 1805. Los cristianos protestantes constituían el 57% de la población adulta del estado en el estudio del Pew Research Center de 2014, y el 53% en el estudio del Public Religion Research Institute de 2020. Los protestantes se concentran en el norte de Luisiana, el centro de Luisiana y el norte de las parroquias de Florida.
Debido a la herencia francesa y española, y a sus descendientes los criollos, y más tarde los inmigrantes irlandeses, italianos, portugueses y alemanes, el sur de Luisiana y el Gran Nueva Orleans son predominantemente católicos en cambio; según el estudio del 2020 Public Religion Research Institute, el 22% de la población adulta era católica. Dado que los criollos fueron los primeros colonos, plantadores y dirigentes del territorio, tradicionalmente han estado bien representados en la política; por ejemplo, la mayoría de los primeros gobernadores eran criollos católicos, en lugar de protestantes. Como los católicos siguen constituyendo una fracción significativa de la población de Luisiana, han seguido siendo influyentes en la política del estado. La elevada proporción e influencia de la población católica distingue a Luisiana entre los estados del sur. La archidiócesis católica de Nueva Orleans, la diócesis de Baton Rouge y la diócesis de Lafayette en Luisiana son las mayores jurisdicciones católicas del estado, situadas dentro de las áreas estadísticas metropolitanas de Greater New Orleans, Greater Baton Rouge y Lafayette.

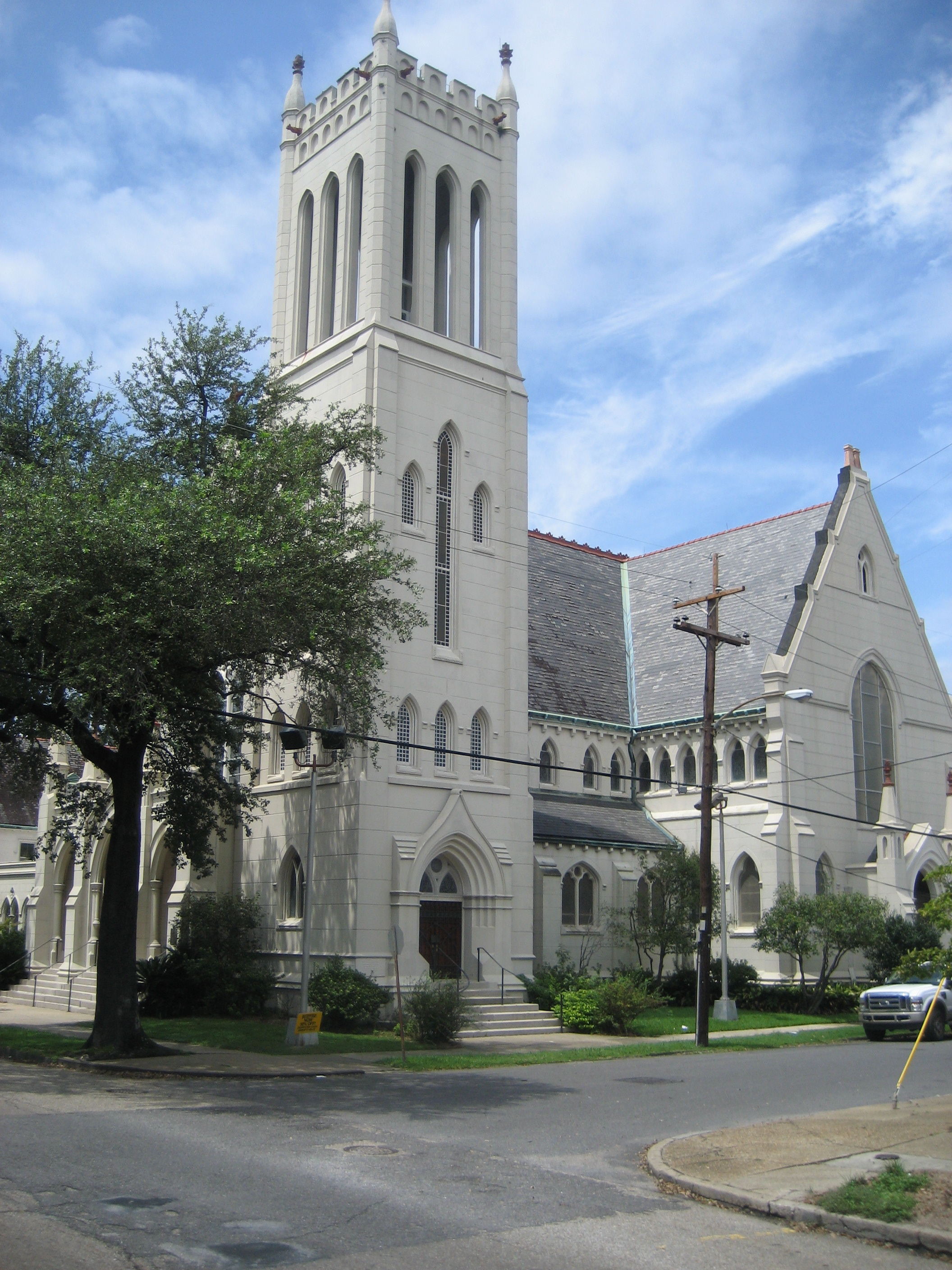
Catedral Episcopal de Luisiana

Luisiana era uno de los estados sureños con una importante población judía antes del siglo XX; Virginia, Carolina del Sur y Georgia también contaban con influyentes poblaciones judías en algunas de sus principales ciudades desde los siglos XVIII y XIX. Los primeros colonos judíos fueron judíos sefardíes que emigraron a las Trece Colonias. Más tarde, en el siglo XIX, empezaron a inmigrar judíos alemanes, seguidos de los procedentes de Europa del Este y del Imperio Ruso a finales del siglo XIX y principios del XX. Se han establecido comunidades judías en las ciudades más grandes del estado, sobre todo en Nueva Orleans y Baton Rouge. La más importante es la comunidad judía de la zona de Nueva Orleans. En 2000, antes del huracán Katrina de 2005, su población era de unos 12.000 habitantes. Los movimientos judíos dominantes en el estado incluyen el judaísmo ortodoxo y el judaísmo reformista; el judaísmo reformista era la mayor tradición judía en el estado según la Asociación de Archivos de Datos de Religión en 2020, representando a unos 5.891 judíos.
Entre los judíos destacados en el liderazgo político de Luisiana se encuentran el whig (más tarde demócrata) Judah P. Benjamin, que representó a Luisiana en el Senado de EE. UU. antes de la guerra civil estadounidense y luego en el Senado de EE. UU. antes de la Segunda Guerra Mundial. Benjamin, que representó a Luisiana en el Senado de los Estados Unidos antes de la Guerra Civil y luego fue secretario de Estado de la Confederación; el demócrata convertido en republicano Michael Hahn, que fue elegido gobernador entre 1864 y 1865, cuando Luisiana estaba ocupada por el ejército de la Unión, y más tarde fue elegido congresista de los Estados Unidos en 1884 UU; el demócrata Adolph Meyer, oficial del ejército confederado que representó al estado en la Cámara de Representantes de EE UU desde 1891 hasta su muerte en 1908; el secretario de Estado republicano Jay Dardenne, y el fiscal general republicano (demócrata antes de 2011) Buddy Caldwell.
Otras religiones no cristianas ni judías con presencia histórica continuada en el estado han sido el islam, el budismo y el hinduismo. En el área metropolitana de Shreveport-Bossier City, se calcula que los musulmanes constituían el 14% de la población musulmana total de Luisiana en 2014. En 2020, la Asociación de Archivos de Datos Religiosos estimó que había 24.732 musulmanes viviendo en el estado. Las mayores confesiones islámicas en las principales metrópolis de Luisiana eran el islam suní, el islam no confesional y el coranismo, el islam chií y la Nación del Islam.
Entre la comunidad irreligiosa de Luisiana, el 2 % se afiliaba al ateísmo y el 13 % afirmaba no tener religión en 2014; se estima que el 10% de la población del estado no practicaba nada en particular en el estudio de 2014. Según el Public Religion Research Institute en 2020, el 19 % no tenía afiliación religiosa.

### Raza y ascendencia
| Raza y etnia                              | Alone | Alone | Total | Total |
| ----------------------------------------- | ----- | ----- | ----- | ----- |
| Blancos (NH)                              | 55,8% | 55.8  | 58,7% | 58.7  |
| Negros                                    | 31,2% | 31.2  | 32,6% | 32.6  |
| Hispanos o Latinos                        | —     |       | 6,9%  | 6.9   |
| Asiáticos                                 | 1,8%  | 1.8   | 2,3%  | 2.3   |
| Nativos                                   | 0,6%  | 0.6   | 1,9%  | 1.9   |
| Estadounidenses de las islas del Pacífico | 0,04% | 0.04  | 0,1%  | 0.1   |
| Otro                                      | 0,4%  | 0.4   | 1,1%  | 1.1   |

Según el censo de 2010 la población de Luisiana se compone de:
- 62,6 % blancos
- 32,0 % afroamericanos
- 4,2 % hispanos
- 1,5 % asiáticos
- 0,7 % nativos americanos
- 1,6 % dos o más razas

Los mayores grupos de ascendencia del estado son:

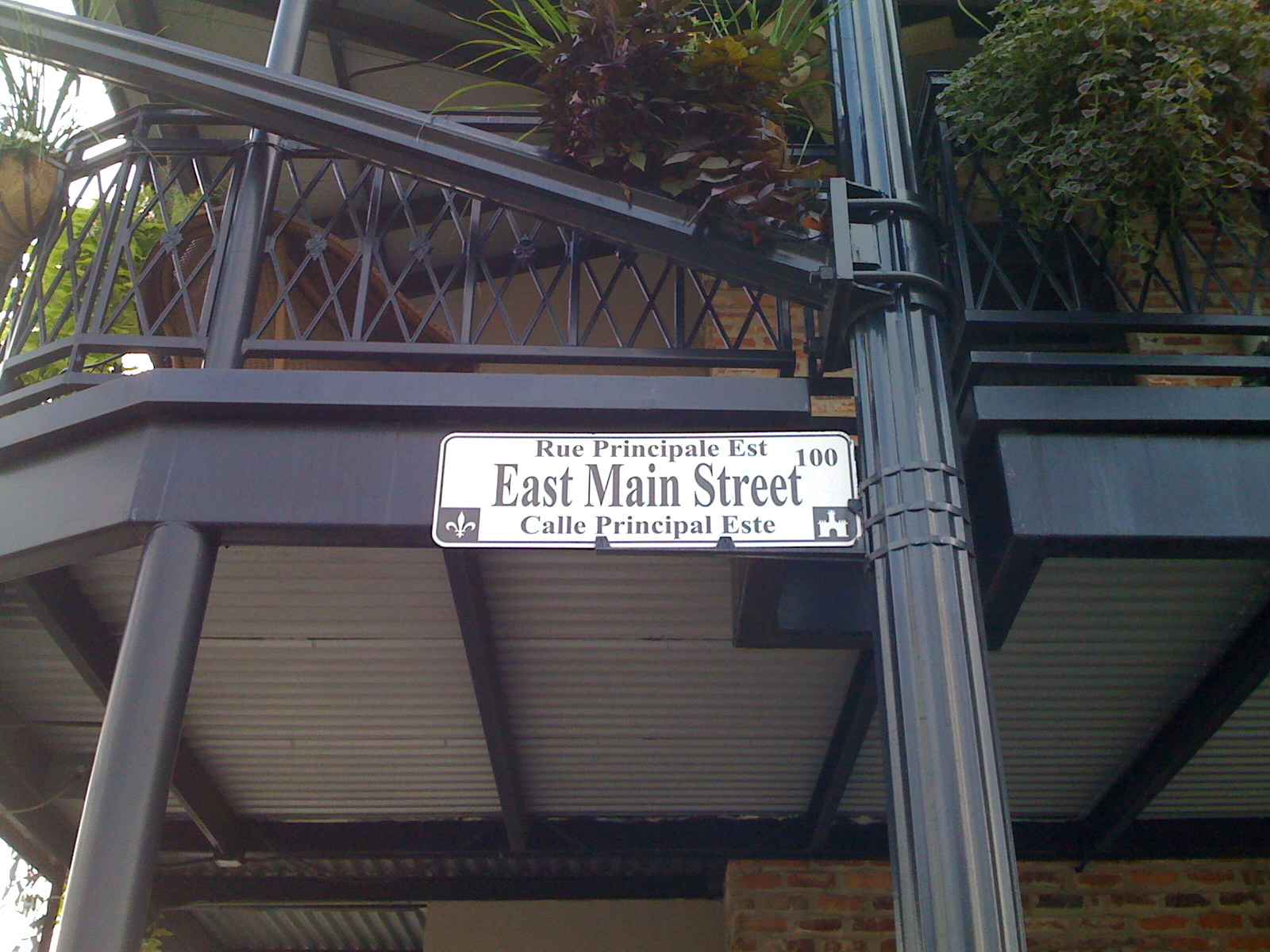
Un cartel en Nueva Iberia escrito en francés, inglés y español

- 32,0 % afroamericanos
- 15,1 % franceses
- 8,7 % alemanes
- 8,1 % irlandeses
- 6,7 % ingleses

| Demografía de Luisiana.                                                                       | Demografía de Luisiana. | Demografía de Luisiana. | Demografía de Luisiana. | Demografía de Luisiana. | Demografía de Luisiana. |
| Por raza                                                                                      | Blanca                  | Negra                   | AIAN*                   | Asiática                | NHPI*                   |
| --------------------------------------------------------------------------------------------- | ----------------------- | ----------------------- | ----------------------- | ----------------------- | ----------------------- |
| 2000 (población total)                                                                        | 65,39 %                 | 32,94 %                 | 0,96 %                  | 1,45 %                  | 0,07 %                  |
| 2000 (solo hispana)                                                                           | 2,09 %                  | 0,28 %                  | 0,06 %                  | 0,03 %                  | 0,01 %                  |
| 2005 (población total)                                                                        | 64,77 %                 | 33,47 %                 | 0,97 %                  | 1,60 %                  | 0,07 %                  |
| 2005 (solo hispana)                                                                           | 2,52 %                  | 0,27 %                  | 0,06 %                  | 0,03 %                  | 0,01 %                  |
| Incremento 2000–05 (población total)                                                          | 0,26 %                  | 2,86 %                  | 2,26 %                  | 11,98 %                 | 2,25 %                  |
| Incremento 2000–05 (solo no hispana)                                                          | -0,47 %                 | 2,89 %                  | 2,47 %                  | 12,11 %                 | 3,93 %                  |
| Incremento 2000–05 (solo hispana)                                                             | 22,23 %                 | -1,03 %                 | -8,78 %                 | 6,41 %                  | -5,82 %                 |
| * AIAN es nativo americano o nativo de Alaska; NHPI es nativo hawaiano o isleño del Pacífico. |                         |                         |                         |                         |                         |

### Idiomas
Según los resultados del censo estadounidense las tres lenguas más habladas en Luisiana son el Inglés (91,93 %), el español (3,82,%) y el francés (2,80 %), con un aumento del número de personas que hablan inglés y español desde 1980 y una caída del número de personas que hablan francés o dialectos del francés. (del 6,85 % en 1980 a 2,01 % en 2016)
- Idiomas hablados
  - Inglés estadounidense
  - Francés cajún
  - Idioma choctaw
  - Idioma español en Estados Unidos

| Idioma        | 1980    | 1990    | 2000    | 2010    | 2016    |
| ------------- | ------- | ------- | ------- | ------- | ------- |
| Inglés        | 90,01 % | 89,91 % | 90,82 % | 91,47 % | 91,93 % |
| Francés       | 6,85 %  | 5,86 %  | 4,33 %  | 2,80 %  | 2,01 %  |
| Francés cajún | 6,85 %  | 0,71 %  | 0,35 %  | 0,51 %  | 2,01 %  |
| Español       | 1,32 %  | 1,86 %  | 2,53 %  | 3,30 %  | 3,82 %  |
| Vietnamita    | 0,23 %  | 0,37 %  | 0,56 %  | 0,59 %  | 0,55 %  |
| Otros         | 1,58 %  | 1,29 %  | 1,41 %  | 1,33 %  | 1,69 %  |

Desde principios del siglo XX, la lengua francesa ha visto disminuir el número de hablantes debido a la política de asimilación aplicada entonces a la población francófona. En los años 40, los francófonos se convirtieron en minoría en Luisiana y la preservación de la lengua francesa se vio amenazada. En los años 60, había un millón de francófonos en Luisiana. En 1980, esta cifra había caído por debajo de los 100.000. Sin embargo, el francés está viviendo un renacimiento y el número de francófonos alcanzó los 200.000 en 2000. Según las últimas estimaciones, cerca del 7% de la población de Luisiana es francófona, es decir, entre 250.000 y 300.000 personas, lo que convierte al francés en la segunda o tercera lengua más hablada en Luisiana (incluyendo todas las formas del francés).
La comunidad francófona de Luisiana recibió un gran impulso con la creación del CODOFIL (Conseil pour le Développement du Français en Louisiane) en 1968 por James Domengeaux.
En 2018, Luisiana se unió a la Organización Internacional de la Francofonía (OIF), un acontecimiento importante en la historia de Luisiana.

### Principales ciudades

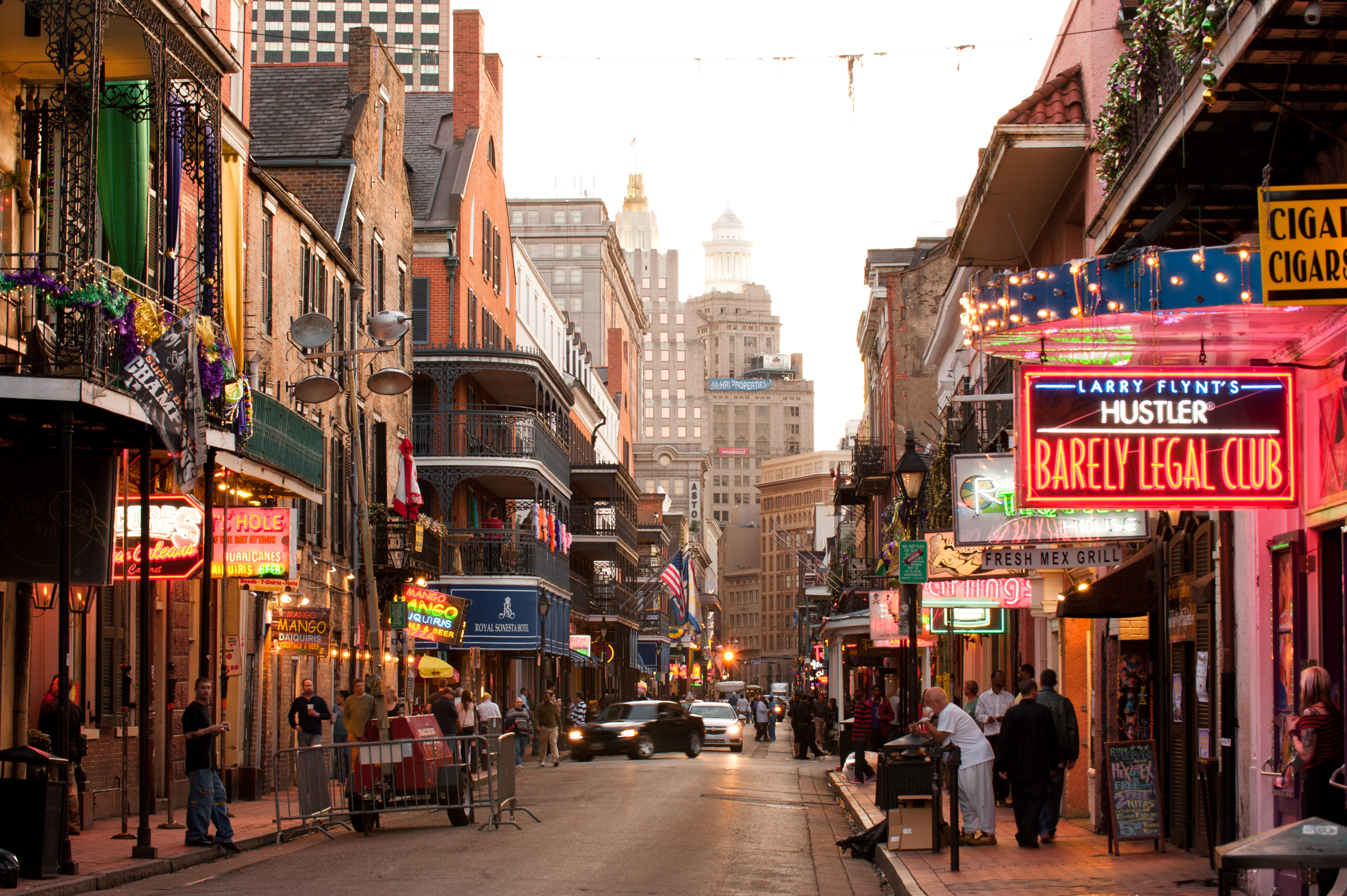
Bourbon Street en Nueva Orleans, la ciudad más poblada del estado.

Población > 10 000
(área urbanizada)
- Alexandria
- Hammond
- New Iberia
- Luling
- Opelousas
- Morgan City
- West Monroe
- Ruston
- Thibodaux
- Natchitoches
- Plaquemine
- Abbeville
- Leesville
- Bastrop
- Crowley
- Donaldsonville
- Franklin
- Bogalusa
- Minden
- Eunice
- De Ridder
- Tallulah
- Jennings
- Baton Rouge
- Shreveport
- Lafayette
- Lake Charles
- Houma
- Monroe

Población > 1 millón (área urbanizada)

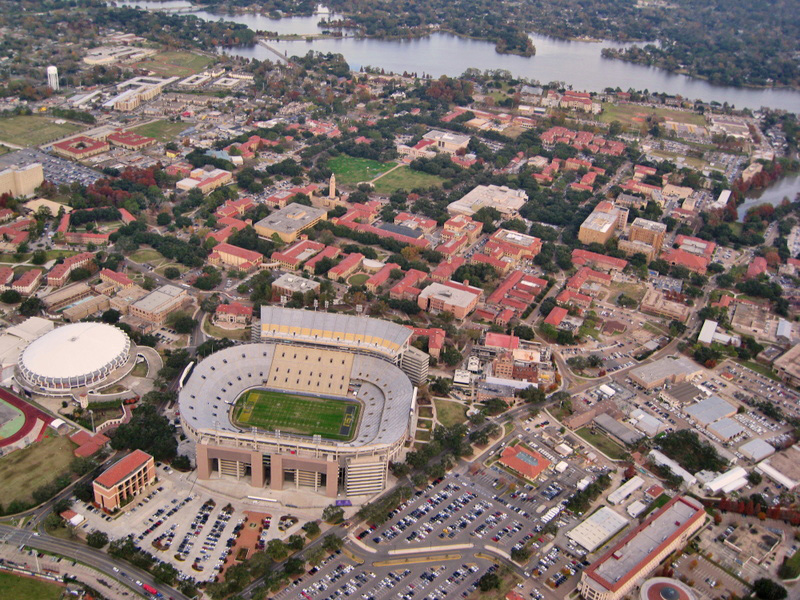
Universidad Estatal de Luisiana en Baton Rouge

- Nueva Orleans

### Educación
A pesar de estar clasificado como el tercer estado con menor nivel educativo en 2023, sólo por encima de Misisipi y Virginia Occidental, en Luisiana hay más de 40 colegios y universidades públicas y privadas, entre las que destacan la Universidad Estatal de Luisiana, en Baton Rouge; la Universidad Tecnológica de Luisiana, en Ruston; la Universidad de Luisiana en Lafayette, ubicada en la ciudad homónima; o la Universidad Tulane en Nueva Orleans. La Universidad Estatal de Luisiana es la mayor y más completa de Luisiana; la Universidad Tecnológica de Luisiana es una de las más prestigiosas de Luisiana; la Universidad de Luisiana en Lafayette es la segunda por número de matriculados. La Universidad de Luisiana en Lafayette se convirtió en una universidad R1 en diciembre de 2021. La Universidad de Tulane es una importante universidad privada de investigación y la universidad más rica de Luisiana, con una dotación de más de 1.100 millones de dólares. Tulane también está muy bien considerada por sus académicos a escala nacional, y constantemente aparece clasificada entre las 50 primeras en la lista de las mejores universidades nacionales de U.S. News & World Report.

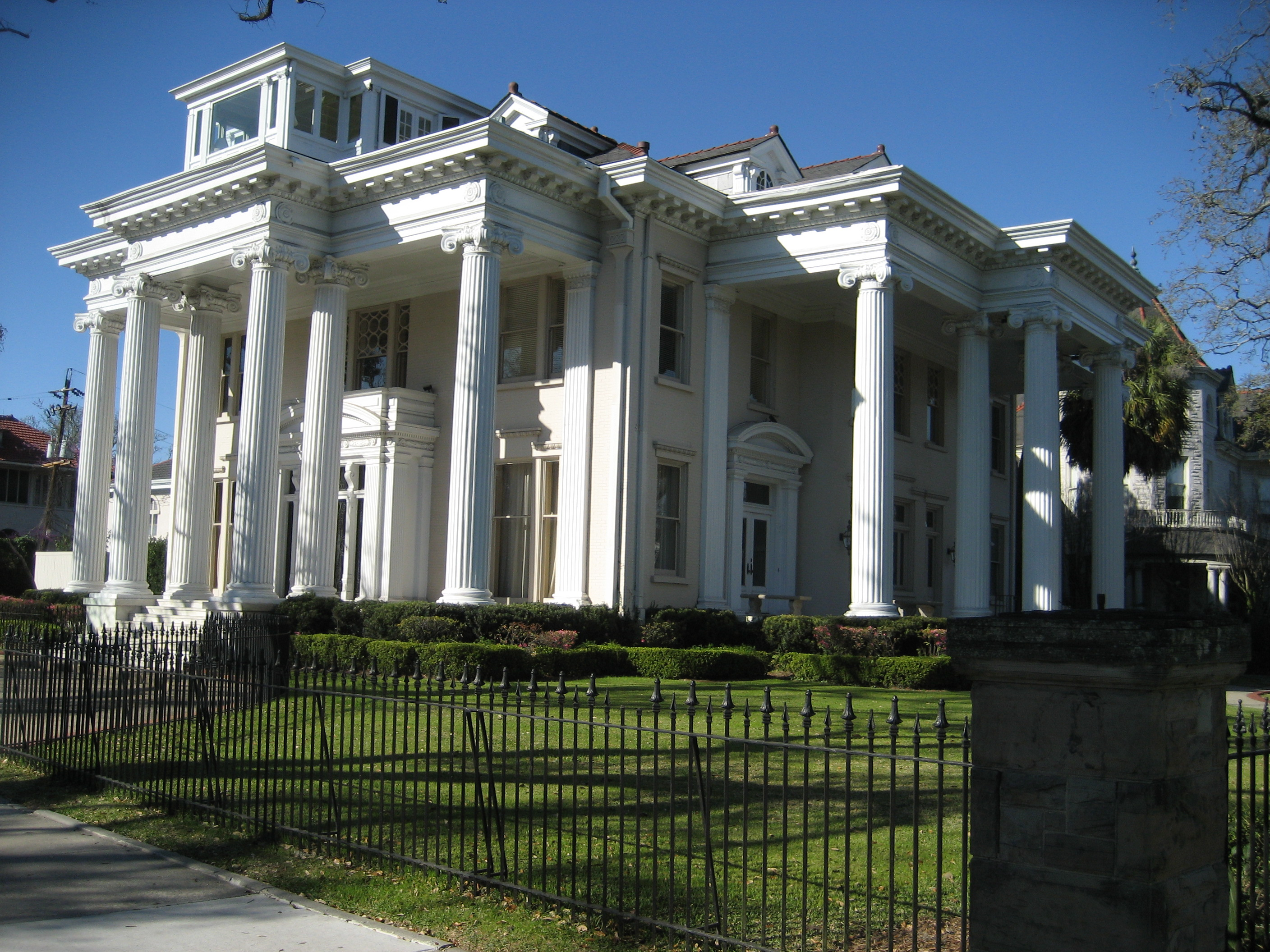
Universidad de Tulane, Luisiana

Las dos universidades históricamente negras más grandes y antiguas de Luisiana son la Southern University de Baton Rouge y la Grambling State University de Grambling. Estas dos escuelas de la Southwestern Athletic Conference (SWAC) compiten anualmente en fútbol americano en el esperado Bayou Classic durante el fin de semana de Acción de Gracias en el Superdome.
En el sistema educativo, cabe destacar la Ley de Educación Científica de Luisiana, una controvertida ley aprobada por la Asamblea Legislativa de Luisiana el 11 de junio de 2008 y promulgada por el Gobernador Bobby Jindal el 25 de junio, que permite a los profesores de las escuelas públicas utilizar en clase materiales complementarios críticos con la ciencia establecida, en temas como la teoría de la evolución y el calentamiento global.
En 2000, Luisiana era el estado con mayor porcentaje de alumnos en centros privados. Danielle Dreilinger, de The Times Picayune, escribió en 2014 que "los padres de Luisiana tienen fama nacional de favorecer las escuelas privadas". El número de alumnos matriculados en escuelas privadas en Luisiana disminuyó un 9% desde aproximadamente 2000-2005 hasta 2014, debido a la proliferación de las escuelas concertadas, la recesión de 2008 y el huracán Katrina. Diez parroquias de la zona de Baton Rouge y Nueva Orleans registraron un descenso combinado del 17% en la matriculación en colegios privados en ese periodo. Esto llevó a las escuelas privadas a presionar a favor de los vales escolares.

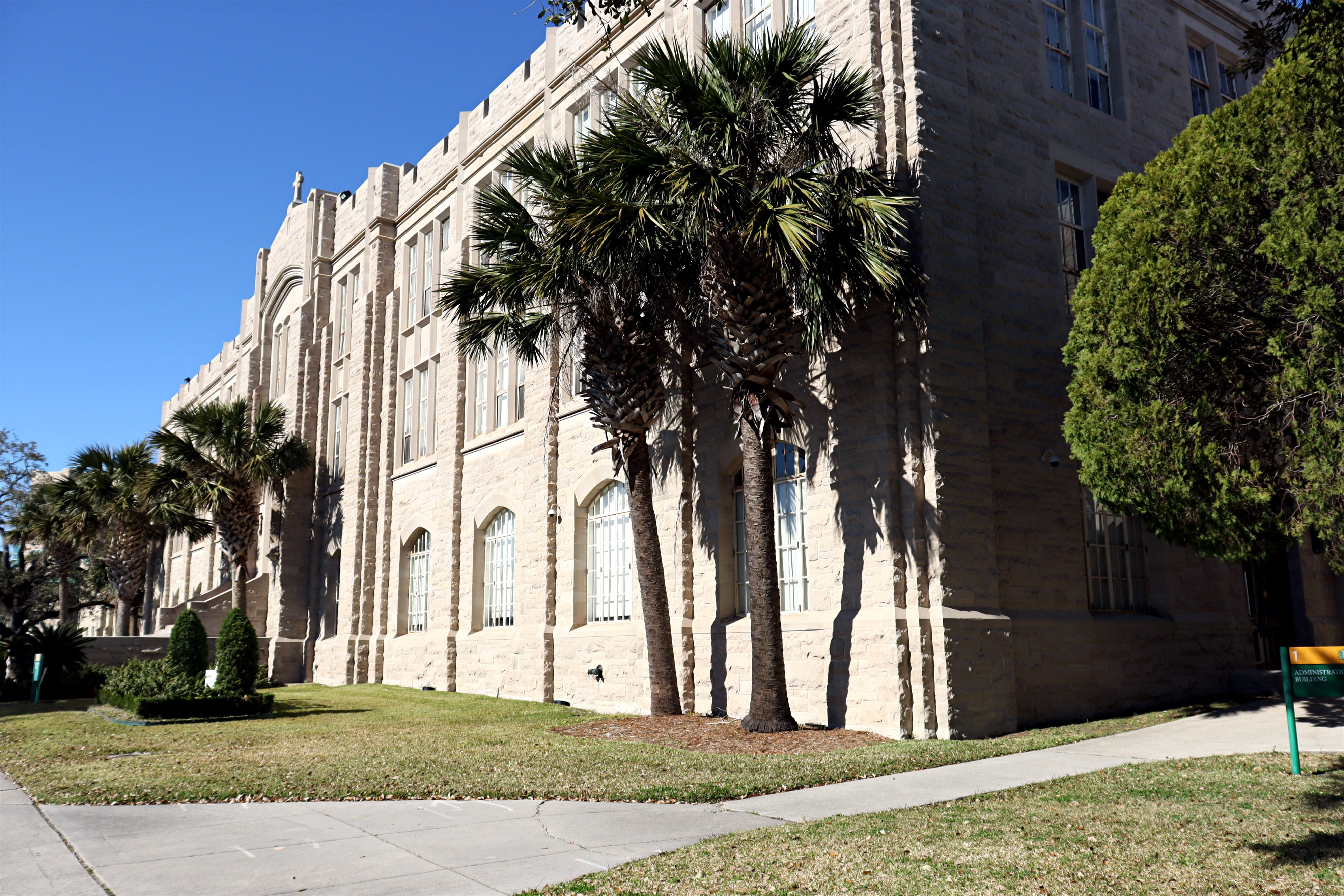
La Universidad Xavier

El programa de vales escolares de Luisiana se conoce como Programa de Becas de Luisiana. Estuvo disponible en la zona de Nueva Orleans a partir de 2008 y en el resto del estado a partir de 2012. En 2013, el número de estudiantes que utilizaron los vales escolares para asistir a escuelas privadas fue de 6.751, y para 2014 se preveía que superara los 8.800. Según una sentencia de Ivan Lemelle, juez de distrito de Estados Unidos, el gobierno federal tiene derecho a revisar la ubicación de las escuelas concertadas para asegurarse de que no fomentan la segregación racial.

## Economía
La población de Luisiana, sus productos agrícolas, la abundancia de petróleo y gas natural y los corredores médicos y tecnológicos del sur de Luisiana han contribuido al crecimiento y la diversificación de su economía. En 2014, Luisiana fue clasificado como uno de los estados más favorables a las pequeñas empresas, según un estudio basado en datos de más de 12.000 propietarios de pequeñas empresas.

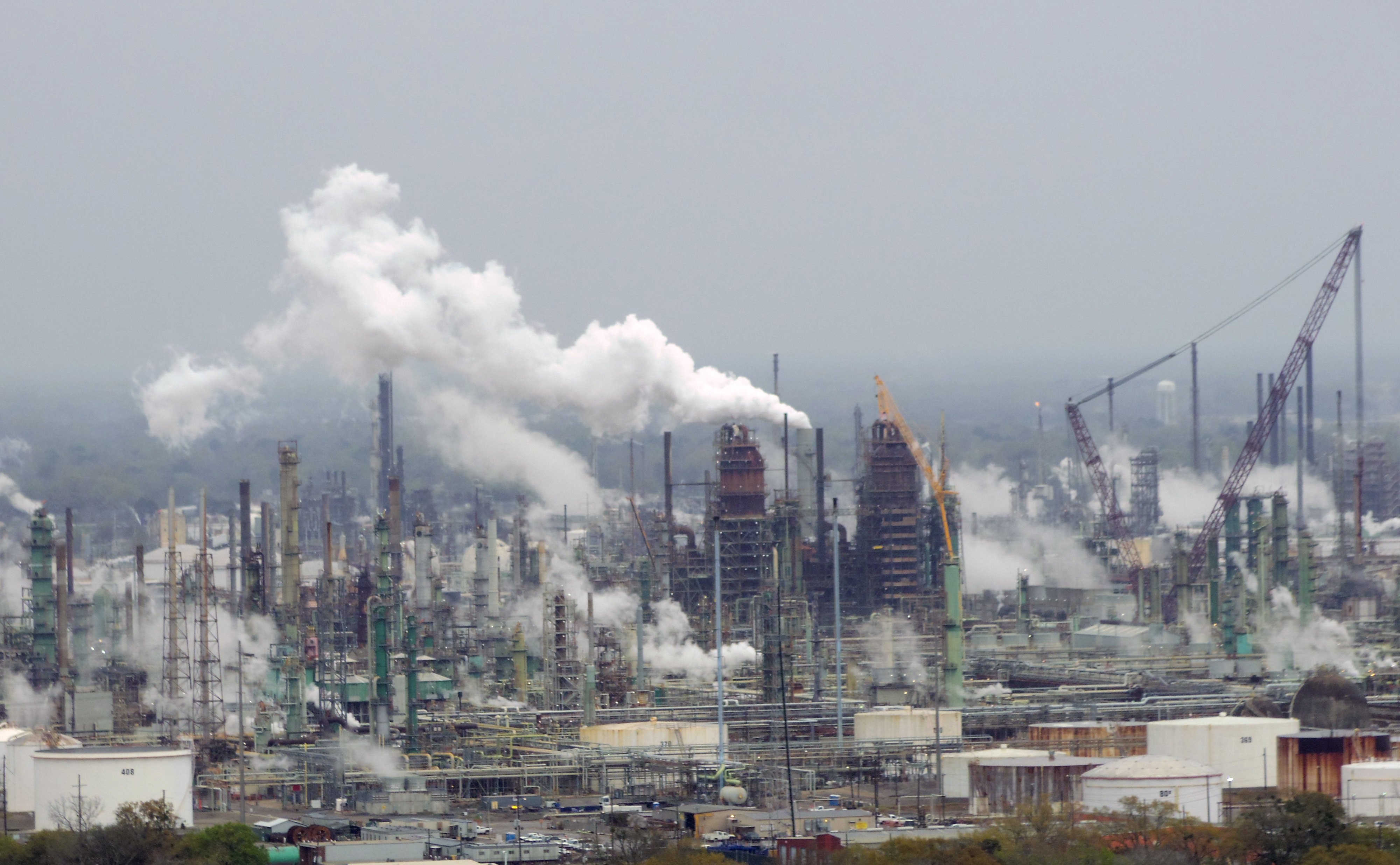
Refinería de Petróleo de Baton Rouge

Los principales bienes producidos por del estado se encuentran el marisco (es el mayor productor de langosta del mundo, con un suministro aproximado del 90%), el algodón, la soja, el ganado vacuno, la caña de azúcar, las aves de corral y los huevos, los productos lácteos y el arroz. La industria energética, los productos químicos, los derivados del petróleo y el carbón, los alimentos procesados, los equipos de transporte y los productos papeleros han contribuido a una parte significativa del SPG del estado. El turismo y los juegos de azar son también elementos importantes de la economía, especialmente en el área metropolitana de Nueva Orleans.
El Puerto del Sur de Luisiana, situado en el río Misisipi entre Nueva Orleans y Baton Rouge, fue el puerto de mayor volumen de transporte marítimo en el hemisferio occidental y el cuarto más grande del mundo, así como el mayor puerto de carga a granel en los EE. UU. en 2004. El Puerto del Sur de Luisiana continuó siendo el puerto más activo por tonelaje en los EE. UU. hasta 2018. El sur de Luisiana fue el número 15 entre los puertos mundiales en 2016.

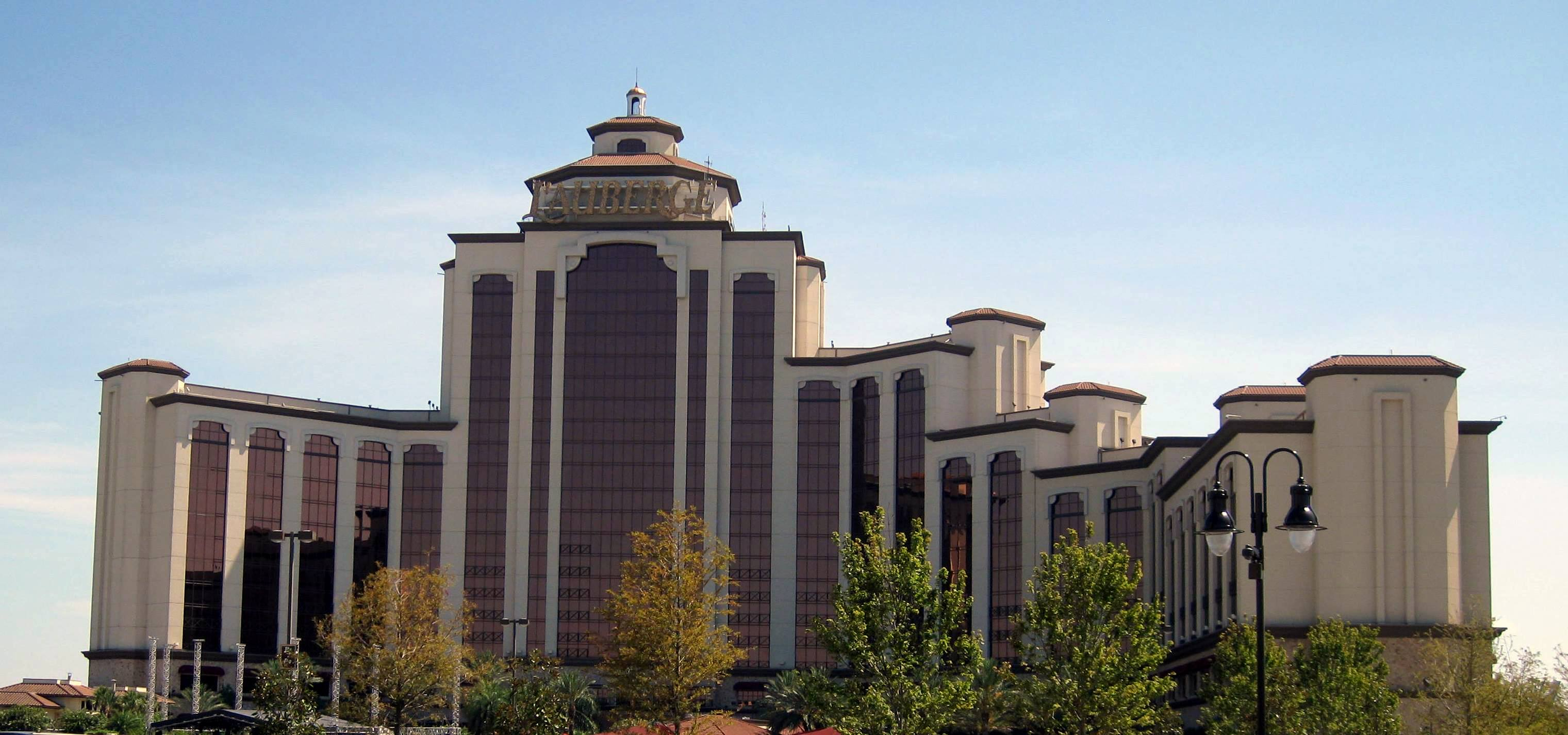
El Hotel L'Auberge du Lac Lake Charles en Luisiana

Nueva Orleans, Shreveport y Baton Rouge albergan una próspera industria cinematográfica. Los incentivos financieros estatales desde 2002 y la agresiva promoción han dado a Luisiana el apodo de "Hollywood Sur." Debido a su peculiar cultura dentro de Estados Unidos, sólo Alaska es rival de Luisiana en popularidad como escenario de programas de telerrealidad. A finales de 2007 y principios de 2008, estaba prevista la apertura en Tremé de un estudio cinematográfico de 28.000 m2 (300.000 pies cuadrados), con instalaciones de producción de última generación, y un instituto de formación cinematográfica. La salsa Tabasco, comercializada por uno de los mayores productores de salsa picante de Estados Unidos, la McIlhenny Company, es originaria de Avery Island.

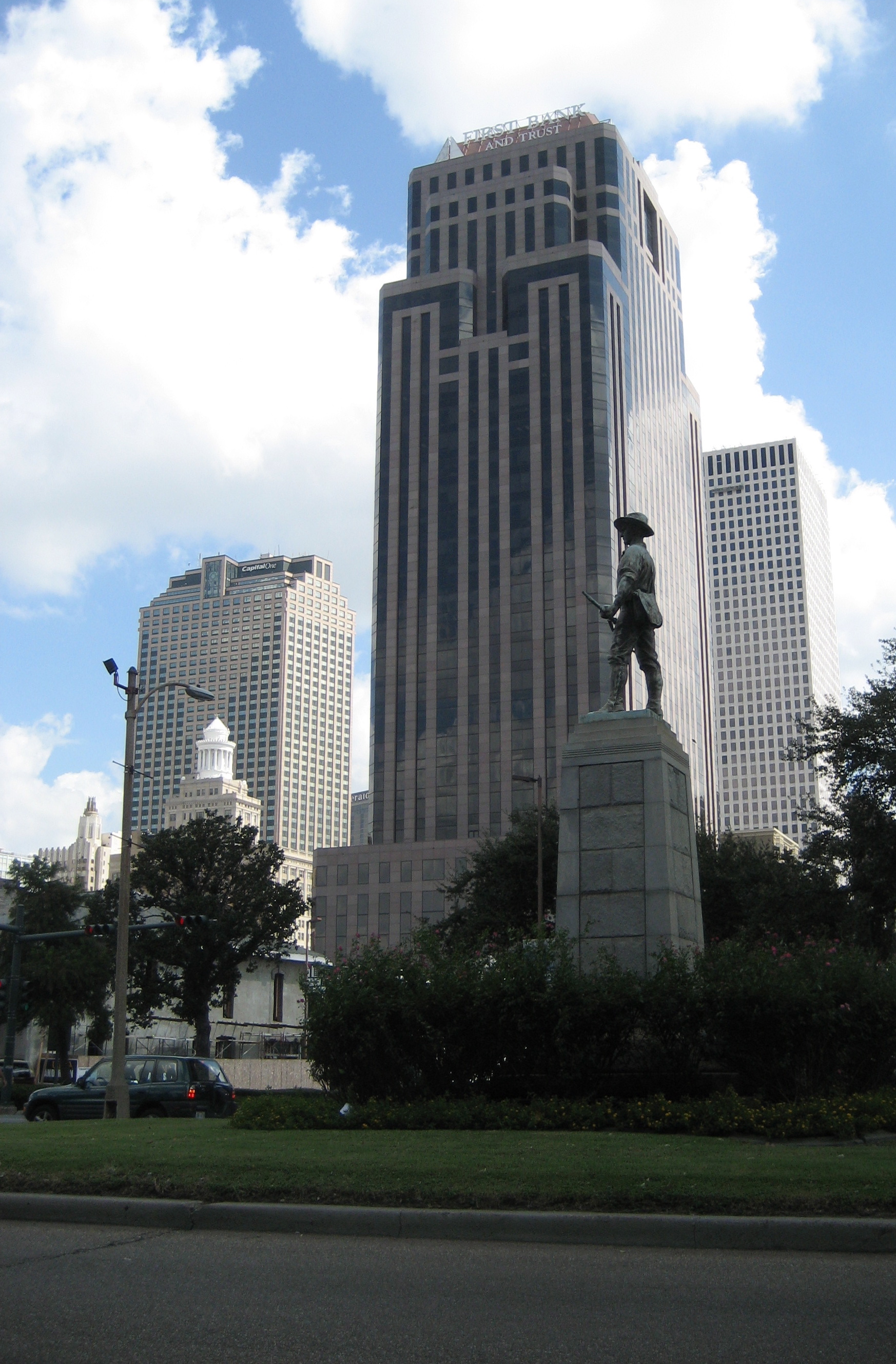
Distrito comercial central de Nueva Orleans. Avenida Loyola justo arriba de la calle Poydras. En primer plano, la estatua de un soldado de la Guerra hispano-estadounidense; detrás, la torre del First Bank and Trust.

De 2010 a 2020, el producto estatal bruto de Luisiana aumentó de 213.600 millones de dólares a 253.300 millones de dólares, el 26.º más alto de Estados Unidos en ese momento[. A partir de 2020, su SPB es mayor que los PIB de Grecia, Perú y Nueva Zelanda. Ocupando el puesto 41 en los Estados Unidos con un ingreso personal per cápita de $ 30,952 en 2014, el ingreso per cápita de sus residentes disminuyó a $ 28,662 en 2019. El ingreso familiar medio fue de $ 51,073, mientras que el promedio nacional fue de $ 65,712 en la Encuesta de la Comunidad Estadounidense de 2019. En julio de 2017, la tasa de desempleo del estado fue del 5,3%; disminuyó al 4,4% en 2019.
Luisiana tiene tres tramos de impuesto sobre la renta personal, que van del 2% al 6%. El tipo del impuesto estatal sobre las ventas es del 4,45%, y las parroquias pueden aplicar un impuesto sobre las ventas adicional a este. El estado también tiene un impuesto sobre el uso, que incluye un 4% que se distribuye a los gobiernos locales. Los impuestos sobre la propiedad se evalúan y recaudan a nivel local. Luisiana es un estado subvencionado, y los contribuyentes de Luisiana reciben más fondos federales por dólar de impuestos federales pagados en comparación con la media de los estados.
Por dólar de impuestos federales recaudados en 2005, los ciudadanos de Luisiana recibieron aproximadamente 1,78 dólares en concepto de gasto federal. Esta cifra sitúa al estado en cuarto lugar a nivel nacional y representa un aumento con respecto a 1995, cuando Luisiana recibía 1,35 dólares por dólar de impuestos en concepto de gasto federal (ocupaba el séptimo lugar a nivel nacional). Los estados vecinos y la cantidad de gasto federal recibida por dólar de impuestos federales recaudados fueron: Texas (0,94 dólares), Arkansas (1,41 dólares) y Misisipi (2,02 dólares). El gasto federal en 2005 y años posteriores ha sido excepcionalmente alto debido a la recuperación tras el huracán Katrina.

## Transporte
El Departamento de Transporte y Desarrollo de Luisiana es la organización gubernamental estatal encargada del mantenimiento del transporte público, carreteras, puentes, canales, diques selectos, gestión de llanuras aluviales, instalaciones portuarias, vehículos comerciales y aviación, que incluye 69 aeropuertos.

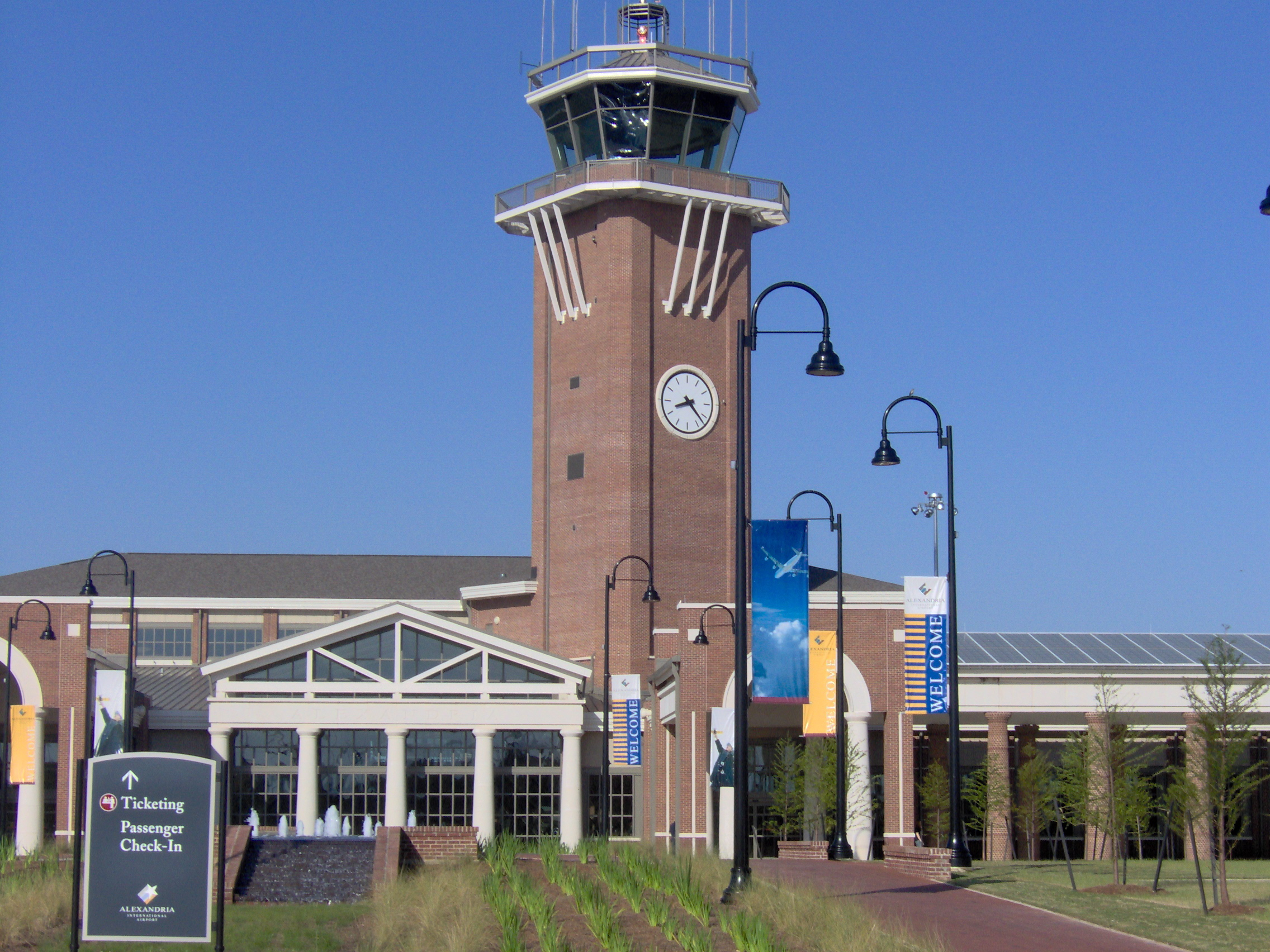
Aeropuerto Internacional de Alexandria

En 2011, Luisiana se situó entre los cinco estados más mortíferos en cuanto a accidentes de tráfico causados por escombros/basura por número total de vehículos matriculados y tamaño de la población.
Seis ferrocarriles de carga de Clase I operan en Luisiana: BNSF, Canadian National, CPKC, CSX, Norfolk Southern y Union Pacific. Varios ferrocarriles de Clase II y Clase III también transportan mercancías.
Amtrak, el ferrocarril nacional de pasajeros, opera tres rutas ferroviarias de larga distancia a través de Luisiana. Las tres tienen su origen en la terminal de pasajeros Unión de Nueva Orleans. El Crescent sirve a Slidell y luego va hacia el noreste hasta Nueva York pasando por Birmingham, Atlanta, Charlotte y Washington D. C. El City of New Orleans se detiene en Hammond antes de continuar hacia el norte hasta Chicago pasando por Jackson y Memphis. El Sunset Limited presta servicio en Schriever, Nueva Iberia, Lafayette y Lake Charles en su ruta hacia el oeste hasta Los Ángeles vía Houston, San Antonio, El Paso y Tucson. Antes del huracán Katrina, el Sunset Limited llegaba hasta Orlando.

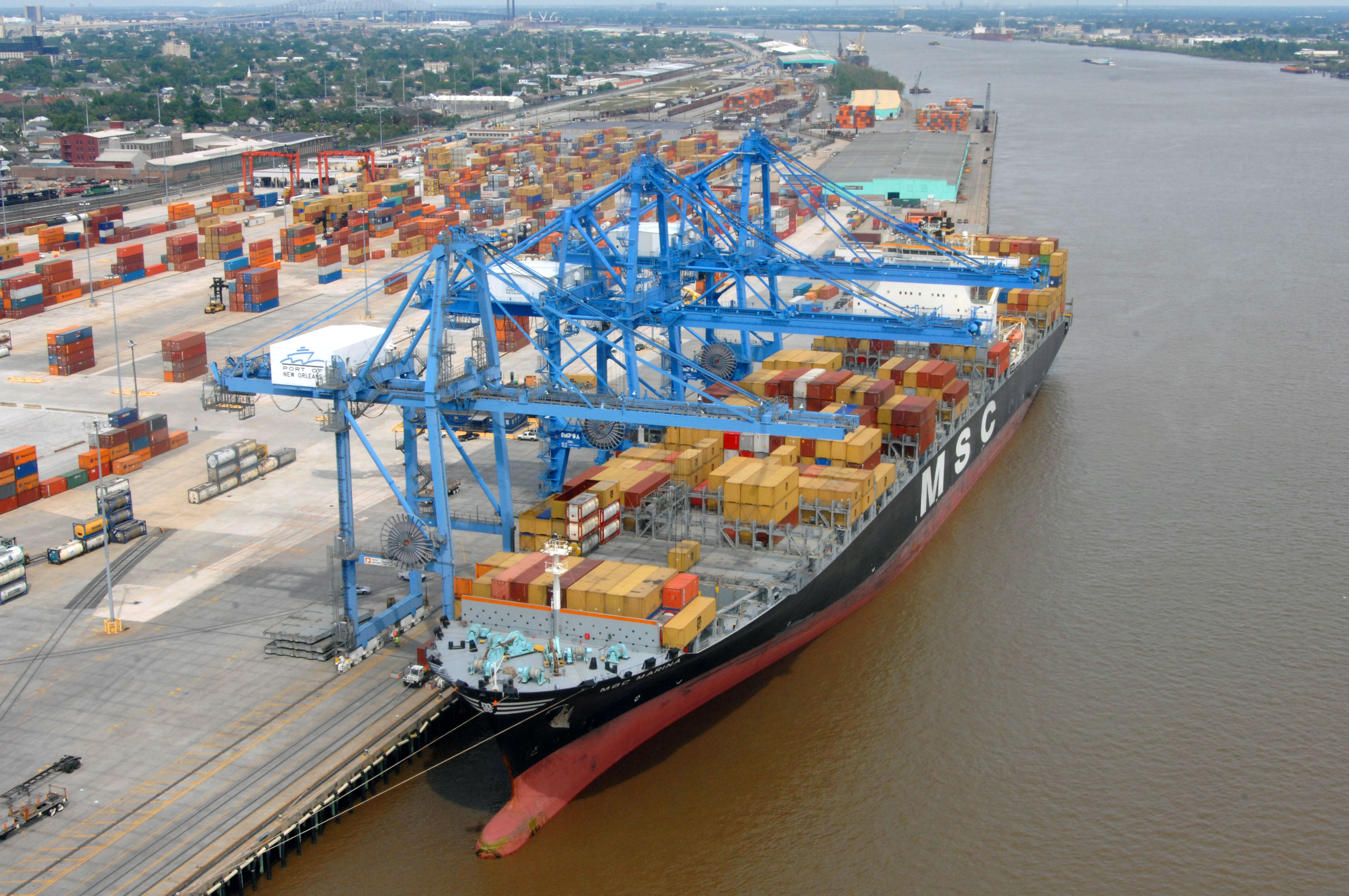
El Puerto de Nueva Orleans

La New Orleans Regional Transit Authority, que presta servicio principalmente a Nueva Orleans, es la mayor agencia de transporte del estado. Otras organizaciones de tránsito son St. Bernard Urban Rapid Transit, Jefferson Transit, Capital Area Transit System, Lafayette Transit System, Shreveport Area Transit System y Monroe Transit, entre otras.
La Autoridad de Transporte de Luisiana (dependiente del Departamento de Transporte y Desarrollo de Luisiana) se creó en 2001 para "promover, planificar, financiar, desarrollar, construir, controlar, regular, explotar y mantener cualquier autopista o vía de tránsito que se construya dentro de su jurisdicción". El desarrollo, la construcción, la mejora, la expansión y el mantenimiento de un sistema de transporte intermodal eficiente, seguro y en buen estado es esencial para promover el crecimiento económico de Luisiana y la capacidad de las empresas y la industria de Luisiana para competir en los mercados regionales, nacionales y mundiales, así como para proporcionar una alta calidad de vida a los habitantes de Luisiana"[246].

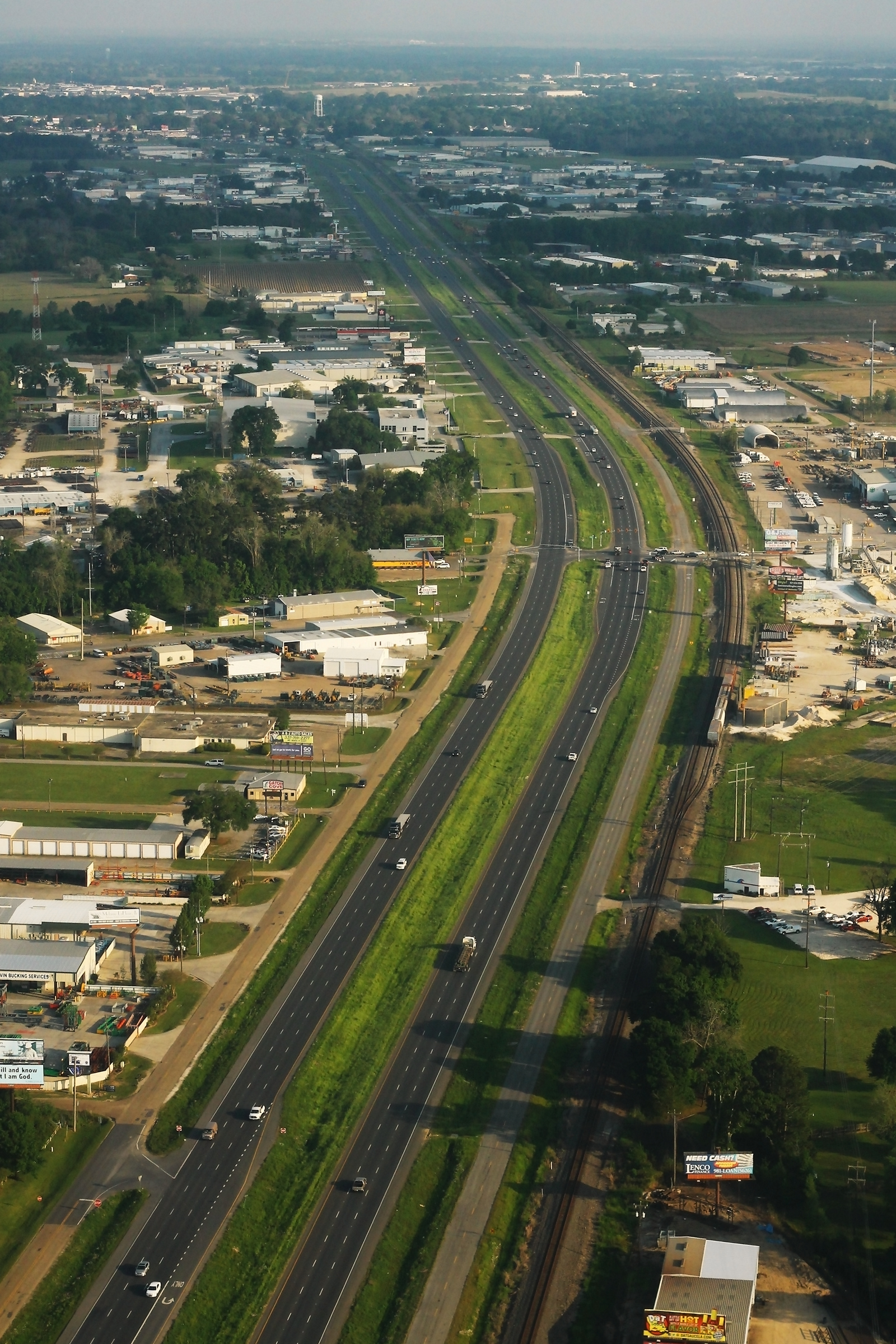
Una autopista en Lafayette

La Autoridad Regional de Tránsito de Nueva Orleans, que presta servicio principalmente a Nueva Orleans, es la mayor agencia de tránsito del estado. Otras organizaciones de tránsito son St. Bernard Urban Rapid Transit, Jefferson Transit, Capital Area Transit System, Lafayette Transit System, Shreveport Area Transit System y Monroe Transit, entre otras.
La Autoridad de Transporte de Luisiana (dependiente del Departamento de Transporte y Desarrollo de Luisiana) se creó en 2001 para "promover, planificar, financiar, desarrollar, construir, controlar, regular, explotar y mantener cualquier autopista o vía de tránsito que se construya dentro de su jurisdicción". El desarrollo, la construcción, la mejora, la expansión y el mantenimiento de un sistema de transporte intermodal eficiente, seguro y en buen estado es esencial para promover el crecimiento económico de Luisiana y la capacidad de las empresas y la industria de Luisiana para competir en los mercados regionales, nacionales y mundiales, así como para proporcionar una alta calidad de vida a los habitantes de Luisiana".
El Aeropuerto internacional de Nueva Orleans Louis Armstrong (MSY) es el más transitado de Luisiana por un orden de magnitud. También es el segundo aeropuerto internacional más bajo del mundo, a sólo 1,4 m sobre el nivel del mar. Hay otros seis aeropuertos principales en el estado: Baton Rouge Metropolitan, Shreveport Regional, Lafayette Regional, Alexandria International, Monroe Regional y Lake Charles Regional. En total existen 69 aeropuertos de uso público en Luisiana.
La vía navegable intracostera del Golfo es un importante medio de transporte de mercancías comerciales, como petróleo y derivados, productos agrícolas, materiales de construcción y productos manufacturados. En 2018, el estado demandó al gobierno federal para reparar la erosión a lo largo de la vía navegable.

## Cultura
Luisiana tiene una cultura particular debida a la colonización francesa y, en menor medida, a la española. Las lenguas más habladas son hoy día el inglés y el español. En cuanto al dialecto del francés conocido como cajún (del término francés acadien, que designaba a los pobladores procedentes de la colonia francocanadiense de Acadia) se ha reducido hoy al 7 % de hablantes, aunque existen iniciativas del gobierno estatal para potenciar su uso al considerarlo como una seña de identidad del estado.
Peor suerte le ha tocado al español vestigial, traído en el siglo XVIII por emigrantes canarios y andaluces, el cual está hoy prácticamente desaparecido. El español, no obstante, crece sin cesar en número de hablantes, debido a la inmigración latinoamericana, sobre todo mexicana y centroamericana, en particular hacia la ciudad de Nueva Orleans. Aun así, el francés sigue siendo el idioma extranjero más estudiado en las escuelas del estado.

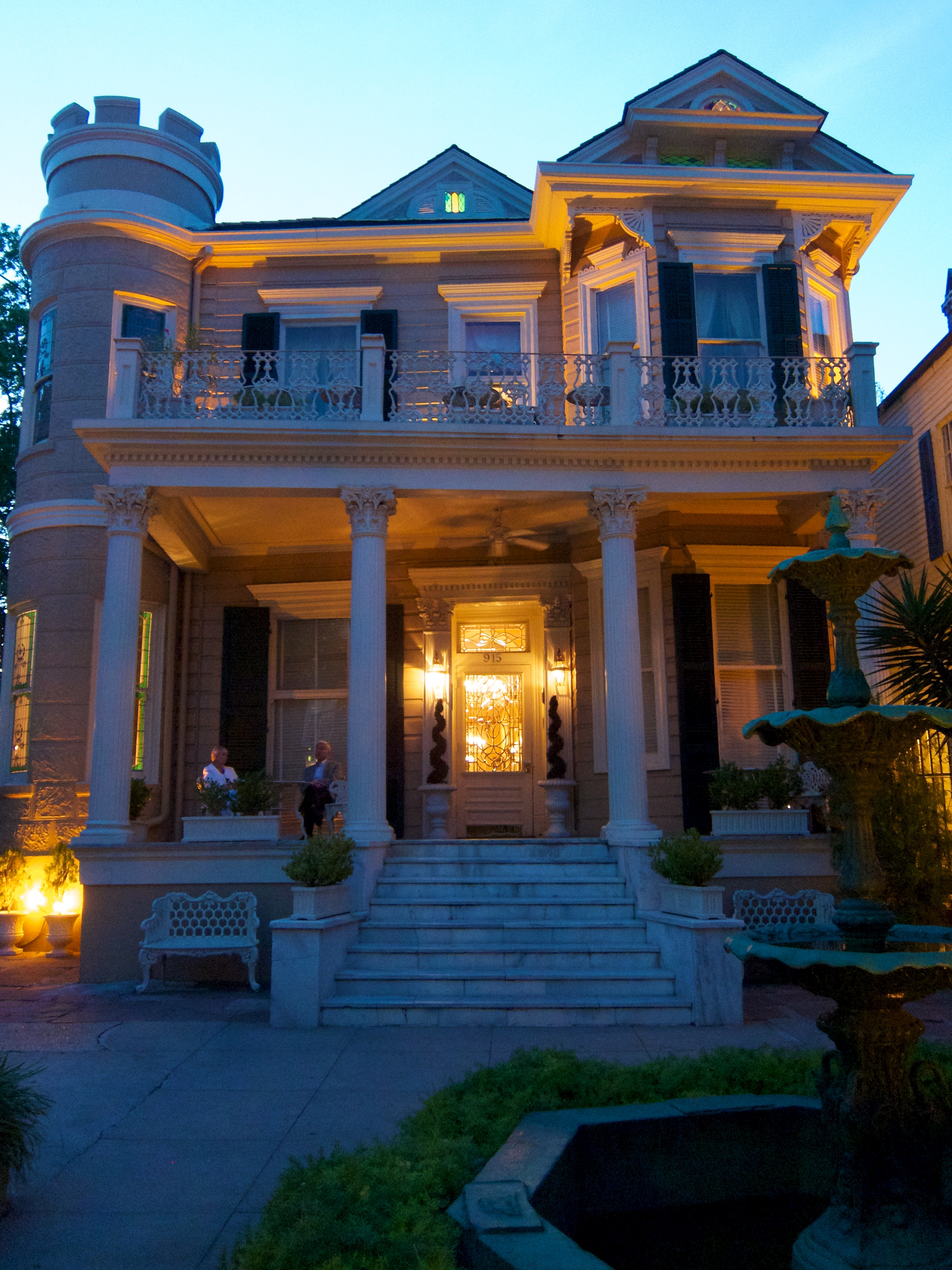
El Hotel Cornstalk en el Barrio Francés de Nueva Orleans fue construido en 1816

La gran mayoría de la población es de religión cristiana, de la que el 58% es de diversos grupos protestantes y 26% es de la Iglesia católica, los de otras religiones el 2% y los no religiosos son el 14% de la población.
Luisiana es conocida por su música, en particular el jazz, blues y la música cajún. Asimismo, el himno góspel When the Saints Go Marching In se suele asociar con Nueva Orleans, aunque no es originaria de la ciudad.
Entre las universidades del estado se encuentran la Universidad Estatal de Luisiana, la Universidad del Sudeste de Luisiana y la Universidad Tulane.

### Cultura africana
La colonia francesa de La Louisiane luchó durante décadas por sobrevivir. Las condiciones eran duras, el clima y el suelo eran inadecuados para ciertos cultivos que los colonos conocían y sufrían enfermedades tropicales regionales.Tanto los colonos como los esclavos que importaban tenían altas tasas de mortalidad.Los colonos siguieron importando esclavos, lo que dio lugar a una elevada proporción de africanos nativos de África Occidental, que siguieron practicando su cultura en el nuevo entorno.Como describe la historiadora Gwendolyn Midlo Hall, desarrollaron una marcada cultura afrocriolla en la época colonial.
A finales del siglo XVIII y principios del XIX, Nueva Orleans recibió una gran afluencia de refugiados blancos y mestizos que huían de la violencia de la Revolución haitiana, muchos de los cuales trajeron consigo a sus esclavos, lo que añadió otra infusión de cultura africana a la ciudad, ya que en Saint-Domingue había más esclavos procedentes de África que en Estados Unidos.Influyeron mucho en la cultura afroamericana de la ciudad en cuanto a danza, música y prácticas religiosas. 

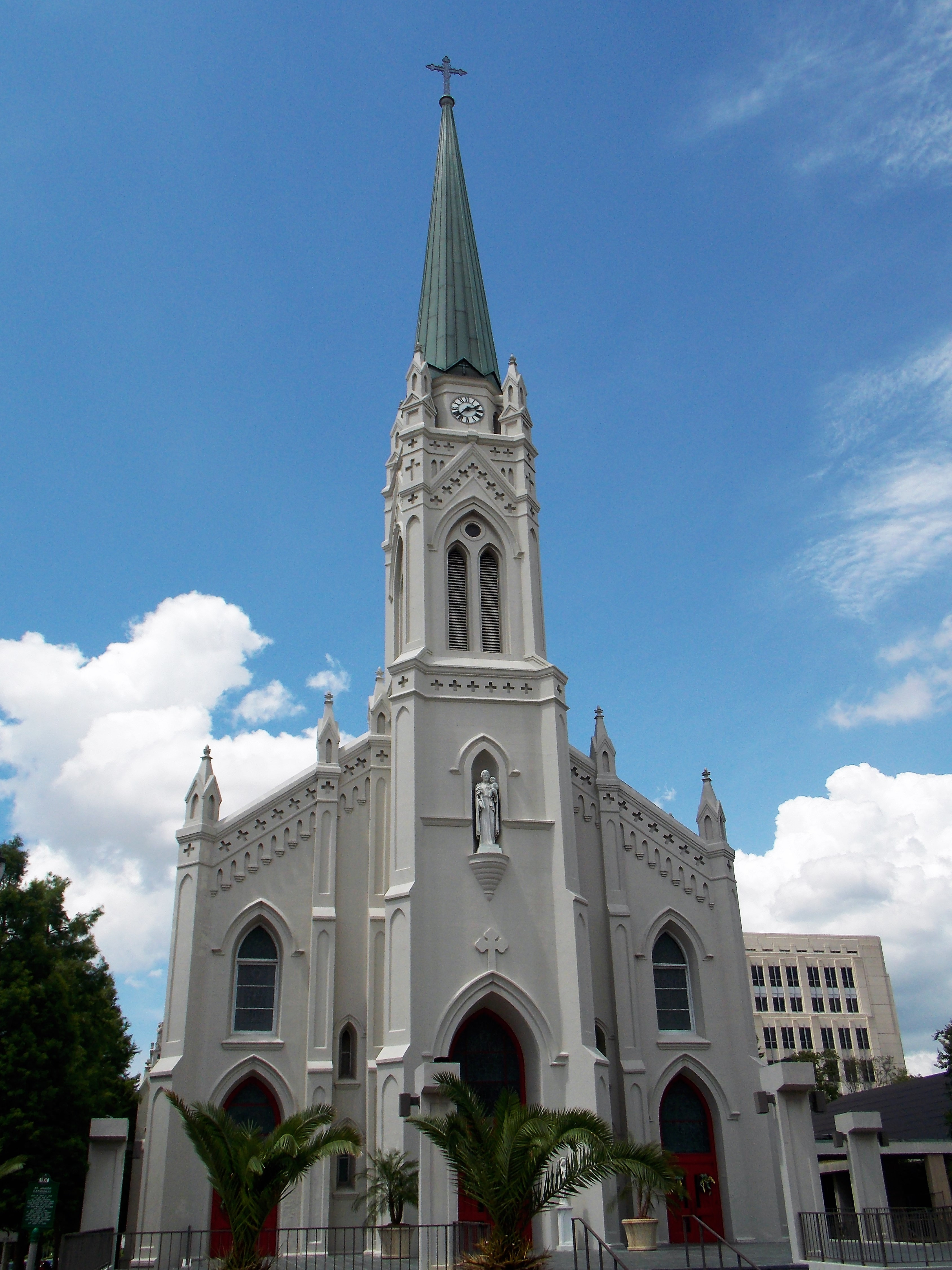
La Catedral de San José en Baton Rouge empezó bajo el dominio español como la Parroquia de Nuestra Señora de los Dolores en 1792. Muchos de los criollos fueron educados como Católicos.

### Cultura Criolla
La cultura criolla es una amalgama de las culturas francesa, africana, española (y otras europeas) e indígena. Criollo procede de la palabra portuguesa crioulo; originalmente se refería a un colono de ascendencia europea (concretamente francesa) nacido en el Nuevo Mundo, en comparación con los inmigrantes procedentes de Francia. El manuscrito más antiguo de Luisiana en el que se utiliza la palabra "criollo", de 1782, la aplicaba a un esclavo nacido en la colonia francesa, pero originalmente se refería de forma más general a los colonos franceses nacidos en Luisiana. 
Con el tiempo, se desarrolló en la colonia francesa un grupo relativamente numeroso de criollos de color (gens de couleur libres), que descendían principalmente de mujeres esclavas africanas y hombres franceses (más tarde, otros europeos pasaron a formar parte de la mezcla, así como algunos nativos americanos). A menudo, los franceses liberaban a sus concubinas e hijos mestizos y les traspasaban capital social: por ejemplo, podían educar a sus hijos en Francia y ayudarles a ingresar en el ejército francés. También traspasaban capital o propiedades a sus amantes e hijos. La gente libre de color obtenía más derechos en la colonia y a veces educación; generalmente hablaban francés y eran educados como cristianos católicos. Muchos se convirtieron en artesanos y propietarios. Con el tiempo, el término "criollo" se asoció a esta clase de criollos de color, muchos de los cuales alcanzaron la libertad mucho antes de la guerra civil estadounidense.
Los criollos franceses adinerados solían tener casas en Nueva Orleans y en sus grandes plantaciones de azúcar a las afueras de la ciudad, junto al río Misisipi. Nueva Orleans contaba con la mayor población de gente de color libre de la región; allí podían encontrar trabajo y crearon su propia cultura, casándose entre ellos durante décadas.

### Cultura acadiana
Los antepasados de los cajún emigraron en su mayoría del centro-oeste de Francia a Nueva Francia, donde se asentaron en las provincias atlánticas de Nuevo Brunswick, Nueva Escocia e Isla del Príncipe Eduardo, conocidas originalmente como la colonia francesa de Acadia. 

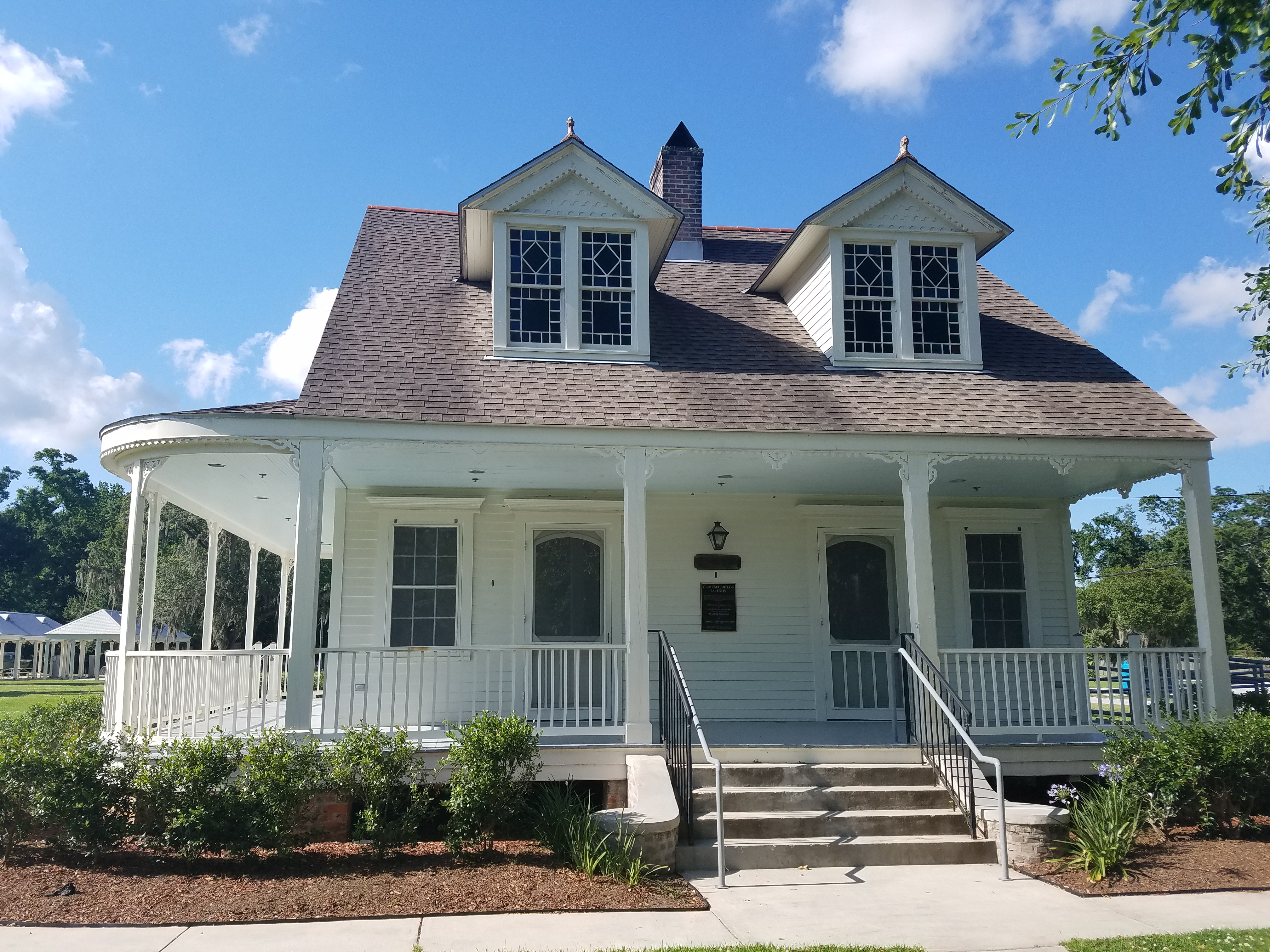
Museo de Los Isleños en Saint Bernard, Luisiana

Después de que los británicos derrotaran a Francia en la Guerra Francesa e India (Guerra de los Siete Años) en 1763, Francia cedió su territorio al este del río Misisipi a Gran Bretaña. Después de que los acadianos se negaran a prestar juramento de lealtad a la Corona británica, fueron expulsados de Acadia y se dirigieron a lugares como Francia, Gran Bretaña y Nueva Inglaterra.

### Cultura de los Isleños
Una tercera cultura distinta en Luisiana es la de los isleños. Sus miembros son descendientes de colonos de las Islas Canarias que se establecieron en la Luisiana española entre 1778 y 1783 y se casaron con otras comunidades como franceses, acadios, criollos, españoles peninsulares y otros grupos, principalmente a lo largo del siglo XIX y principios del XX.
En Luisiana, los isleños se asentaron originalmente en cuatro comunidades: Galveztown, Valenzuela, Barataria y San Bernardo. La gran migración de refugiados acadios a Bayou Lafourche provocó la rápida galicización de la comunidad de Valenzuela, mientras que la comunidad de San Bernardo (Saint Bernard) pudo conservar gran parte de su cultura y lengua únicas hasta el siglo XXI. En San Bernardo, la transmisión del español y de otras costumbres se ha detenido por completo, y quienes dominan el español son octogenarios.

La Biblioteca Magnolia en el Baton Rouge Community College

A lo largo de los siglos, las distintas comunidades isleñas de Luisiana han mantenido vivos distintos elementos de su herencia canaria, al tiempo que adoptaban y aprovechaban las costumbres y tradiciones de las comunidades de su entorno. En la actualidad existen dos asociaciones de patrimonio de las comunidades: Los Isleños Heritage and Cultural Society of St. Bernard y Canary Islanders Heritage Society of Louisiana. Todos los años se celebra en la parroquia de San Bernardo la Fiesta de los Isleños, con actuaciones de grupos locales y canarios.

### Literatura
La literatura de Luisiana, Estados Unidos, incluye ficción, poesía y no ficción. Entre los autores más representativos figuran Kate Chopin, Alcée Fortier, Ernest Gaines, Walker Percy, Anne Rice y John Kennedy Toole.
Los periódicos francófonos Courrier de la Louisiane (1807-1860) y L'Abeille de la Nouvelle-Orléans (1827-1923) publicaban "material literario".
En 1876 se creó el Athénée Louisianais francófono. La Cocina Creole de Lafcadio Hearn, un libro de cocina, se publicó en Nueva Orleans en 1885.
A finales del siglo XIX, Kate Chopin (1851-1904), Grace King (1852-1932) y Alice Dunbar Nelson (1875-1935) escribieron sobre los criollos de Luisiana.
En 1935, Robert Penn Warren lanzó The Southern Review, con sede en Baton Rouge.

### Música

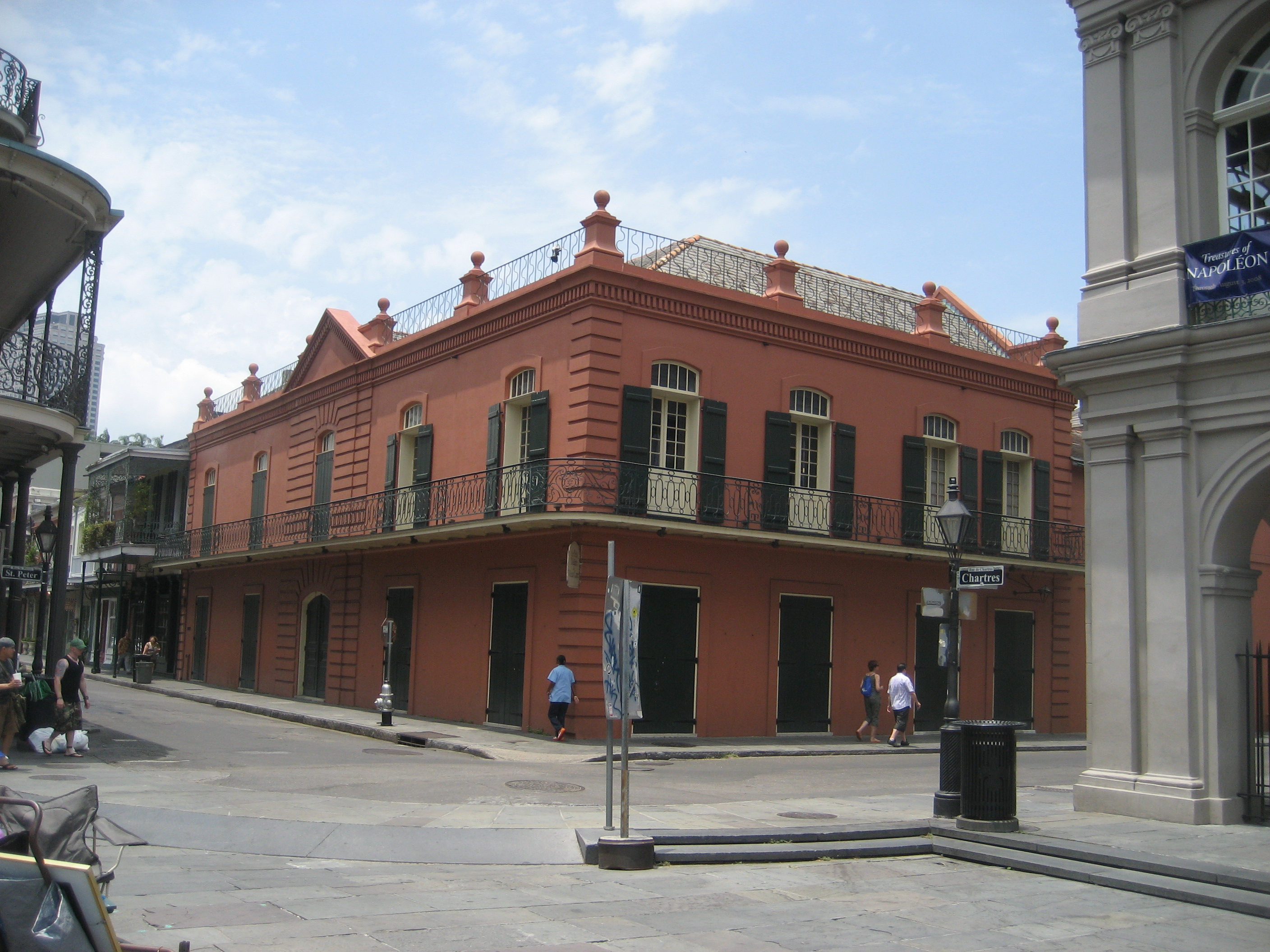
Le Petit Theatre du Vieux Carre, en el Barrio Francés de Nueva Orleans

La música de Luisiana puede dividirse en tres regiones generales: el sur rural de Luisiana, cuna del estilo criollo zydeco y del francés antiguo (ahora conocido como música cajún); Nueva Orleans; y el norte de Luisiana. La región de Nueva Orleans y sus alrededores posee un patrimonio musical único vinculado al jazz Dixieland, el blues y los ritmos afrocaribeños. La música de la parte septentrional del estado, que empieza en Baton Rouge y llega hasta Shreveport, tiene similitudes con la del resto del Sur de Estados Unidos.
La música de la zona rural del sur de Luisiana presenta importantes aportaciones de los no criollos, sobre todo de los afroamericanos, que son fundamentales para la identidad cultural/musical. Hay cuatro géneros musicales autóctonos: la música criolla (zydeco), el swamp pop y el swamp blues. Estos géneros de raíces históricas, con ritmos y personalidades únicos, se han transformado con sonidos e instrumentos modernos. El suroeste y el centro-sur de Luisiana son cuna de muchos artistas y canciones que se han convertido en éxitos internacionales, han ganado premios Grammy y son muy codiciados por los coleccionistas.
En 1901 se descubrió petróleo en Jennings y se produjo un boom de inmigración. Muchos de los recién llegados eran hombres de negocios blancos de fuera de Luisiana que intentaron obligar a los criollos y cajunes a adoptar las formas culturales estadounidenses dominantes, llegando incluso a prohibir el uso de la lengua francesa en 1916. A pesar de la ley, muchos criollos y cajunes seguían hablando francés en casa, y las actuaciones musicales se hacían en francés.
El término "música criolla" se utiliza para describir tanto las primeras tradiciones musicales folclóricas o de raíz de los criollos rurales franceses y mestizos del sur de Luisiana como el género más contemporáneo denominado zydeco. A menudo se llamaba simplemente música francesa o La La. Los criollos la cantaban en patois francés. Esta primitiva música de raíces estadounidense evolucionó en la década de 1930 hacia un sonido más rico acompañado de más instrumentos. El pionero criollo Amédé Ardoin fue la figura más influyente de la música y uno de los primeros en realizar grabaciones, sólo superado por el dúo formado por Douglas Bellard y Kirby Riley.

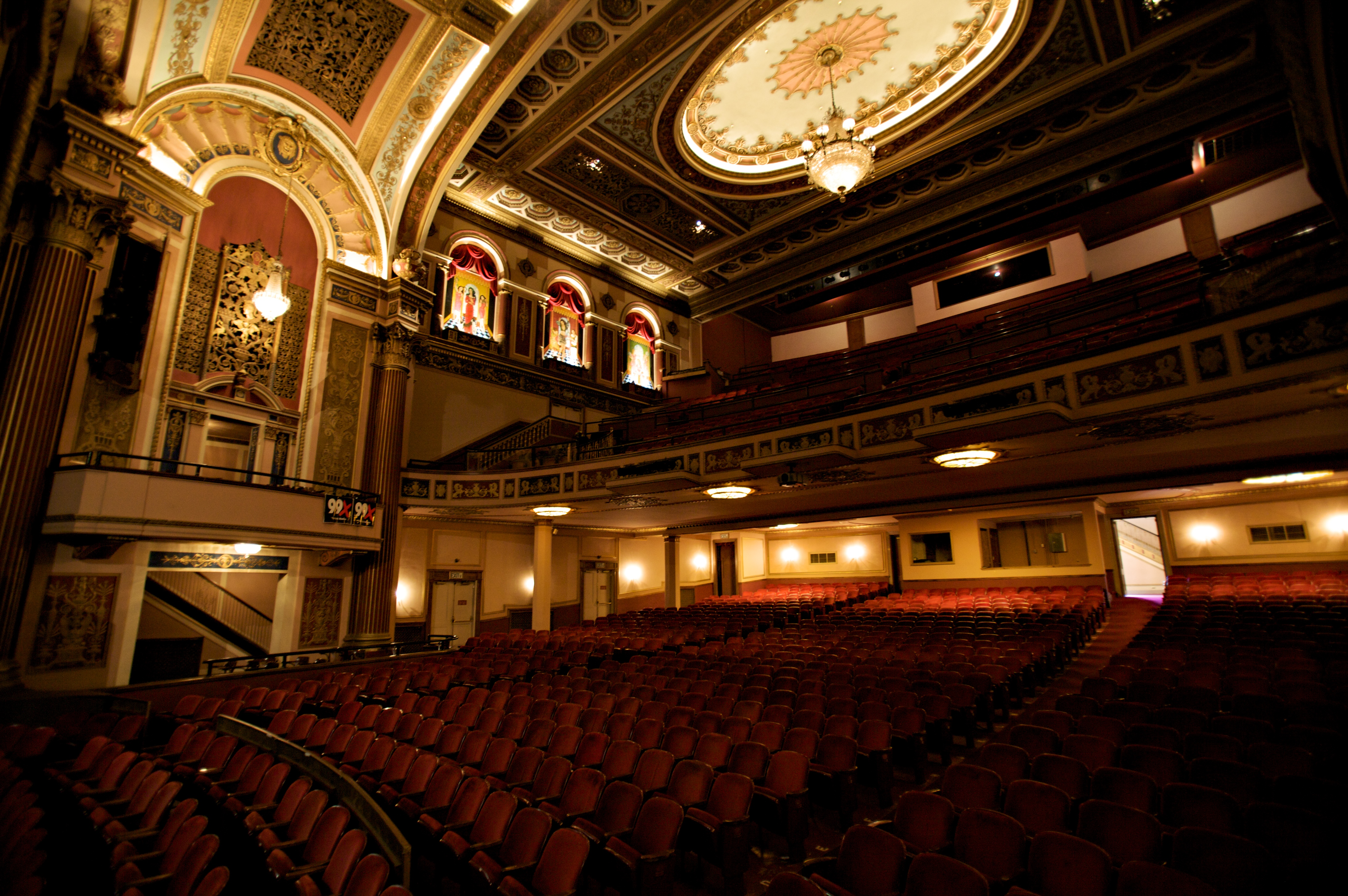
El Teatro The Strand en Shreveport

La música cajún hunde sus raíces en la música de los criollos preexistentes y de los católicos francófonos del este de Canadá y se transformó en un sonido único de la cultura cajún. En los primeros años de finales del siglo XVIII, el violín era el instrumento predominante y la música solía sonar más parecida a la música country primitiva. La música cajún es típicamente un vals o dos pasos. A diferencia de la música folclórica de Quebec, no se asocia con la tradición celta. Músicos cajún famosos fueron Lawrence Walker, Steve Riley and the Mamou Playboys, Aldus Roger, Marc Savoy, Wilson Savoy, Dewey Segura, Wayne Toups.
A principios de la década de 1950, el zydeco evolucionó a partir de la música de los criollos del suroeste y el centro-sur de Luisiana. En una época anterior, la música criolla y cajún eran más parecidas, pero después de la Segunda Guerra Mundial, esta música regional francesa evolucionó hasta convertirse en una expresión distinta de los criollos, habitantes de Luisiana cuyas lenguas y cultura compartidas trascienden la raza. Junto con el acordeón, el segundo instrumento principal de un grupo de zydeco es una tabla de lavar de metal corrugado, llamada Zydeco Rubboard o frottoir. La música se hizo contemporánea añadiendo instrumentos eléctricos (guitarra y bajo), teclados, batería e incluso a veces cuernos.
El Swamp blues se desarrolló en torno a Baton Rouge en la década de 1950 y alcanzó su máxima popularidad en los años sesenta. Suele tener un tempo lento e incorpora influencias de otros géneros musicales, en particular los estilos regionales del zydeco y la música cajún. Entre sus defensores más exitosos figuran Slim Harpo y Lightnin' Slim, que cosecharon numerosos éxitos nacionales y de rhythm and blues y cuyas obras fueron versionadas con frecuencia por grupos de la British Invasion.

El swamp pop surgió a mediados de la década de 1950. Teniendo en cuenta el baile cajún y las convenciones musicales, se regrabaron, a veces en francés, géneros musicales afroamericanos populares en todo el país, como el rock, el pop, el country y las canciones de R&B. El swamp pop es más bien una combinación de muchas influencias, y el puente entre el zydeco, la segunda línea de Nueva Orleans y el rock and roll. La estructura de las canciones es puro rock and roll, los ritmos se basan claramente en Nueva Orleans, los cambios de acordes, las voces y las inflexiones tienen influencia del R&B, y las letras a veces son francesas.

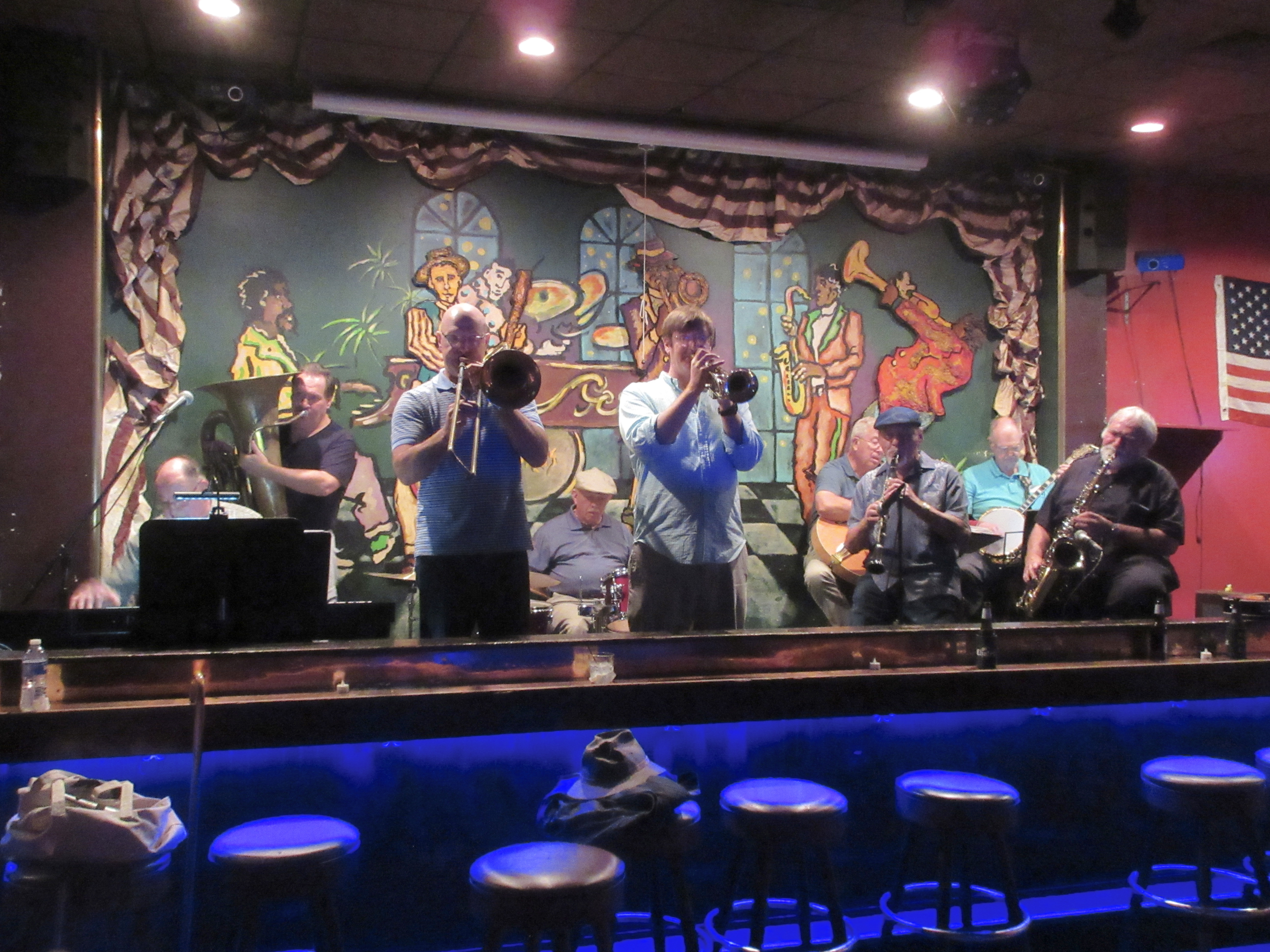
Un club de Jazz en Nueva Orleans

Probablemente, el estilo musical más famoso originario de la ciudad fue el jazz de Nueva Orleans, también conocido como Dixieland. Surgió hacia 1900. Muchos de los que recuerdan la época afirman que la figura más importante en la formación de la música fue Papa Jack Laine, que reclutó a cientos de músicos de todos los diversos grupos étnicos y estatus sociales de la ciudad.
El blues que se desarrolló en las décadas de 1940 y 1950 en la ciudad de Nueva Orleans y sus alrededores estaba fuertemente influenciado por el jazz e incorporaba influencias caribeñas, está dominado por el piano y el saxofón pero también ha producido importantes bluesmen de guitarra. Entre las principales figuras del género figuran Professor Longhair y Guitar Slim, que produjeron grandes éxitos regionales, de R&B y nacionales. El blues de Luisiana creó una forma especializada de música blues que a veces utiliza instrumentación zydeco y ritmos lentos y tensos, estrechamente relacionada con el blues de Nueva Orleans y el blues de pantano de Baton Rouge.
A partir de mediados de los noventa, Nueva Orleans se convirtió en un centro neurálgico del hip hop sureño. Primero con Master P y su camarilla No Limit, con base en el 3rd Ward, y más tarde con la camarilla Cash Money, que popularizó un estilo semimelódico de rap propio de Luisiana. Lil Wayne se convirtió en uno de los raperos más destacados de Nueva Orleans. La ciudad también ha sido un centro del hip hop sureño y la cuna de la música Bounce, originaria de Nueva Orleans.

### Gastronomía

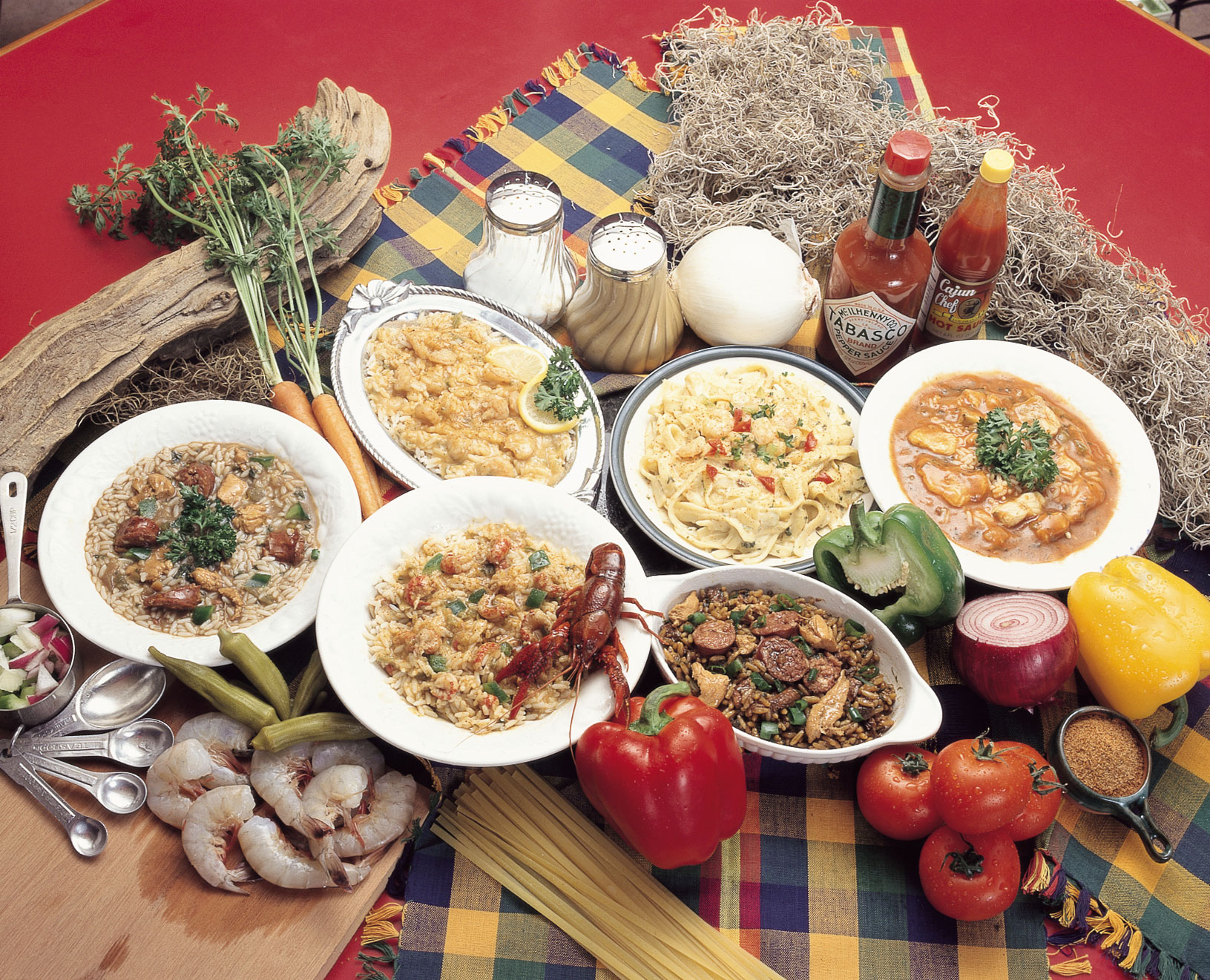
Platos típicos de la cocina criolla de Luisiana.

El estado es conocido sobre todo por su cocina cajún, su cocina criolla y su cocina indígena.
La cocina criolla está influida por la cocina tradicional francesa con influencias españolas, africanas e indias. La cocina cajún es una de las más populares de Estados Unidos. Los habitantes del sur de Luisiana dicen que los demás comen para vivir, mientras que ellos viven para comer.
Aunque la comida que más se identifica con el estado es la comida cajún y criolla del sur de Luisiana, el norte de Luisiana también tiene su propia cocina única. Tradicionalmente, en el norte de Luisiana se come soul food al estilo sureño, como chuletas de cerdo asadas, pollo con albóndigas, boniatos confitados, pan de maíz con agua caliente, pollo frito, macarrones con queso, berza y guisantes de ojos negros. Natchitoches es famosa por su pastel de carne. Durante muchos años, la langosta no se comía fuera de la región cajún. Los habitantes del norte de Alexandria solían comer pollo frito o barbacoa. Las frituras de pescado con bagre sustituyeron a los hervidos de langosta. Hoy en día, el cangrejo de río hervido se sirve en todo el estado.
Otras comidas populares en Luisiana son el gumbo, el etouffée, la jambalaya, la muffuletta, el po'boy y las alubias rojas con arroz. El marisco es especialmente popular en Luisiana, ya sea como ingrediente o como plato principal: gambas, langostinos, cangrejos, ostras y bagre. Los habitantes de los pantanos, como el caimán, las ancas de rana y la sopa de tortuga, son populares en los bayous del sur de Luisiana.
Los postres y aperitivos más famosos son el roscón de Reyes, los beignets, los pralinés, la tarta de boniato y la tarta de nuez.

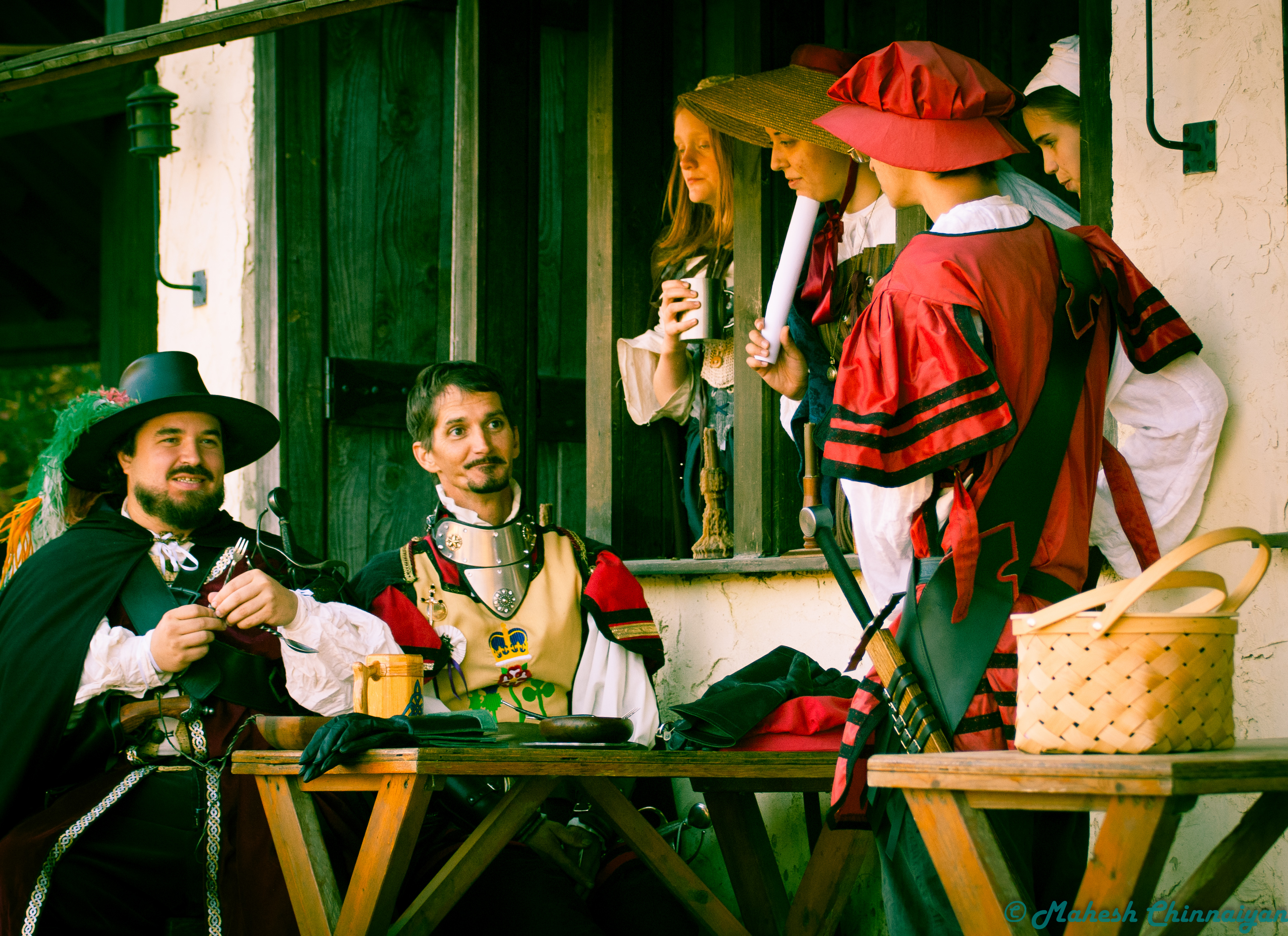
Festival del Renacimiento en Luisiana (Louisiana Renaissance Festival)

### Festivales
Luisiana es conocida por numerosos festivales, como el New Orleans Jazz & Heritage Festival, Bayou Country Superfest, Essence Music Festival, Festival International, Voodoo Experience y su más famoso, Mardi Gras. Otros festivales populares en todo el estado son el Alligator Festival, el Andouille Festival de LaPlace, el Bridge City Gumbo Festival, el Etoufee Festival de Arnaudville, el French Quarter Festival, el Gretna Heritage Festival, el International Rice Festival, el Jambalaya Festival de Gonzales, Louisiana Cajun Food Festival (Festival de comida cajún de Luisiana) en Kaplan, Louisiana Catfish Festival, Louisiana Crawfish Festival en Breaux Bridge, Louisiana Pecan Festival en Colfax, Louisiana Seafood Festival en Nueva Orleans, Louisiana Shrimp & Petroleum Festival en Morgan City, Louisiana Sugar Cane Festival en New Iberia,Louisiana Watermelon Festival en Farmerville, Mudbug Maddness en Shreveport, Natchitoches Christmas Festival, Natchitoches Meat Pie Festival, Natchitoches-NSU Folk Festival, New Orleans Oyster Festival (Festival de la ostra de Nueva Orleans), New Orleans Po-Boy Preservation Festival, Orange Festival en Buras, Ponchatoula Strawberry Festival, Rayne Frog Festival, Red River Revel, Satchmo SummerFest, Southern Decadence, State Fair of Louisiana en Shreveport, Zwolle Hot Tamale festival en Zwolle, Tales of the Cocktail en Nueva Orleans, Tennessee Williams/New Orleans Literary Festival y Yambilee Festival.También son populares los crawfish boils y los crawfish cook-offs.

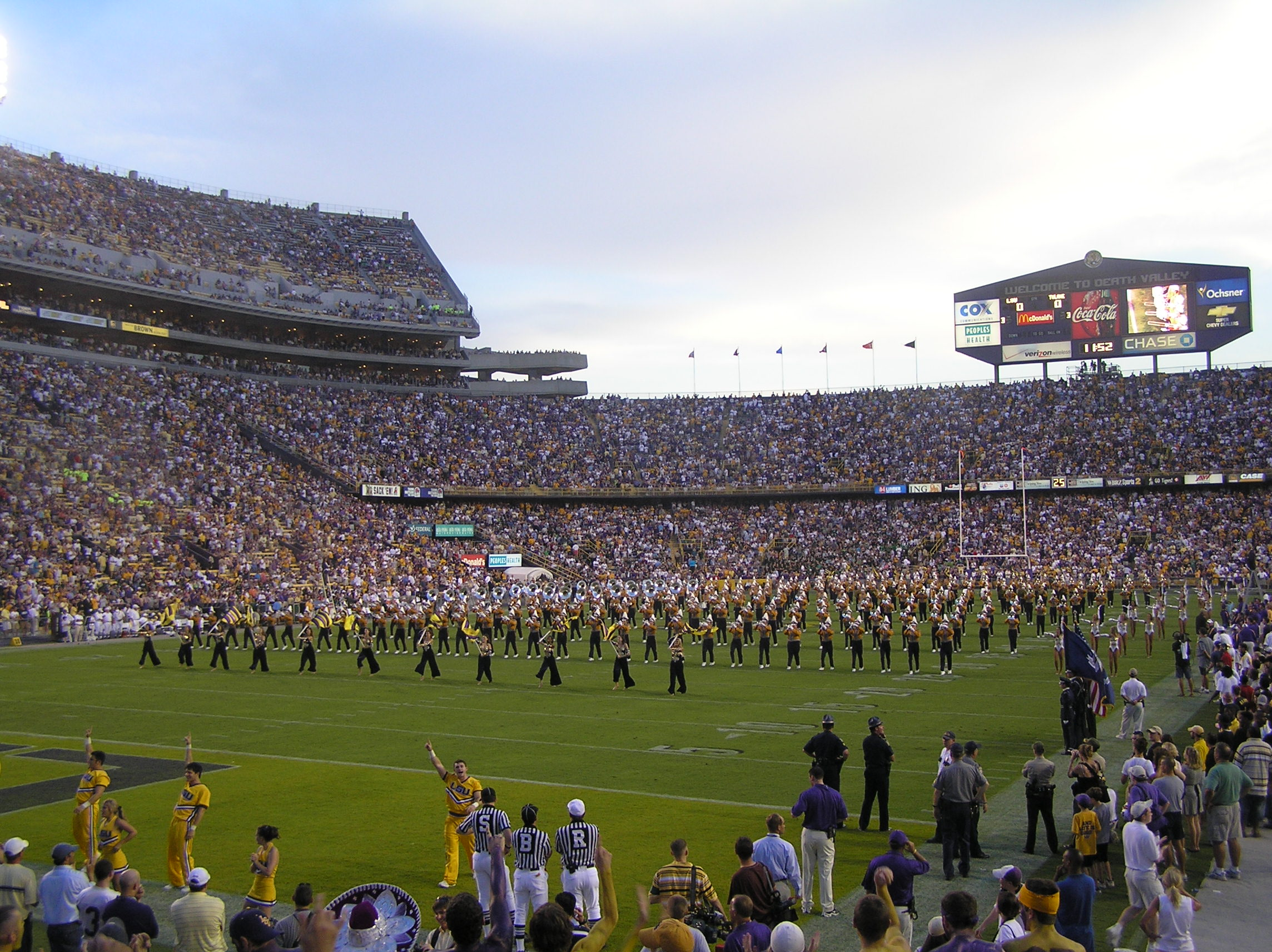
El estadio Tiger en Luisiana tiene capacidad para más de 102.000 espectadores

## Deporte
Luisiana cuenta actualmente con dos equipos deportivos de grandes ligas: los New Orleans Saints de la National Football League desde 1967 y los New Orleans Pelicans de la National Basketball Association desde 2002. Anteriormente, los New Orleans Buccaneers jugaron en la ABA en la década de 1960, y el New Orleans Jazz la NBA en la década de 1970.
En cuanto a deporte universitario, los LSU Tigers de fútbol americano universitario han ganado 11 campeonatos de la Southeastern Conference, seis Sugar Bowl y tres campeonatos nacionales. En tanto, el Sugar Bowl es un partido de postemporada disputado en Nueva Orleans, que tiene como anfitrión al campeón de la Southeastern Conference.
Nueva Orleans ha sido sede de siete ediciones del Super Bowl, así como el BCS National Championship Game, el NBA All-Star Game y el Campeonato de la División I de Baloncesto Masculino de la NCAA.
Desde 1938 se juega el New Orleans Classic, un torneo de golf del POGA Tour. El NOLA Motorsports Park es un autódromo que recibirá a la IndyCar Series en 2014.